# Streifenfarne
Die Streifenfarne (Asplenium) sind eine Pflanzengattung in der Familie der Streifenfarngewächse (Aspleniaceae). Die über 700 Arten sind fast weltweit verbreitet.

## Beschreibung

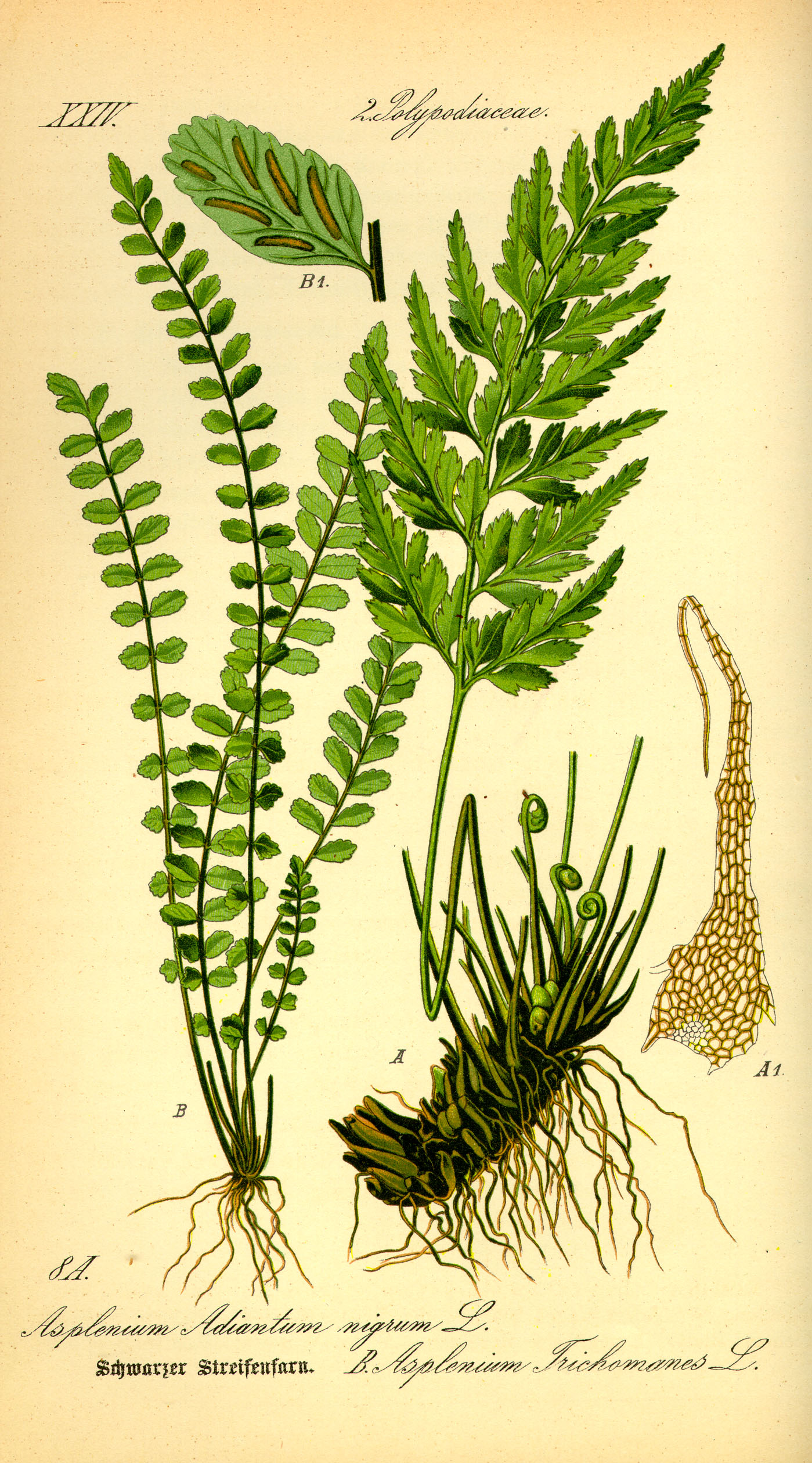
Illustration des Braunstieligen Streifenfarns (Asplenium trichomanes), links und des Schwarzstieligen Streifenfarns (Asplenium adiantum-nigrum), rechts

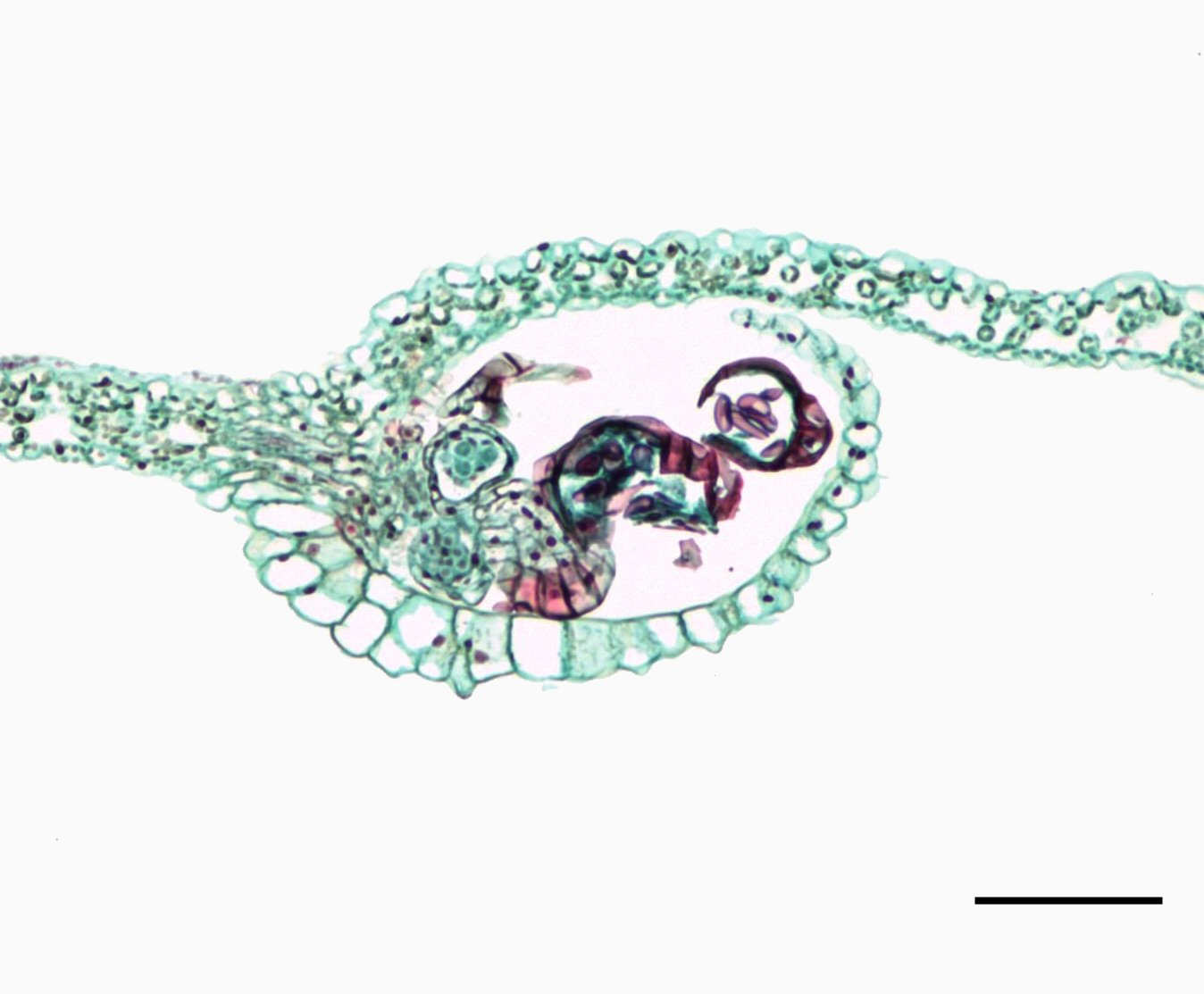
Querschnitt eines Asplenium-Sorus - Mikroskop Skala=0,35 mm

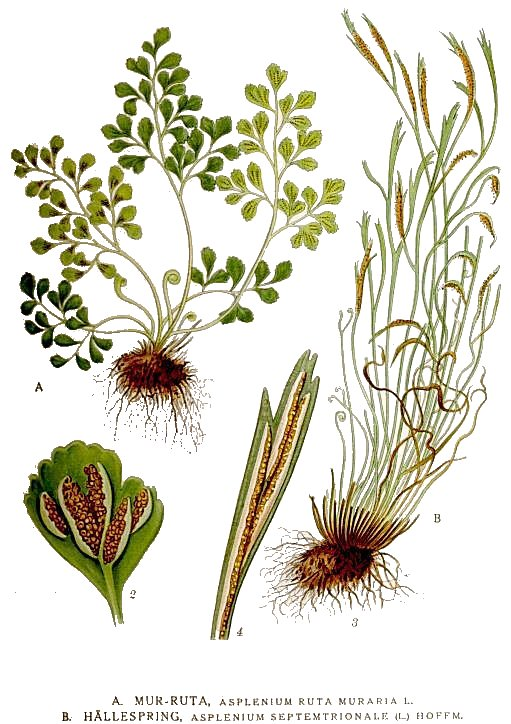
Illustration von A Mauer-Streifenfarn (Asplenium ruta-muraria, links) und B Nordischer Streifenfarn (Asplenium septentrionale, rechts)

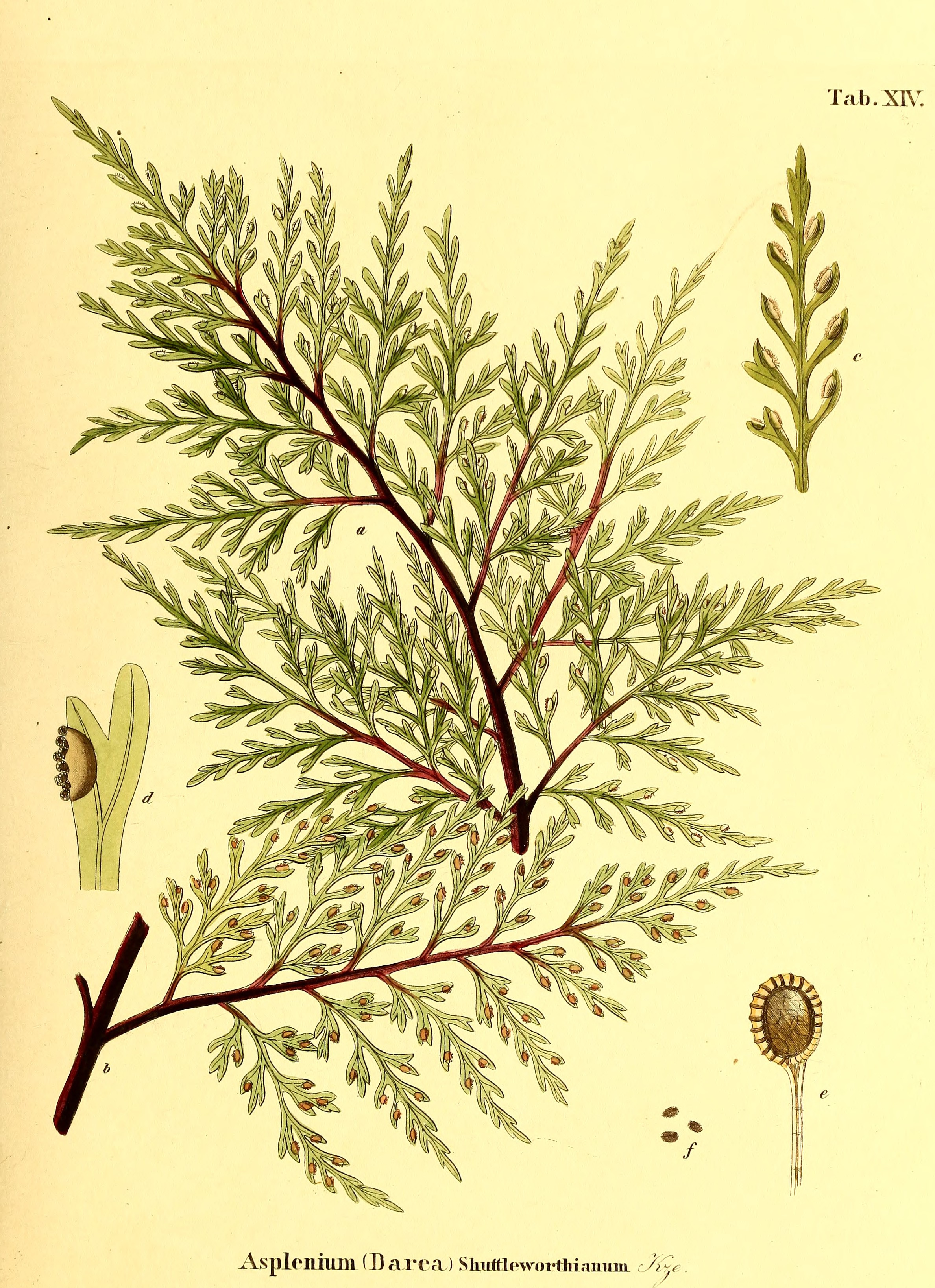
Illustration von Asplenium shuttleworthianum aus Gustav Kunze: Die Farrnkräuter in kolorirten Abbildungen naturgetreu Erläutert und Beschrieben, 1840

Die Streifenfarn-Arten sind ausdauernde krautige Pflanzen. Sie gedeihen epiphytisch, lithophytisch oder terrestrisch. Sie besitzen ein kurzes, aufrechtes, manchmal auch kriechendes Rhizom, an dem dunkle, lineal-lanzettliche, gegitterte (clathrate) Schuppen sitzen. Die fertilen (sporangientragenden) und sterilen Wedel sind gleichgestaltig: bis zu vierfach gefiedert oder gabelteilig, seltener (wie bei der Hirschzunge) ungeteilt. Die Adern enden frei. Die Blattstiele sind meist am Grund dunkel, häufig kahl und besitzen zwei Leitbündel, die sich oft zu einem x-förmigen Bündel vereinigen.
Die Sori stehen einzeln und vom Rand entfernt. Wie der Schleier (Indusium) sind sie meist linealisch, wovon sich auch der Name Streifenfarn ableitet.
Die Chromosomengrundzahl beträgt x = 35 oder 36.

## Systematik und Verbreitung

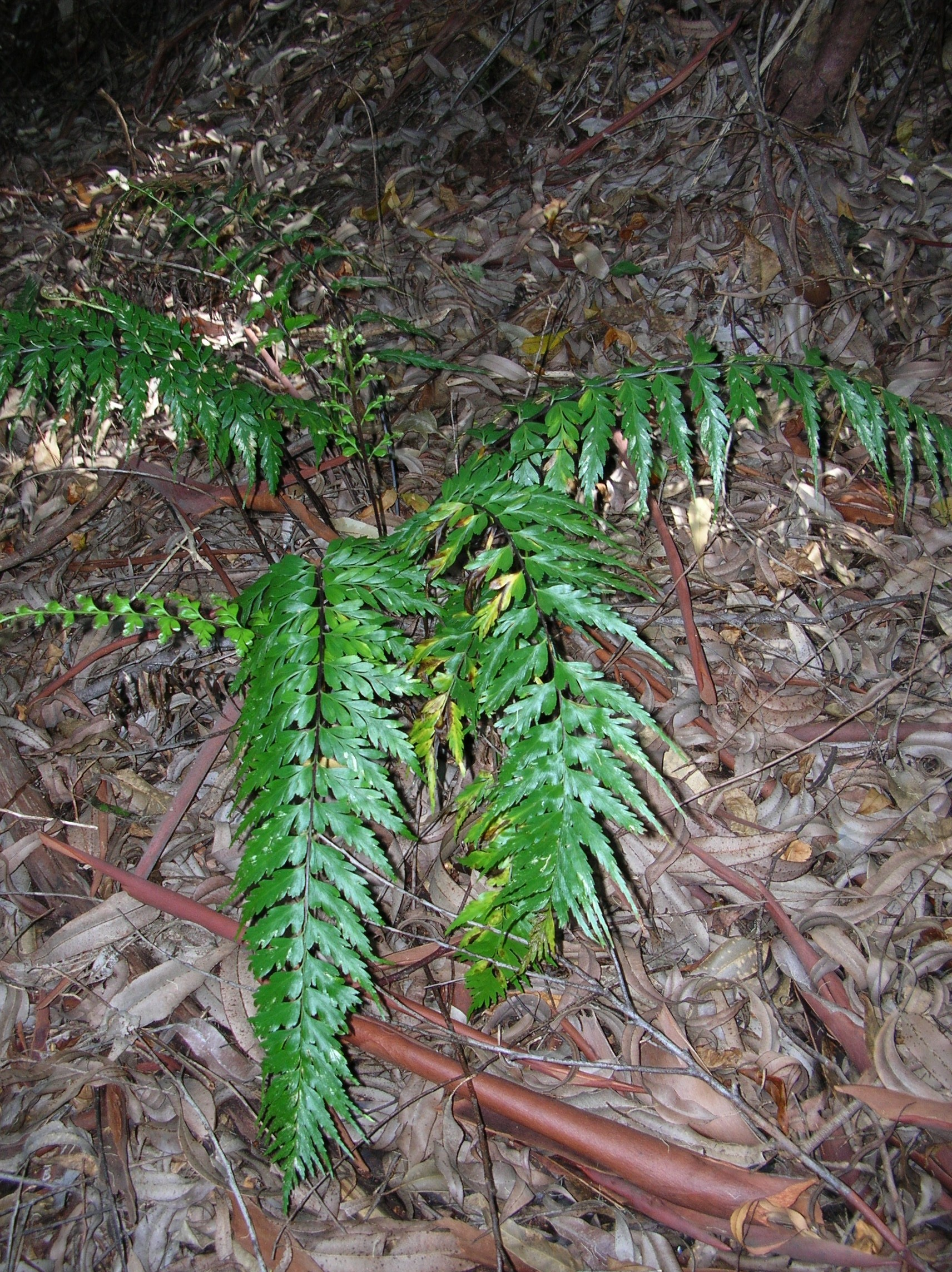
Asplenium acuminatum

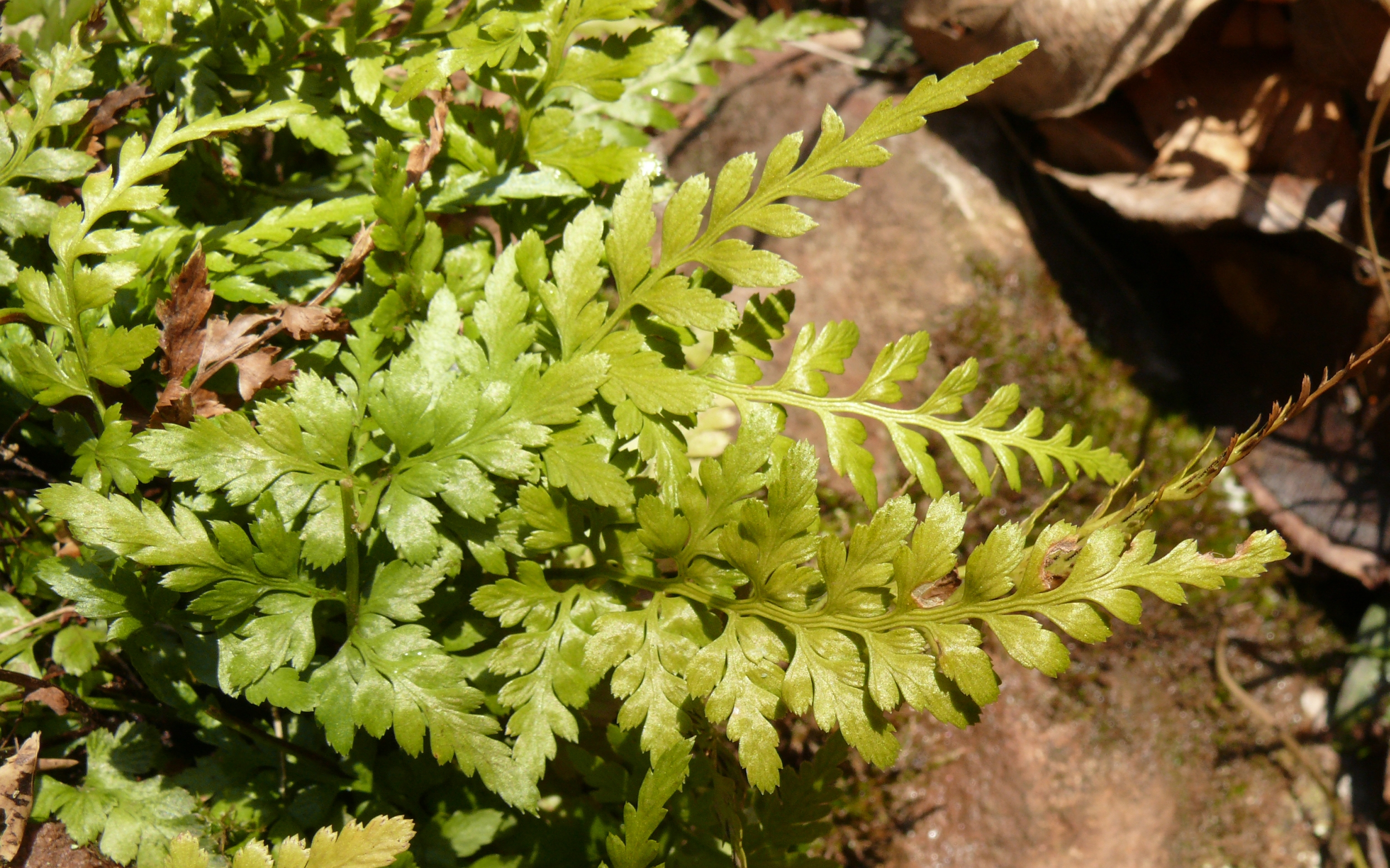
Schwarzstieliger Streifenfarn (Asplenium adiantum-nigrum)

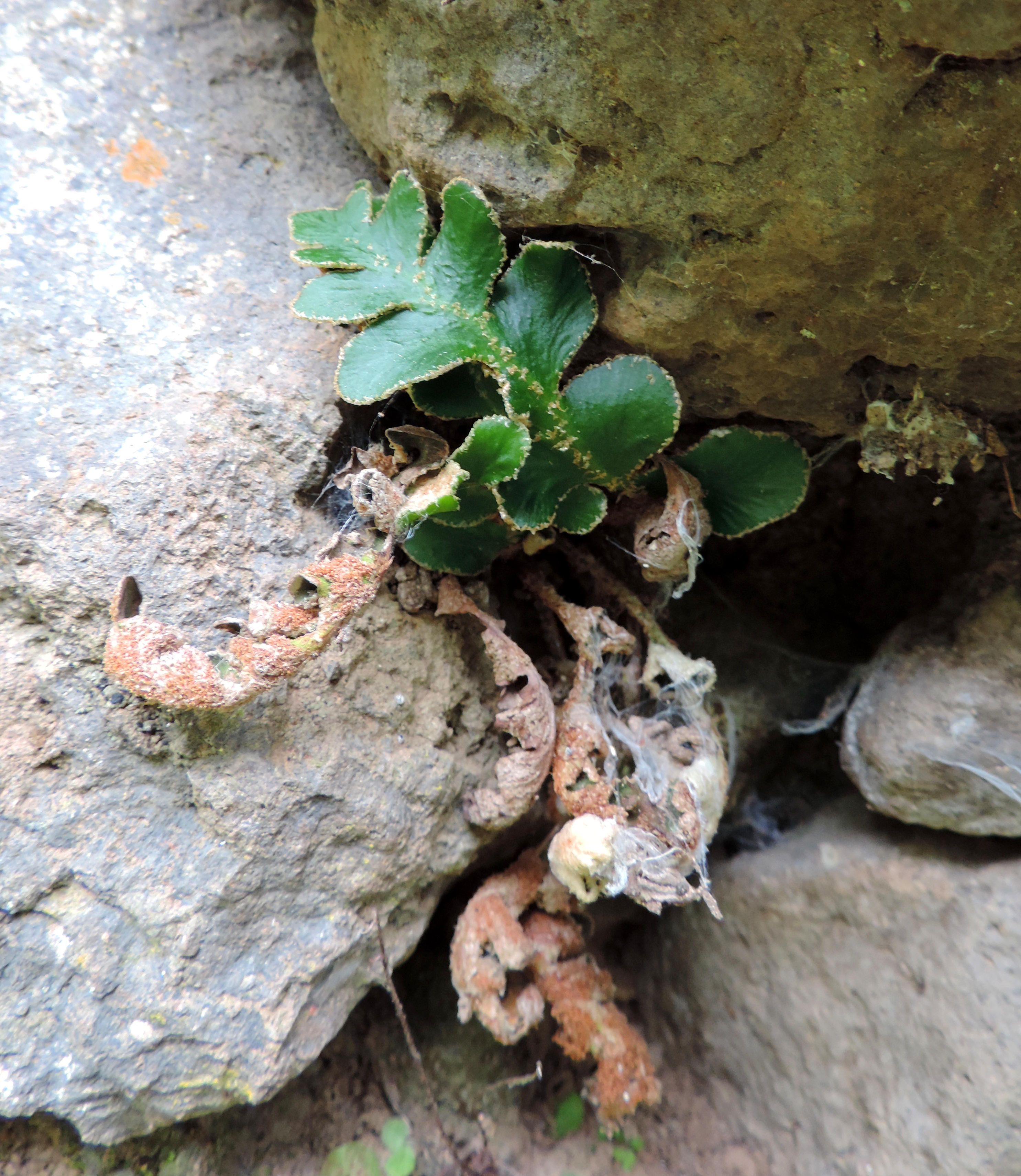
Asplenium aureum

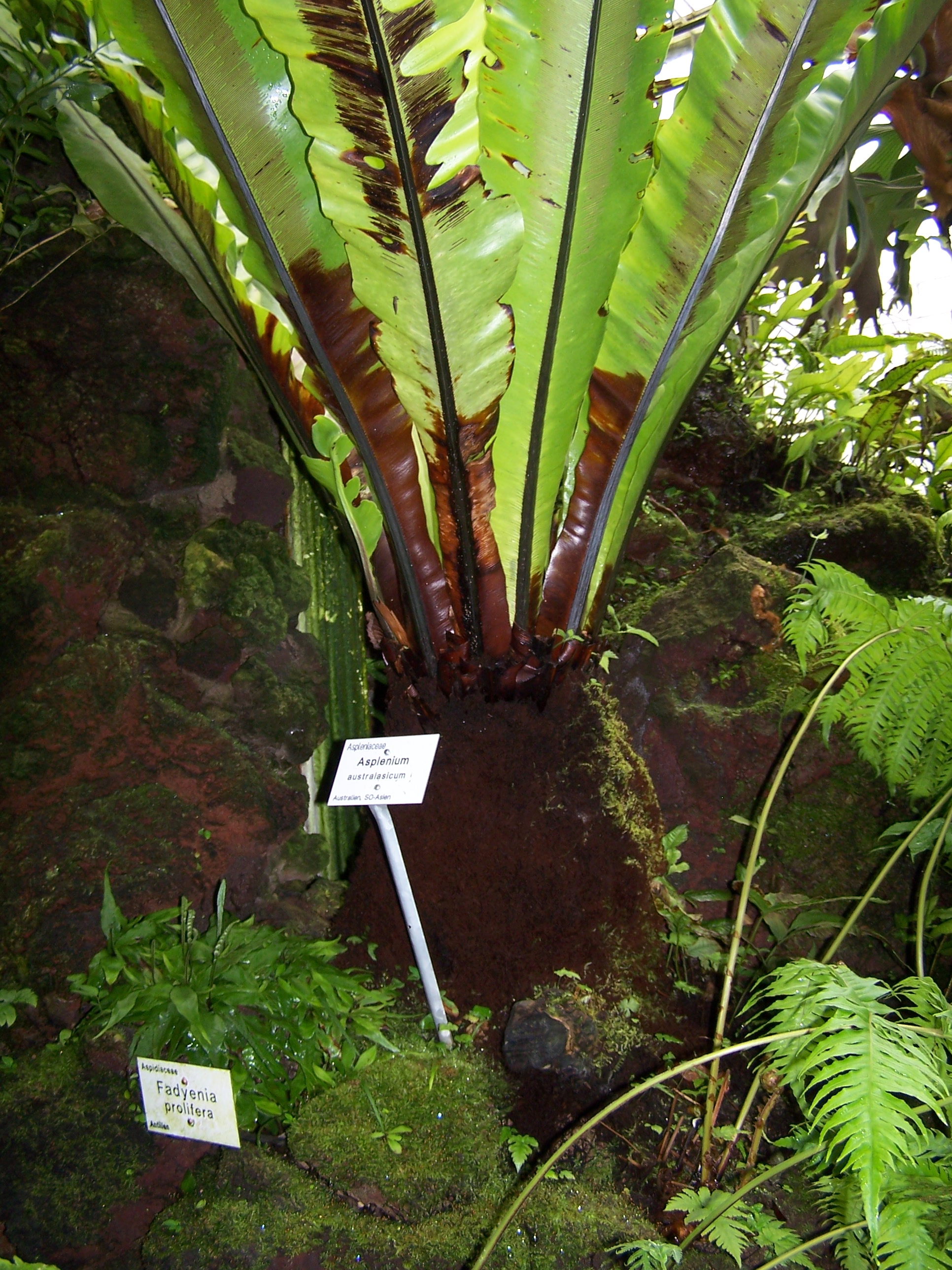
Asplenium australasicum

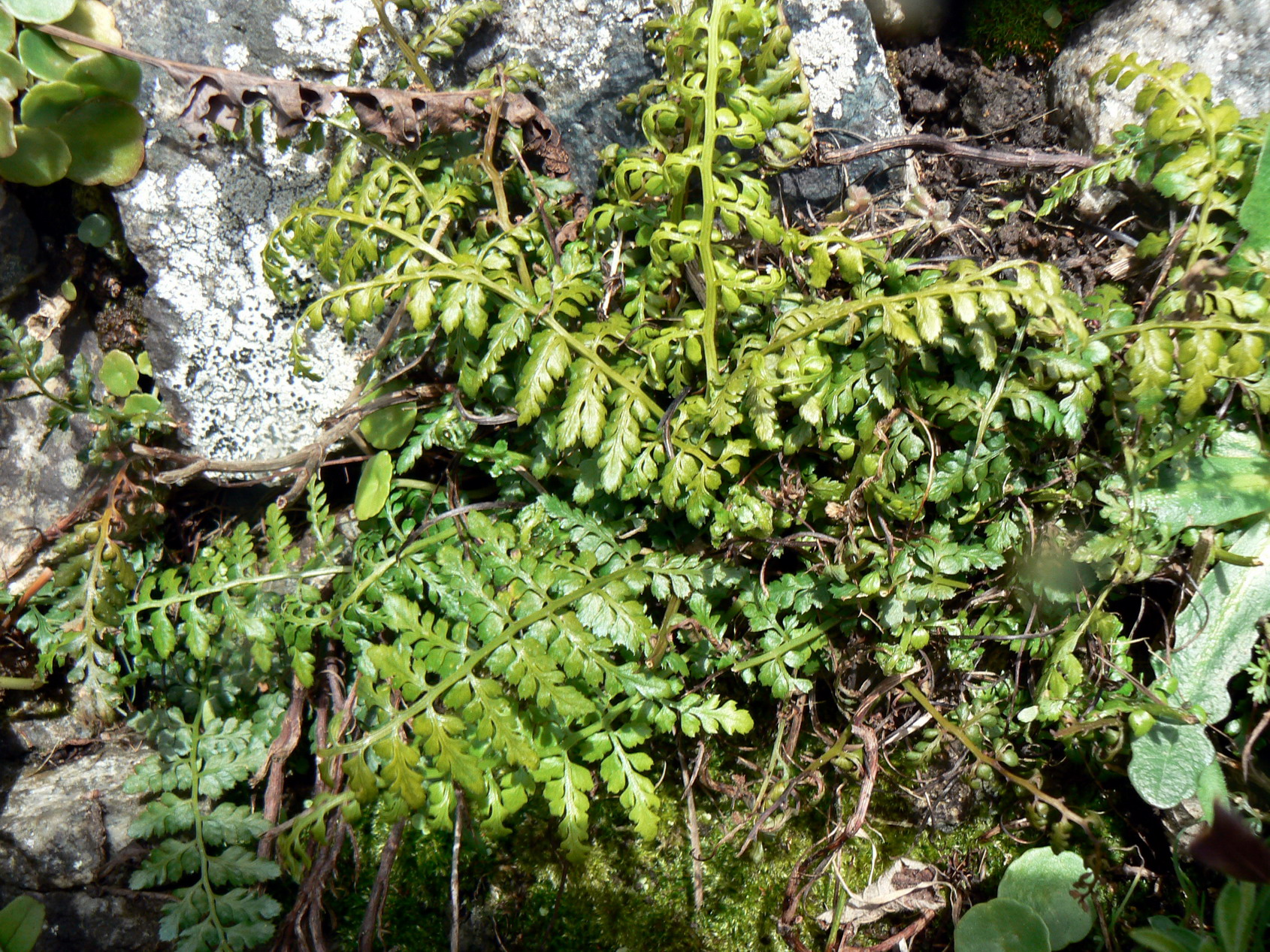
Billots Streifenfarn (Asplenium billotii)

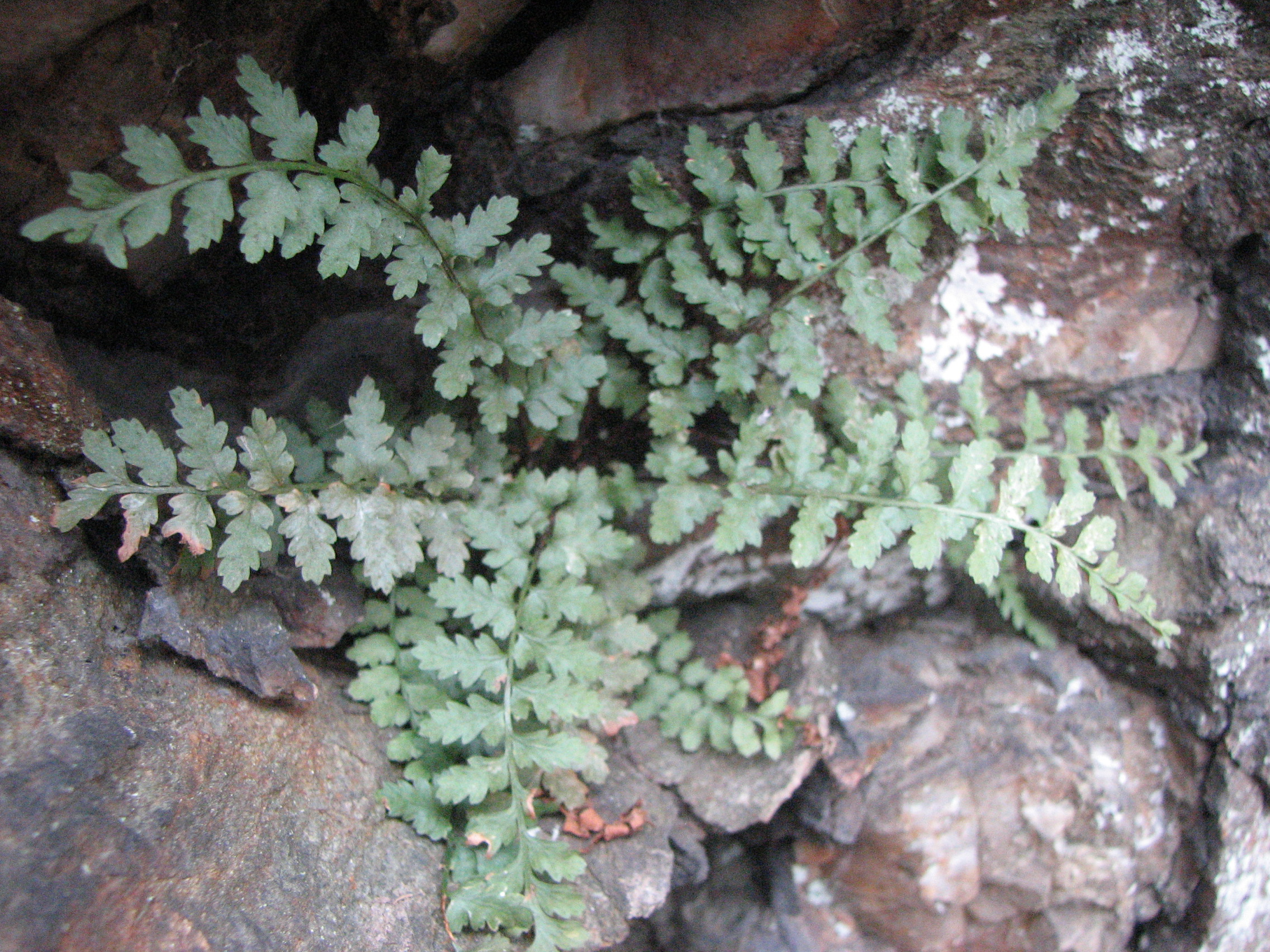
Asplenium bradleyi

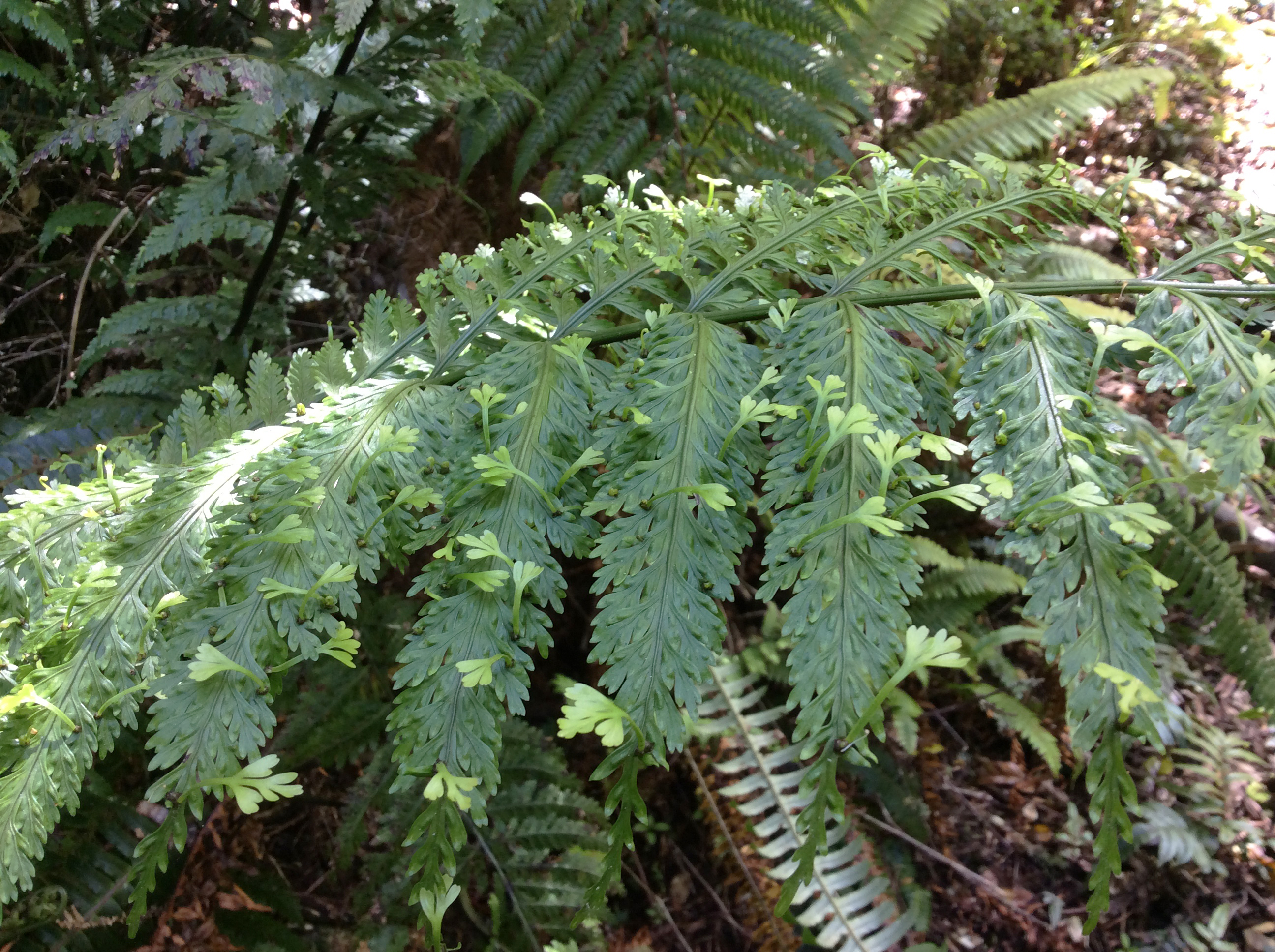
Lebendgebärender Streifenfarn (Asplenium bulbiferum)

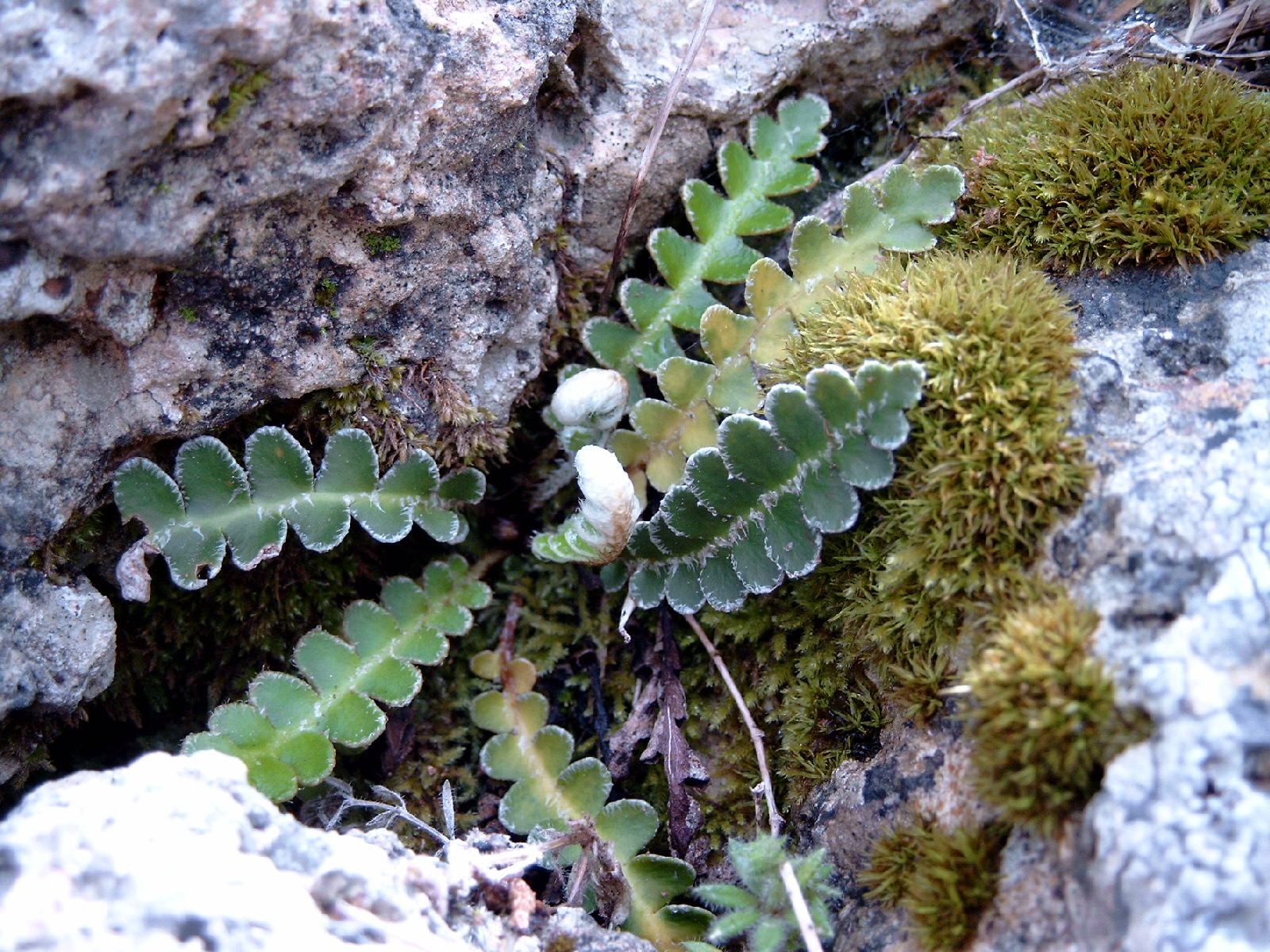
Milzfarn (Asplenium ceterach)

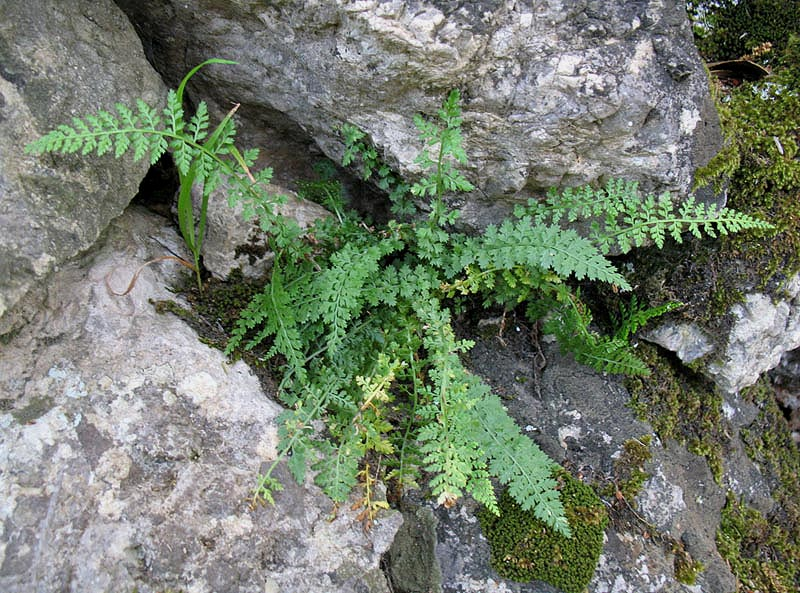
Jura-Streifenfarn (Asplenium fontanum)

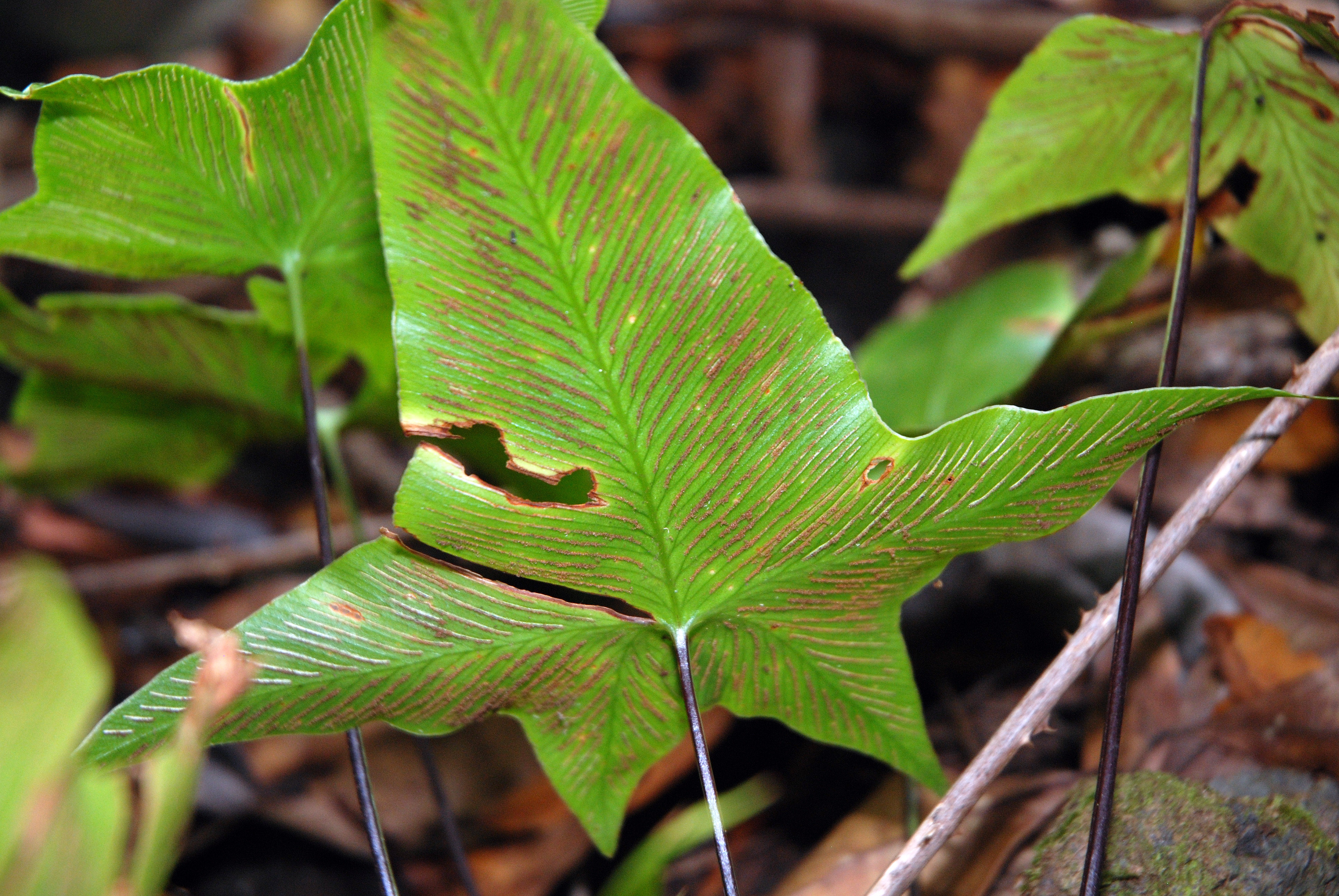
Efeufarn (Asplenium hemionitis)

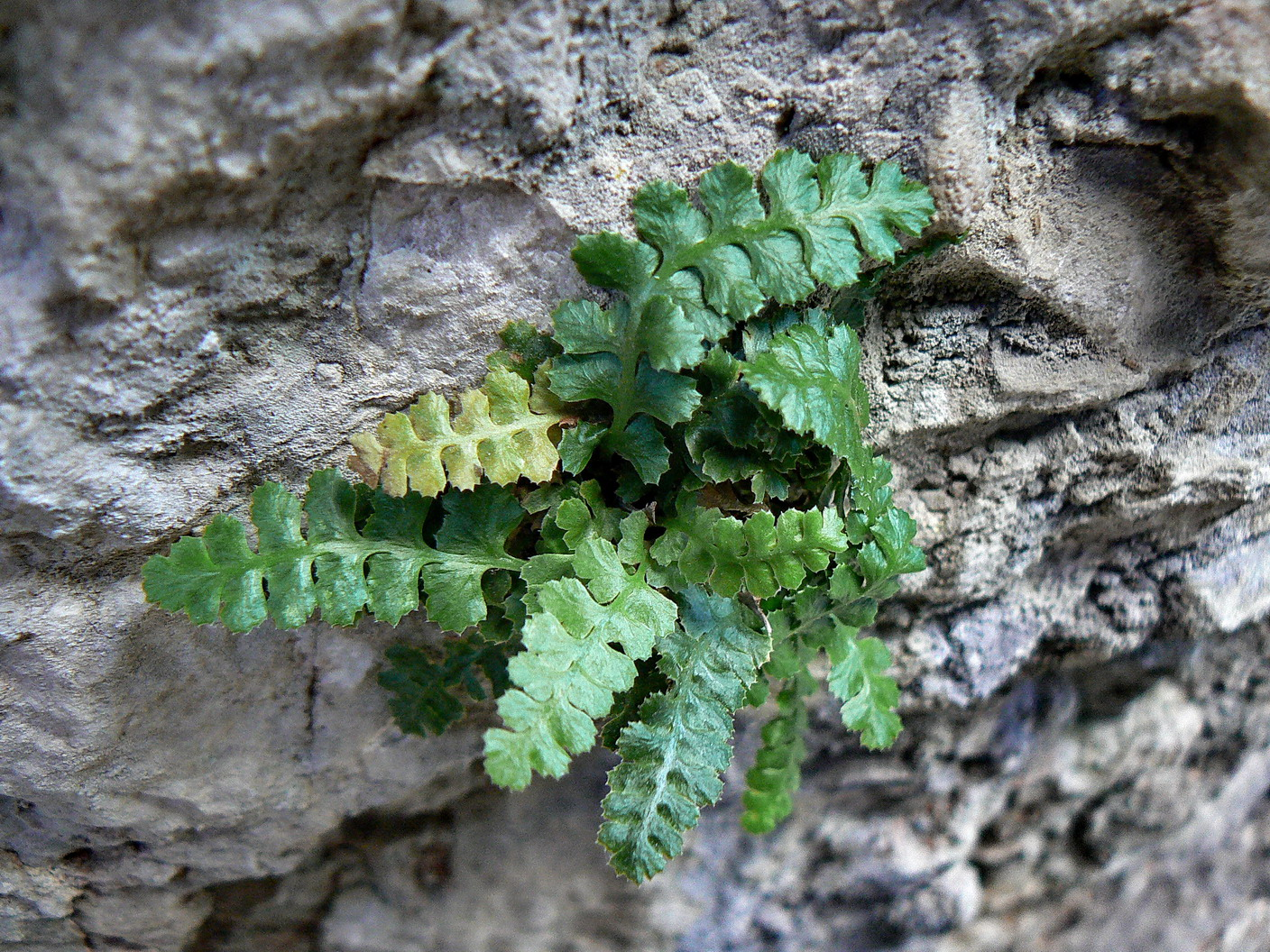
Asplenium jahandiezii

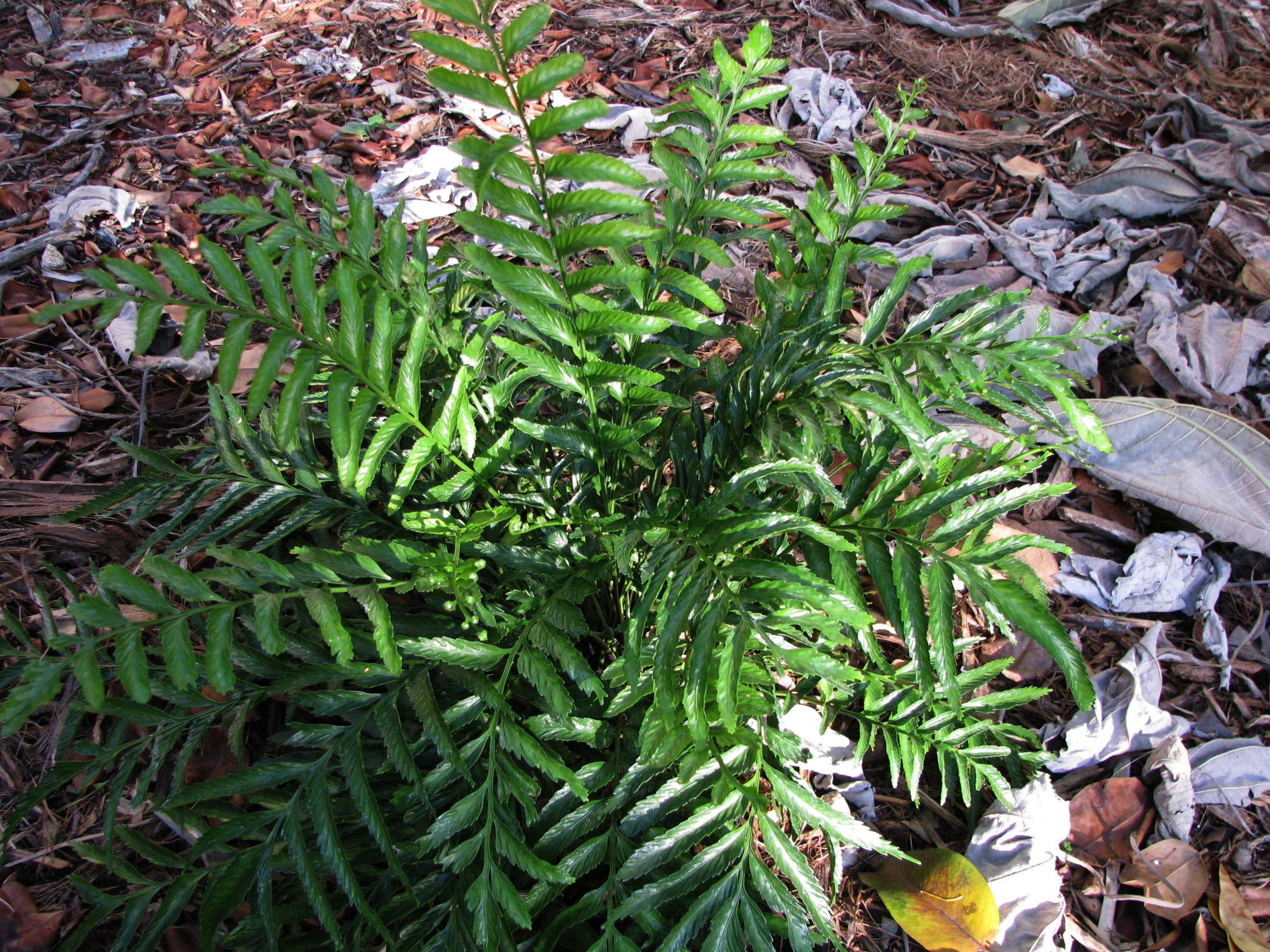
Asplenium kaulfussii

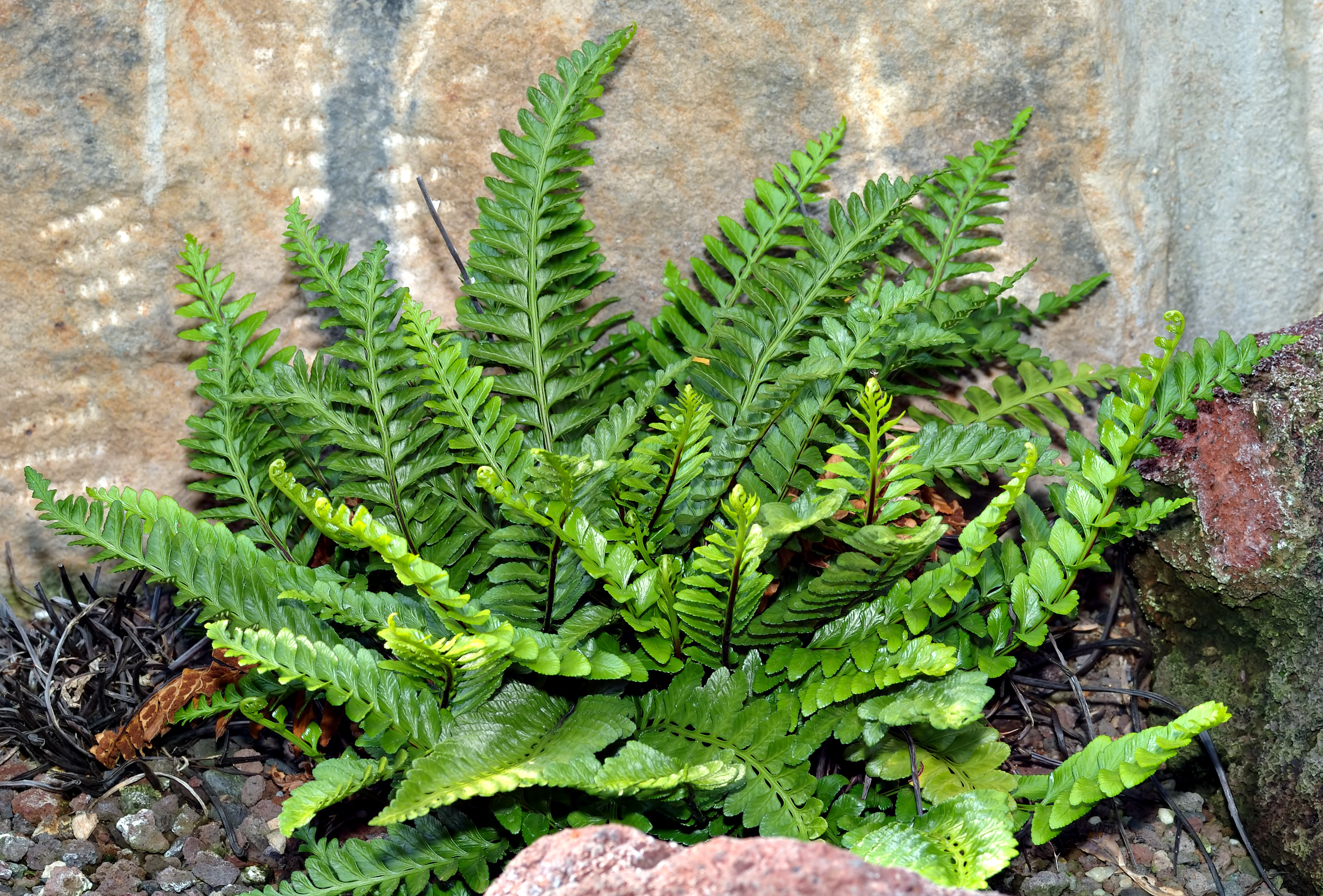
Meer-Streifenfarn (Asplenium marinum)

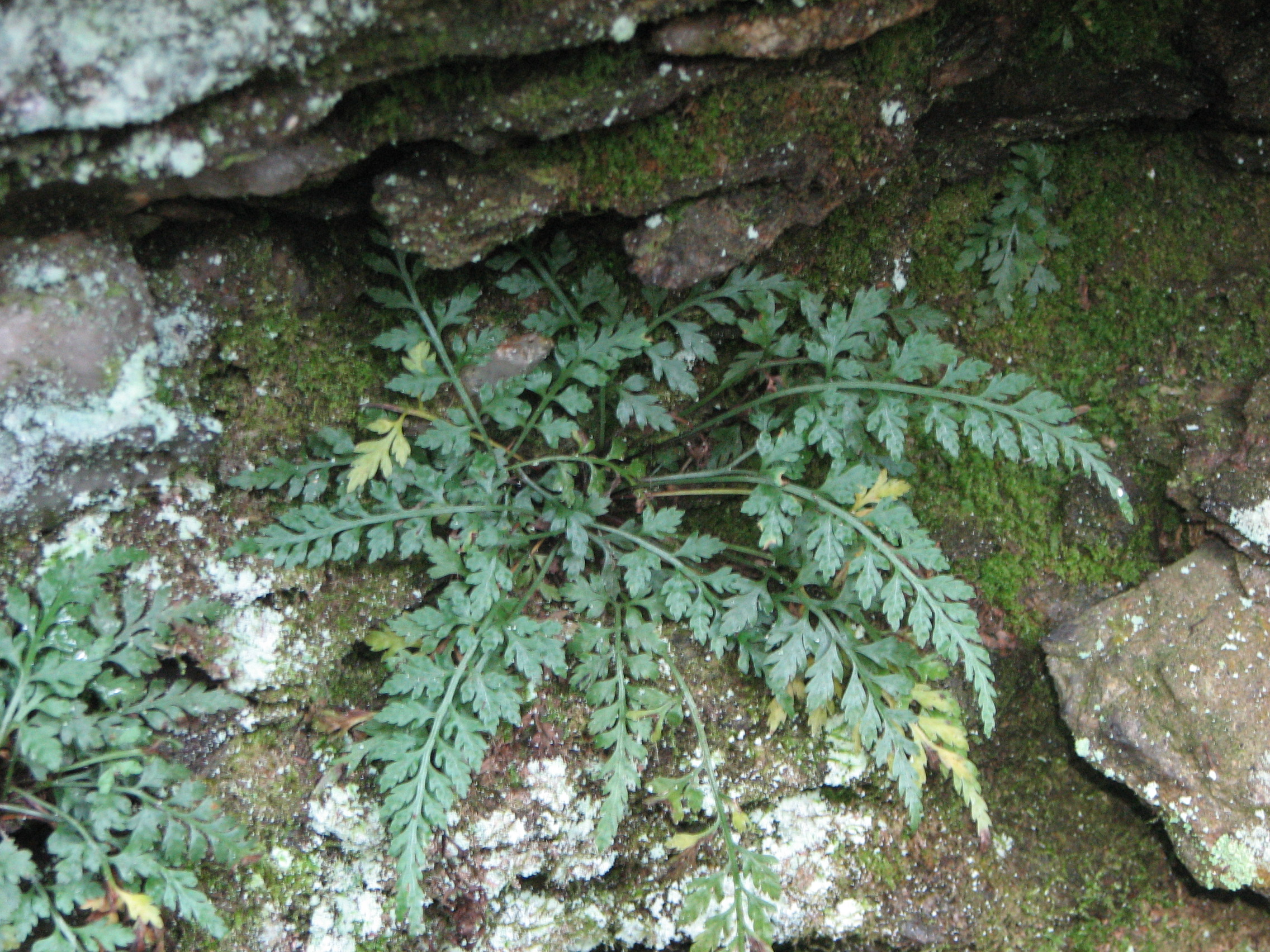
Asplenium montanum

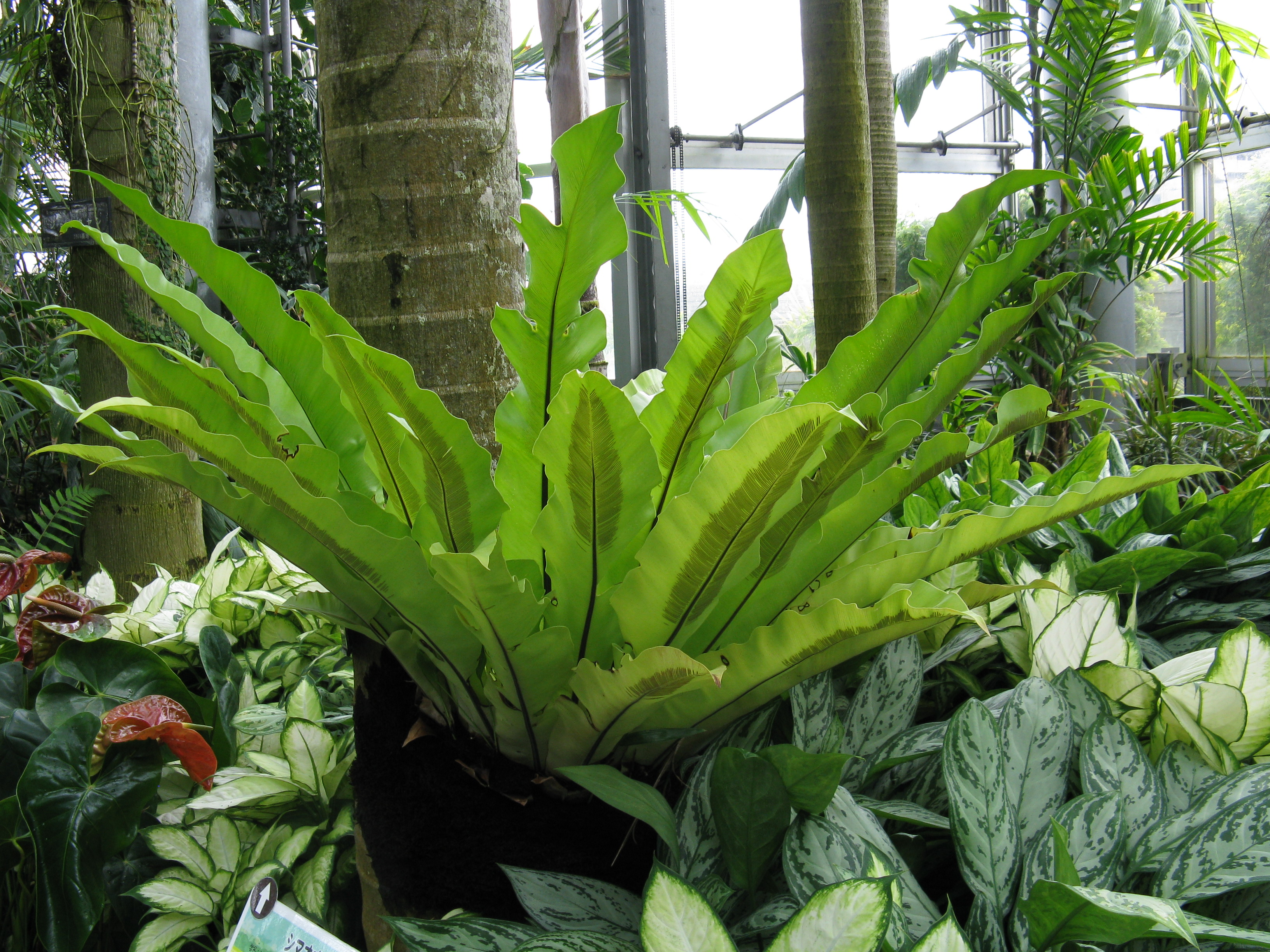
Nestfarn (Asplenium nidus)

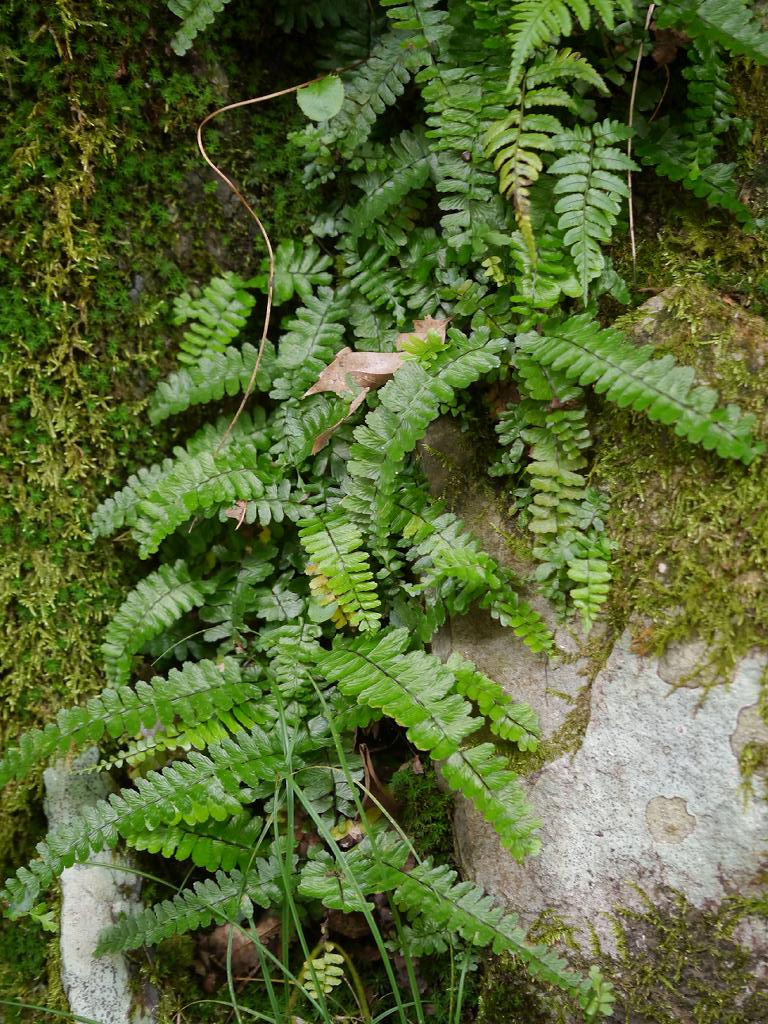
Asplenium normale

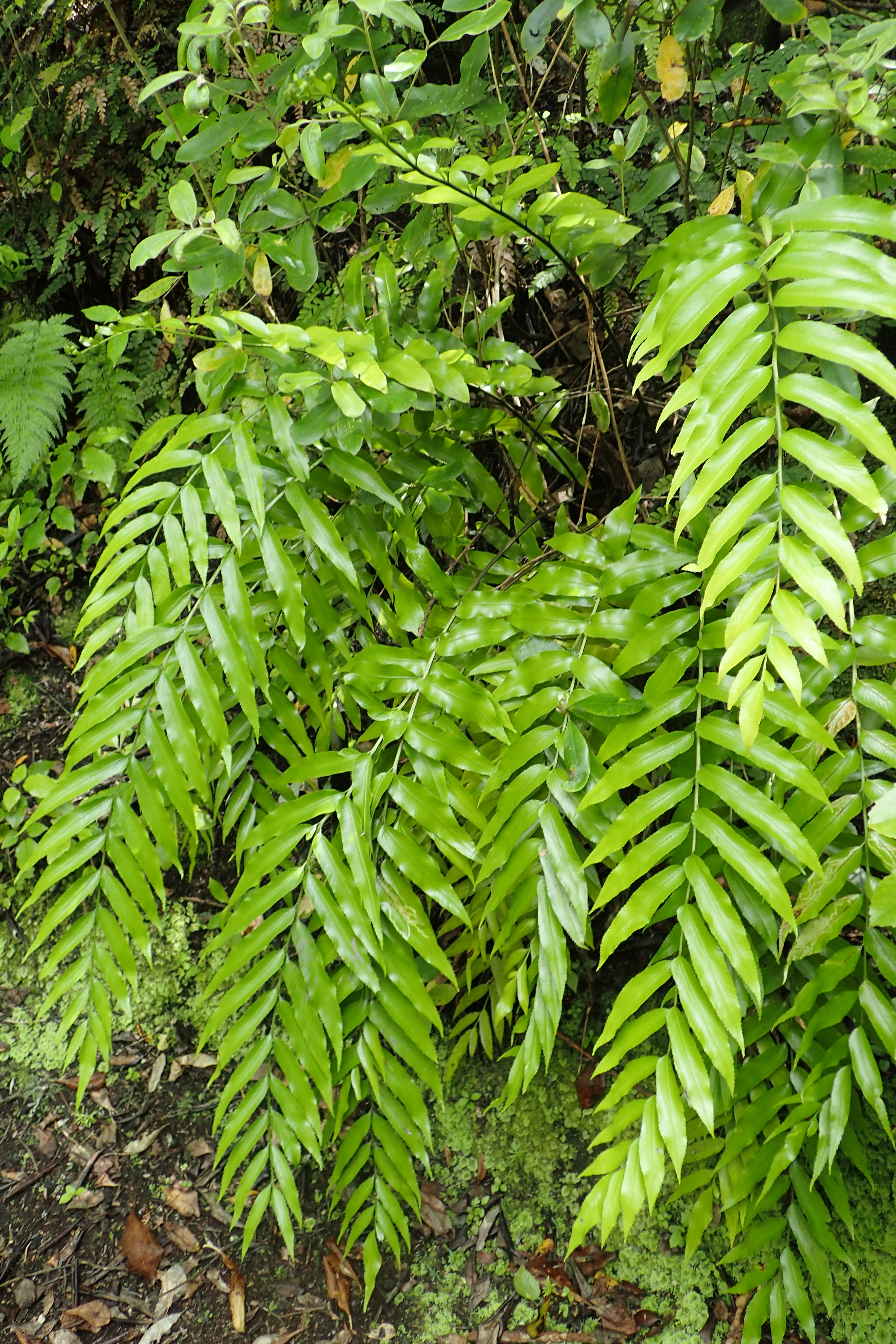
Asplenium oblongifolium

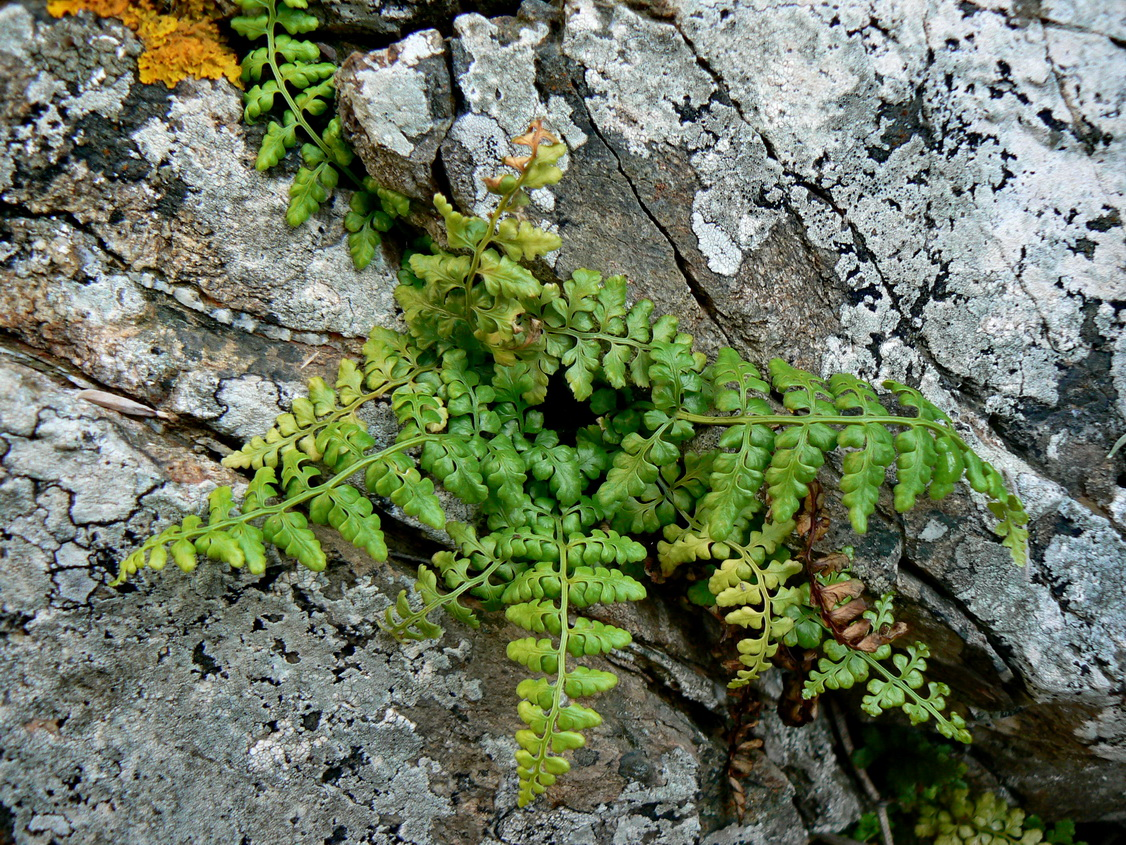
Asplenium obovatum subsp. obovatum

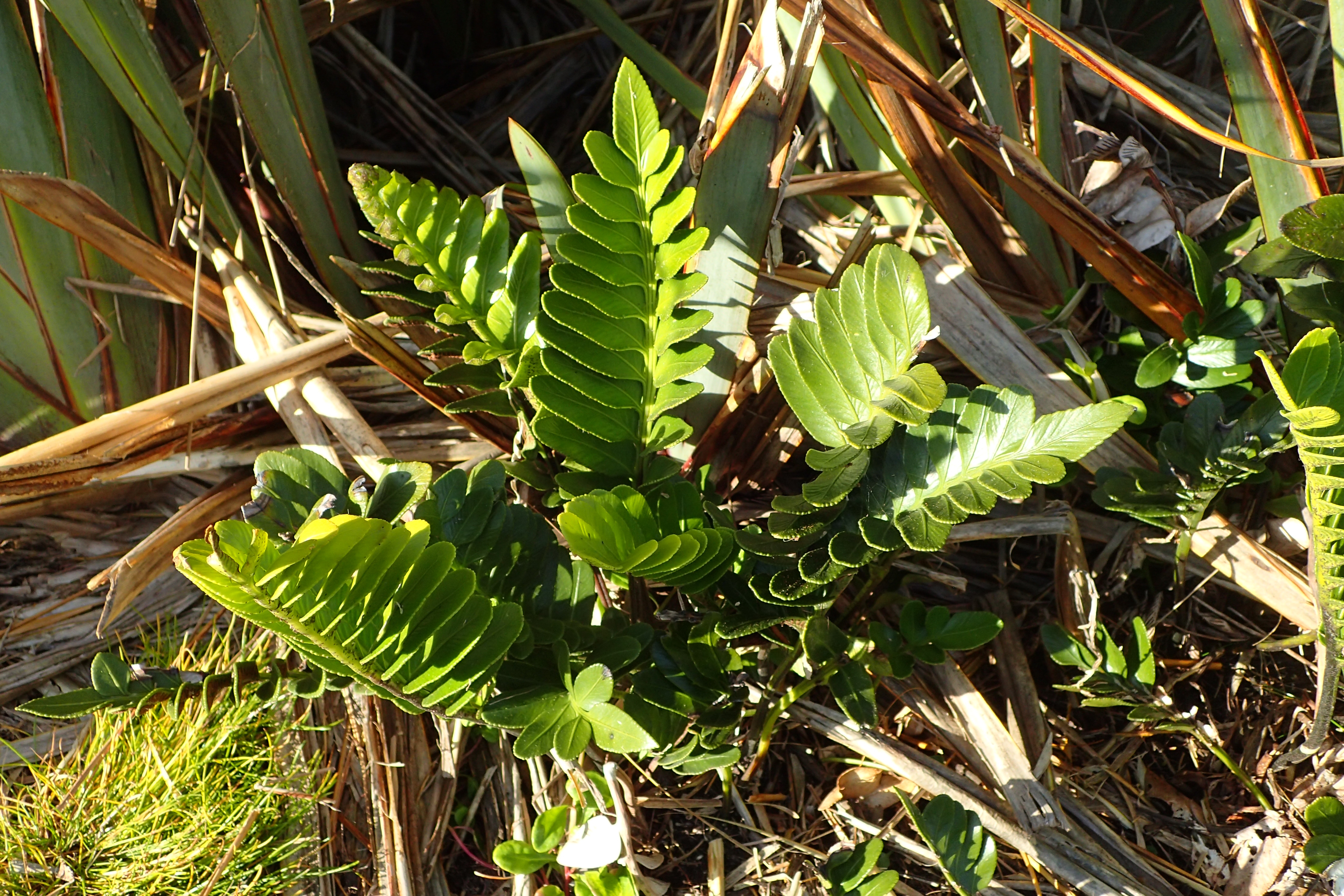
Asplenium obtusatum

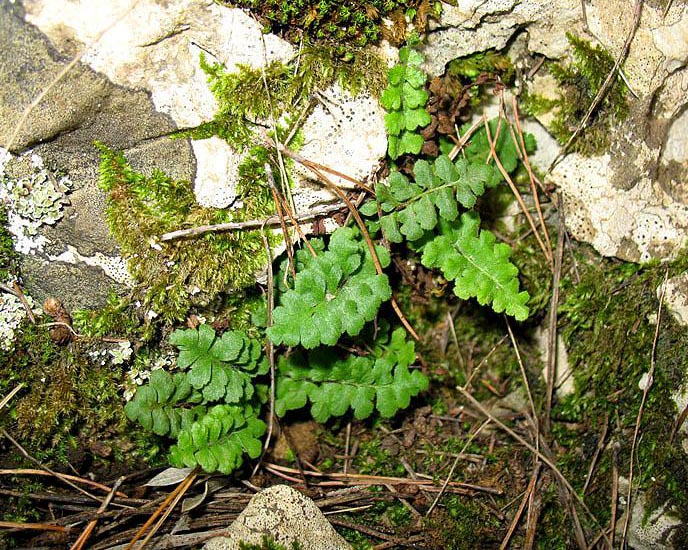
Asplenium petrarchae

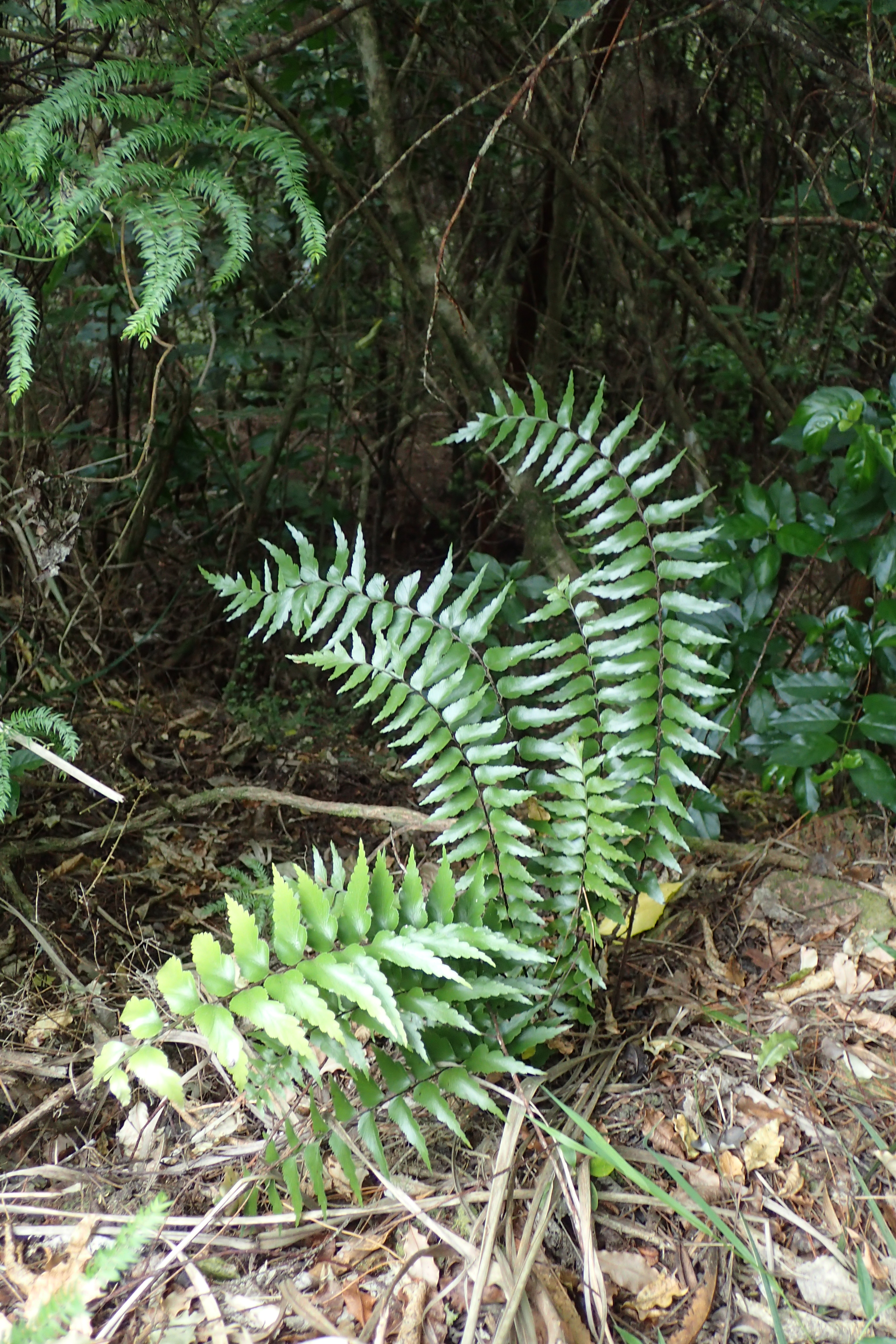
Asplenium polyodon

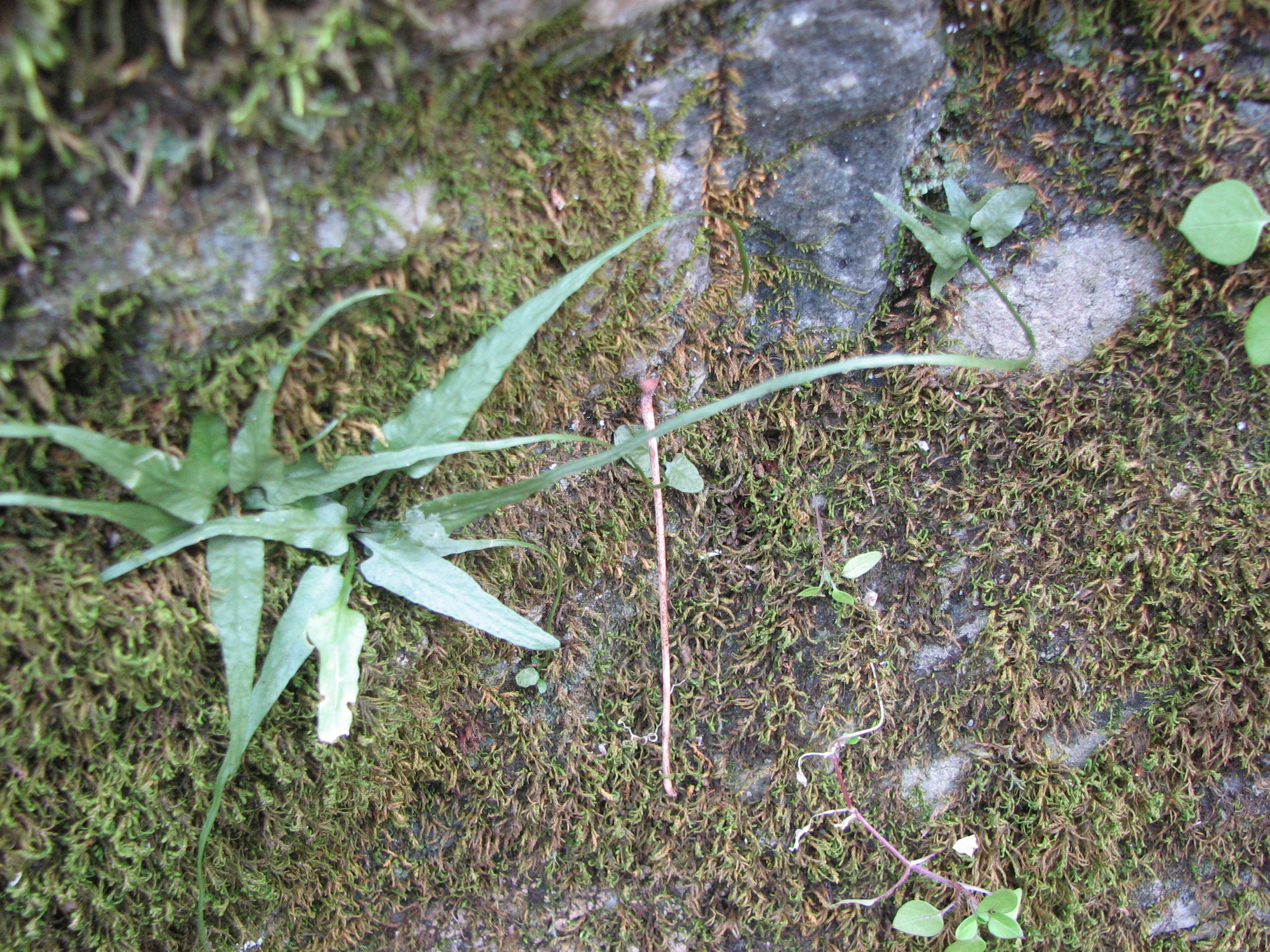
Kriechender Streifenfarn (Asplenium rhizophyllum)

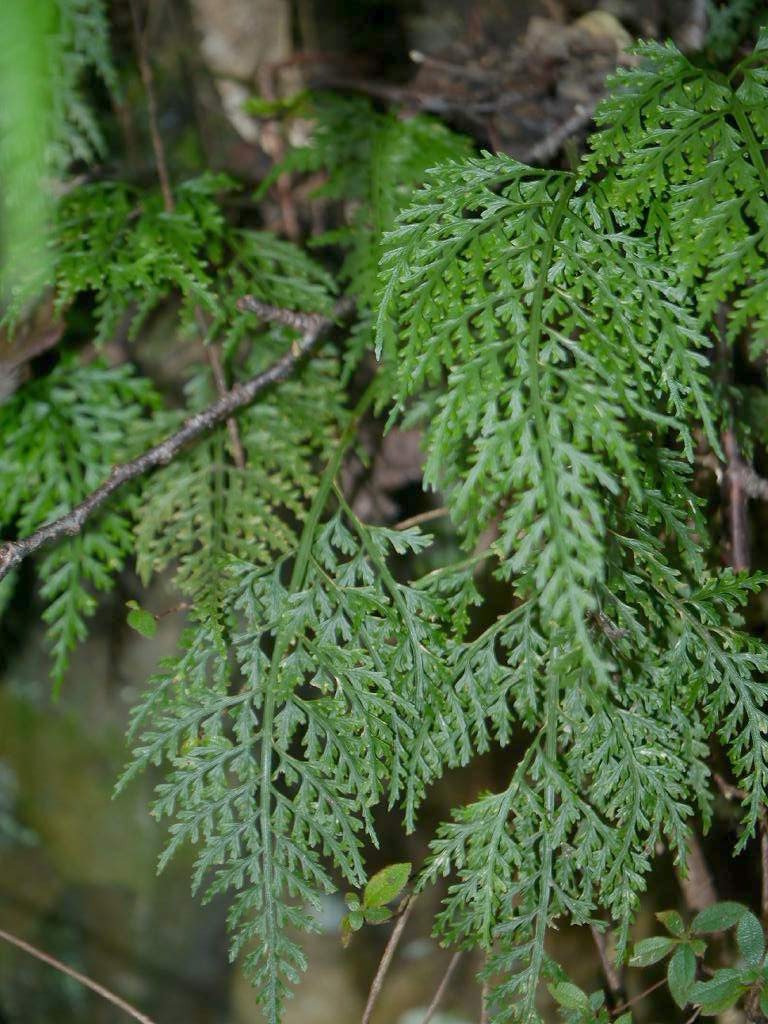
Asplenium ritoense

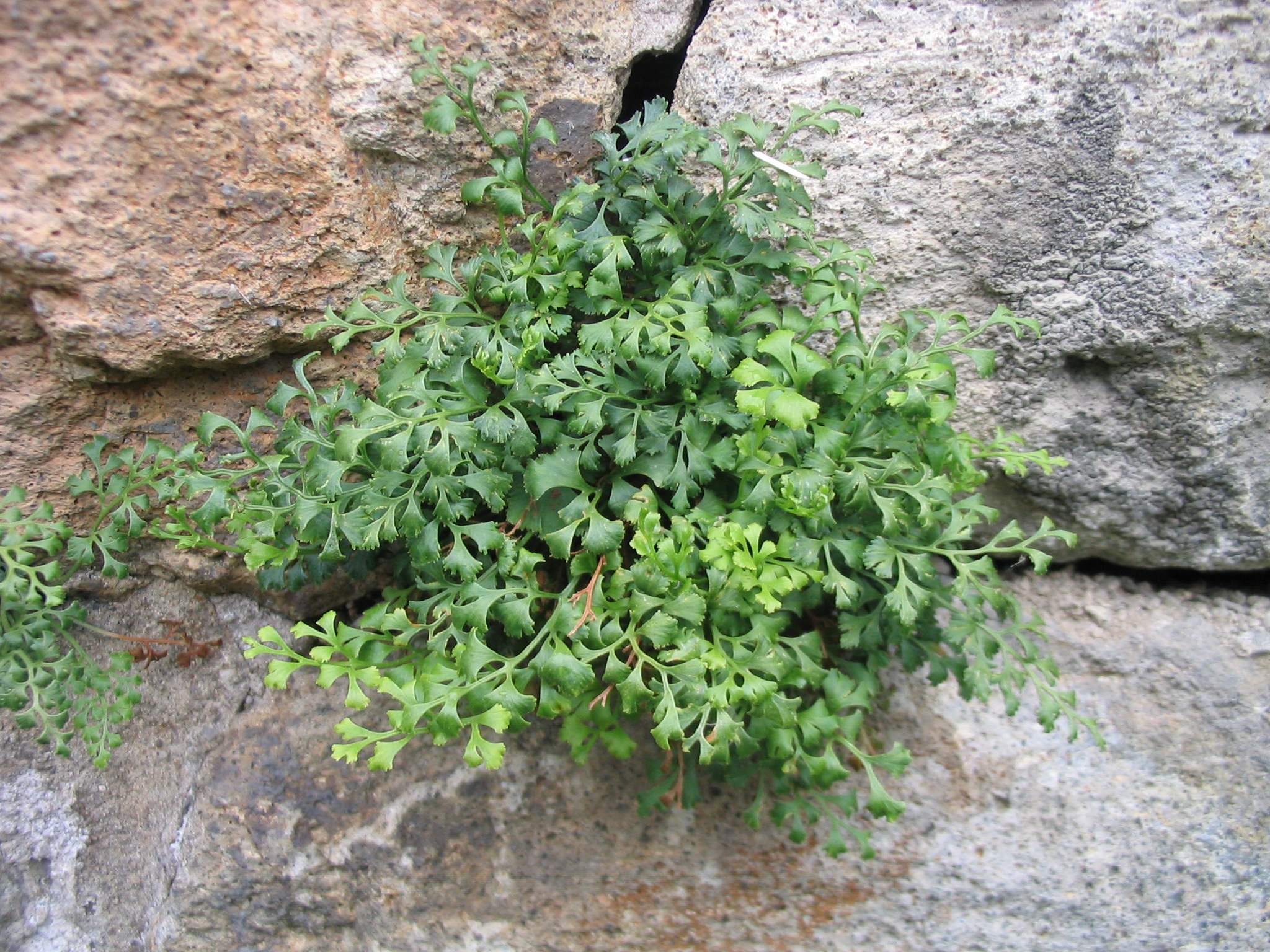
Mauer-Streifenfarn (Asplenium ruta-muraria)

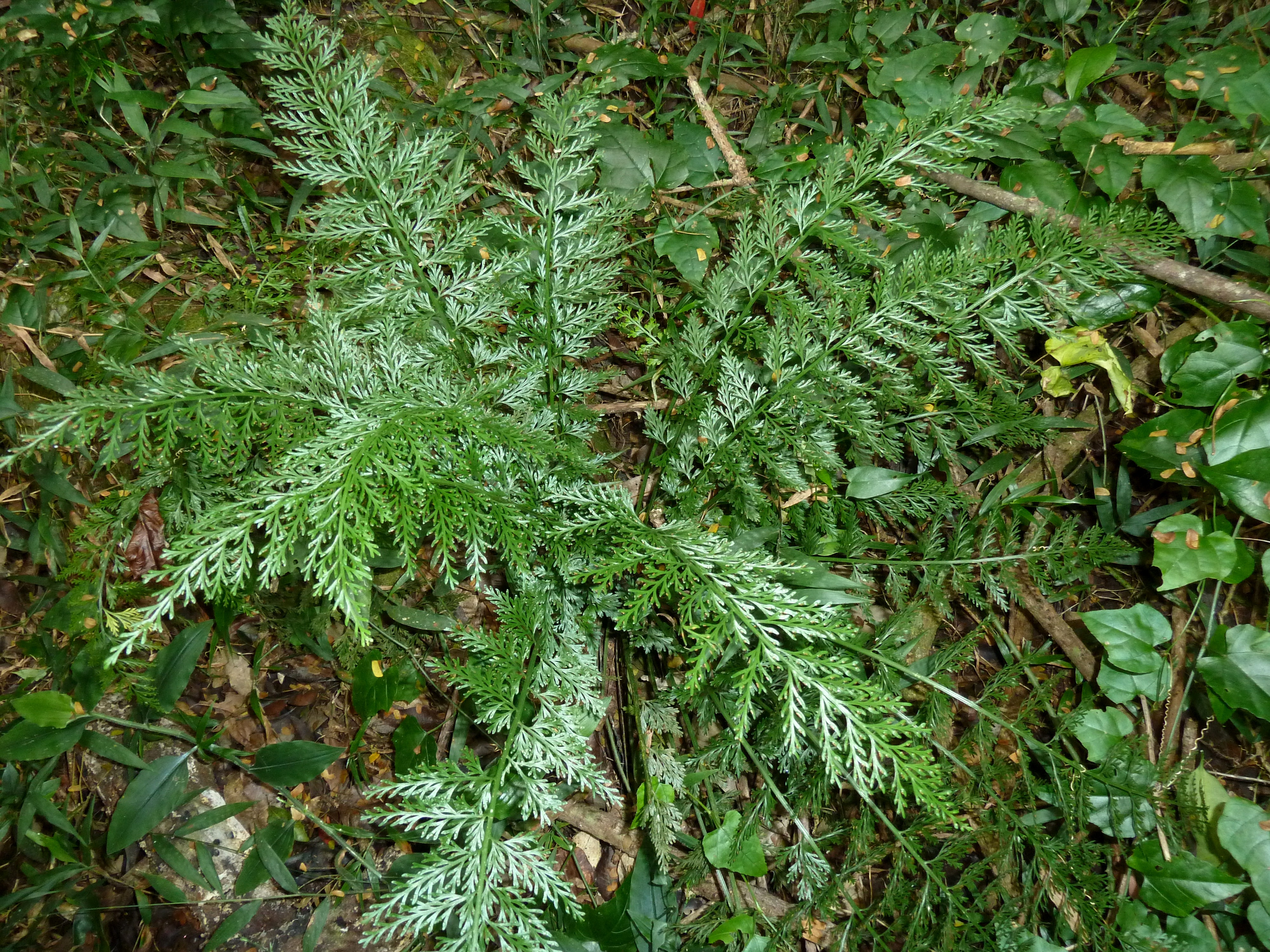
Asplenium rutifolium

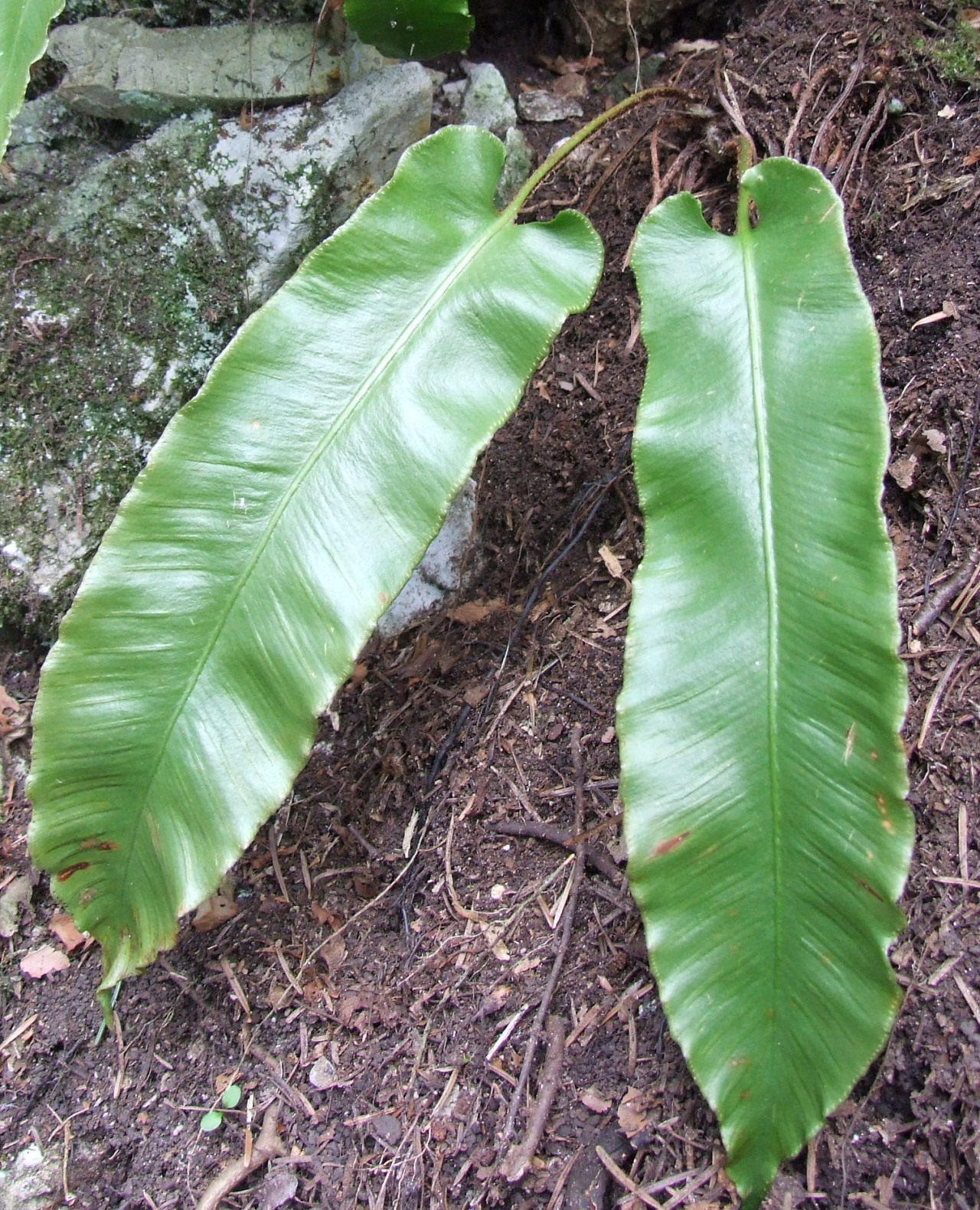
Hirschzunge (Asplenium scolopendrium)

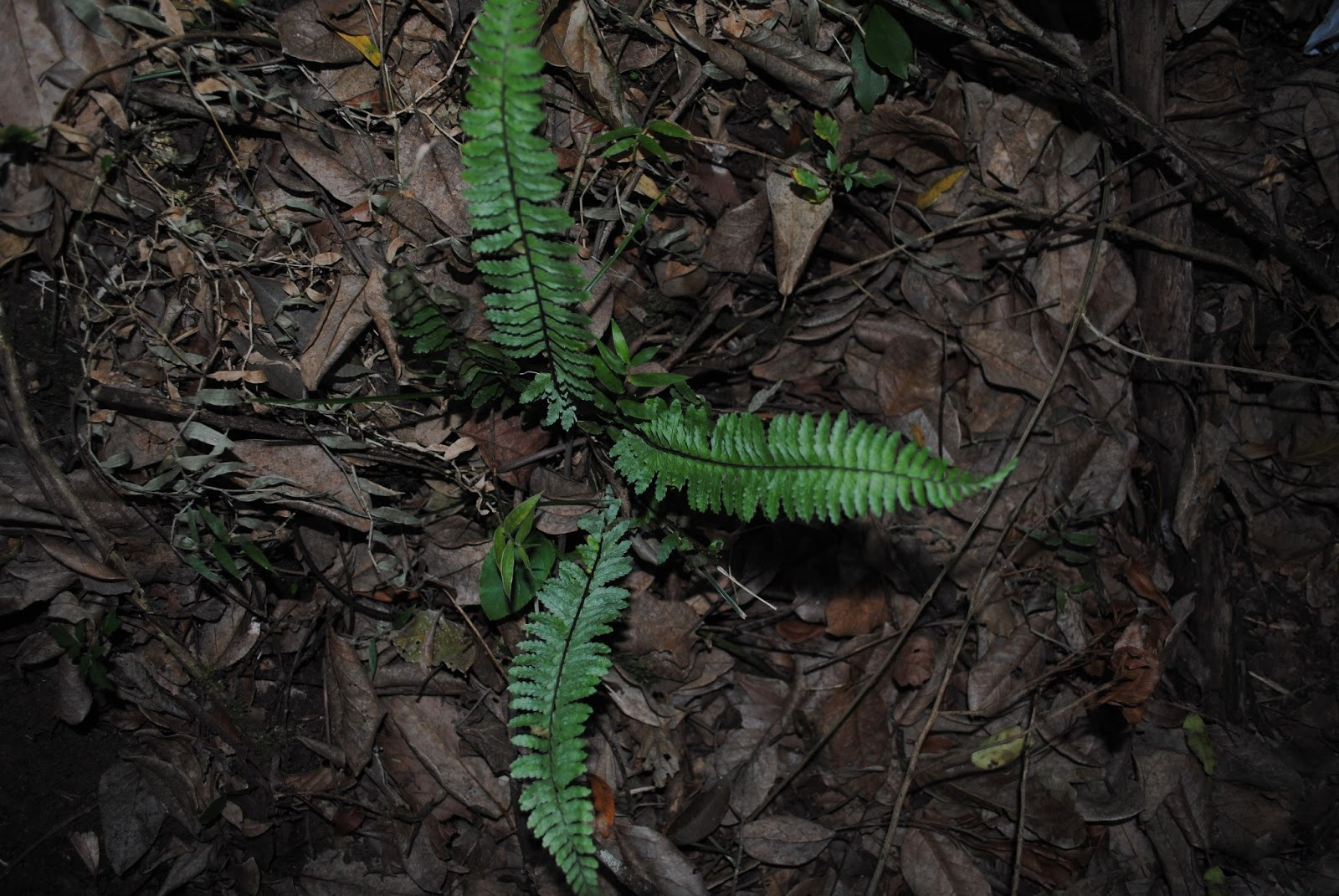
Habitus von Asplenium sellowianum im Habitat

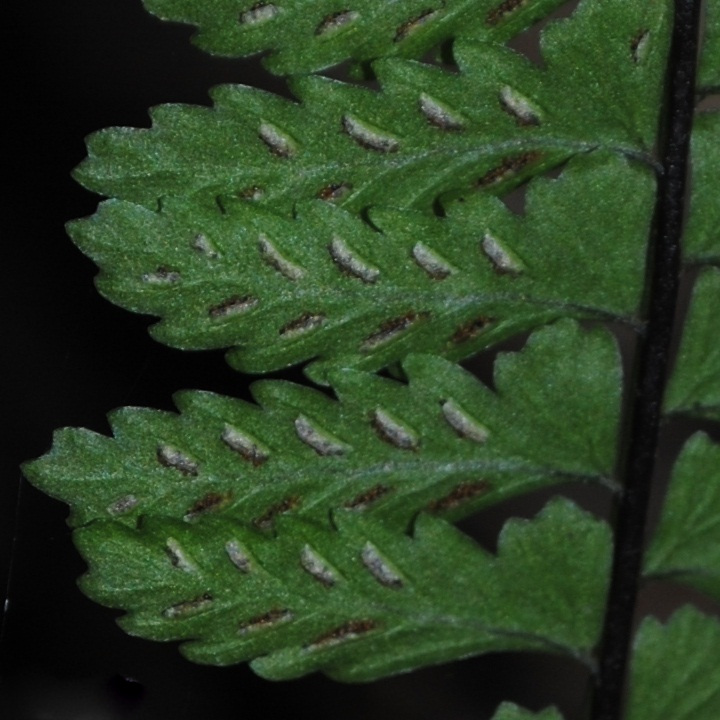
Ausschnitt der Blattunterseite mit Sori von Asplenium sellowianum

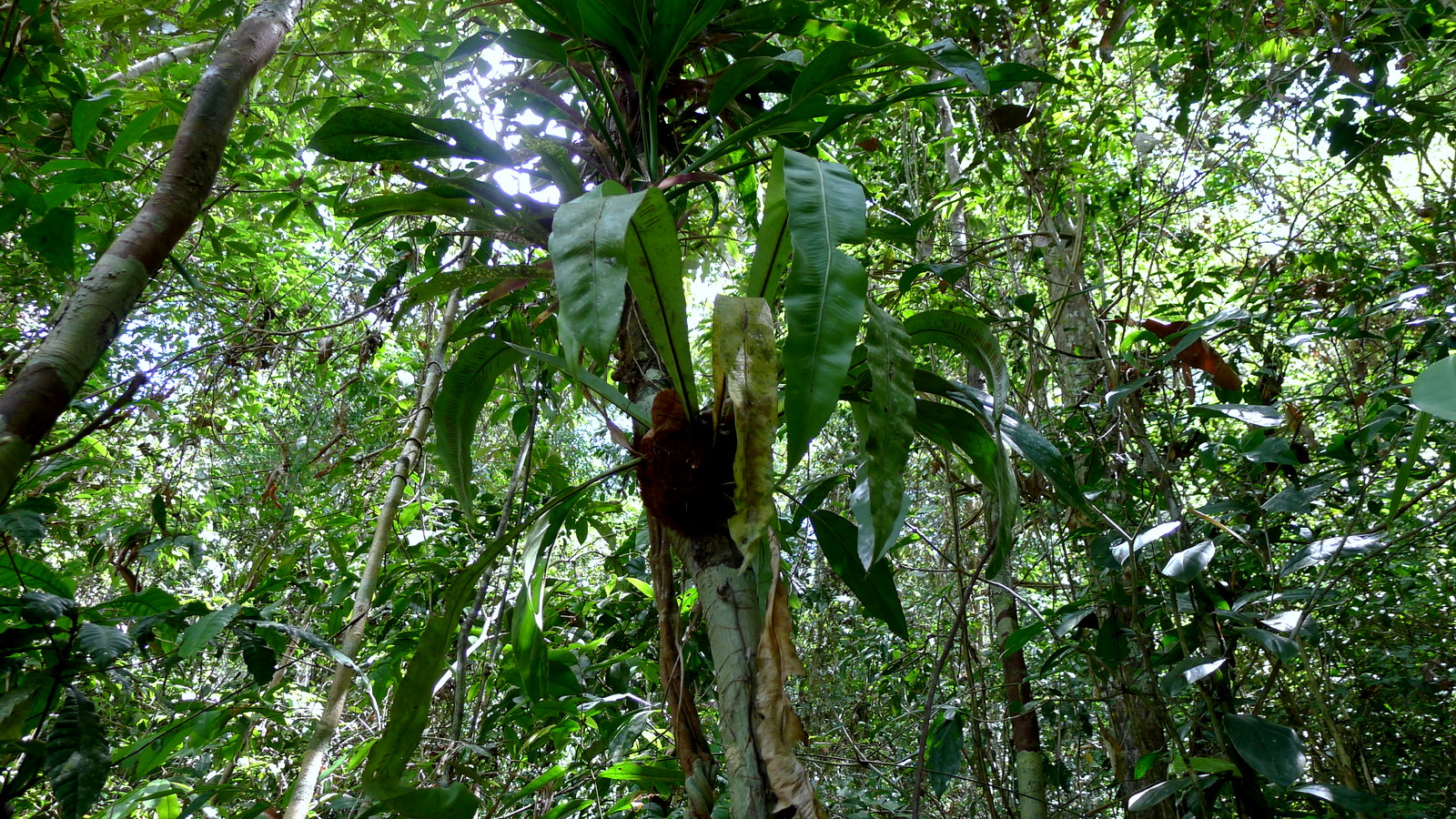
Habitus von Asplenium serratum im Habitat

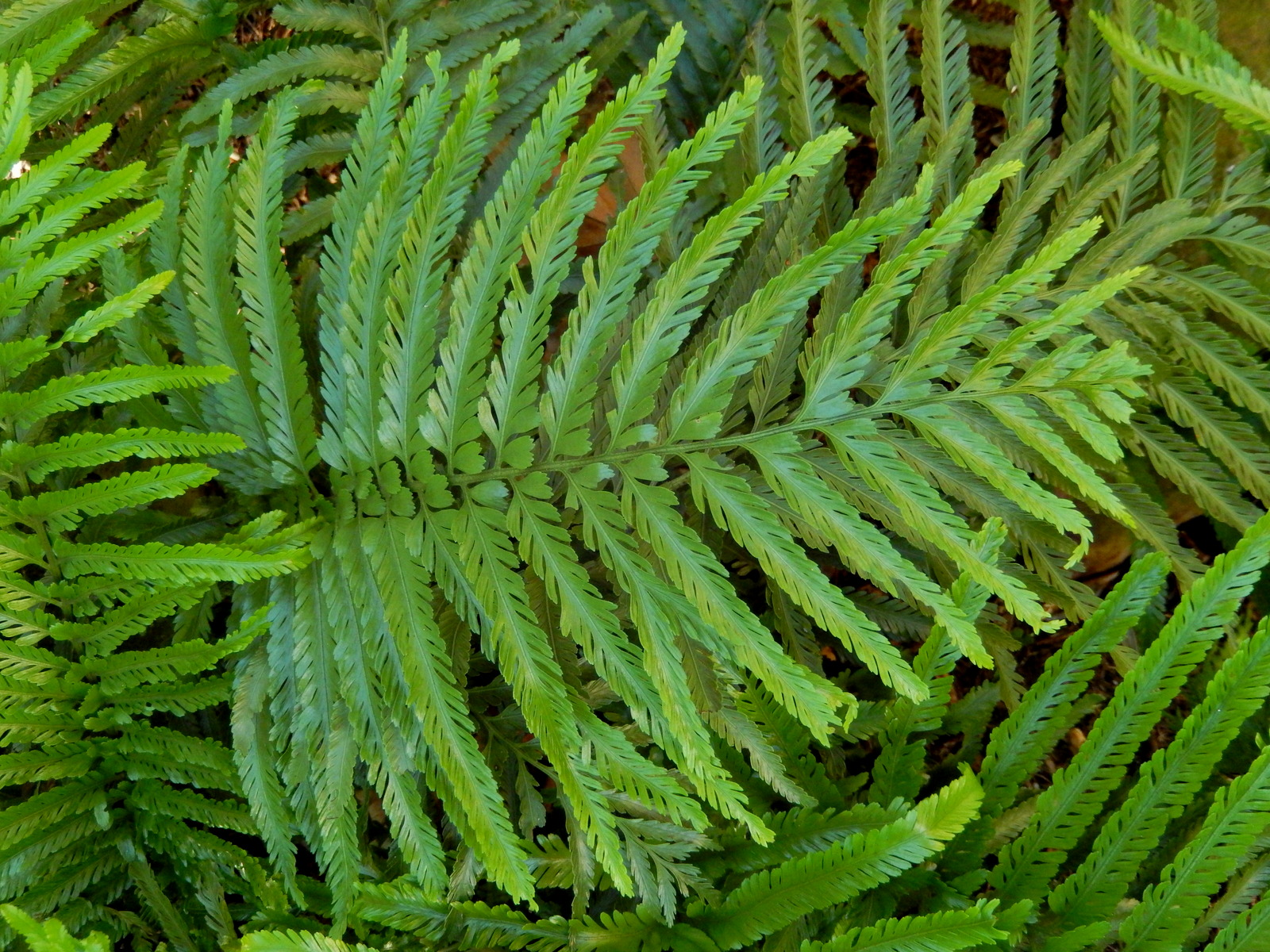
Asplenium surrogatum

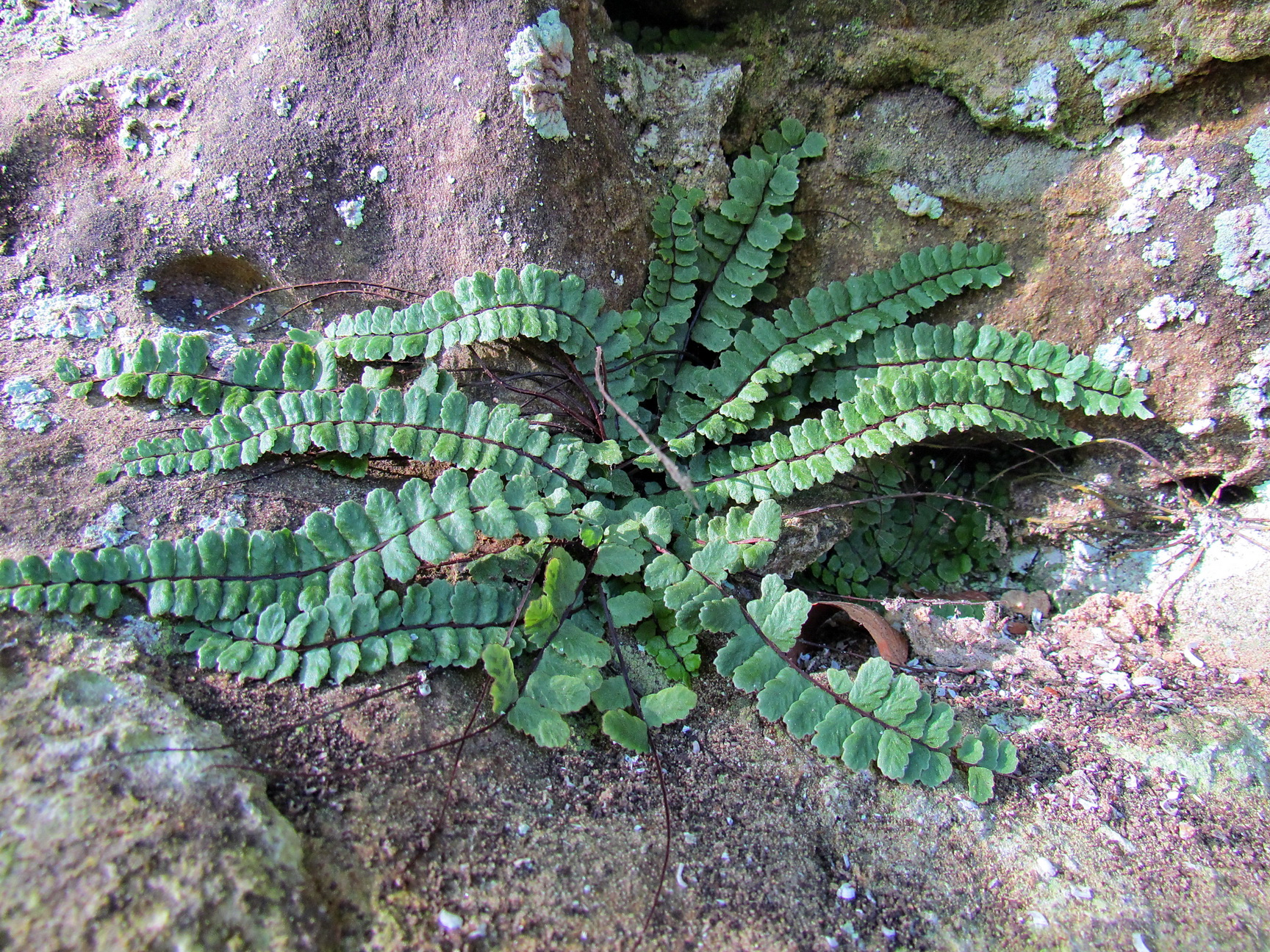
Habitus von Asplenium trichomanes subsp. pachyrachis

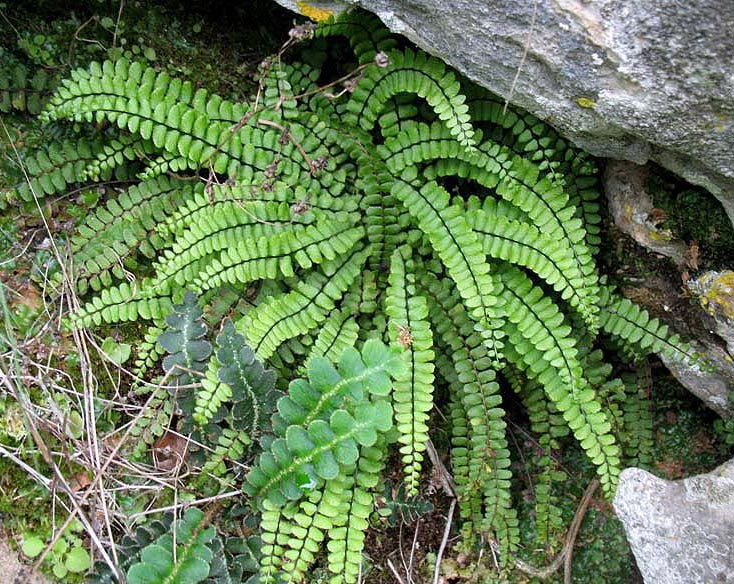
Braunstieliger Streifenfarn (Asplenium trichomanes subsp. quadrivalens)

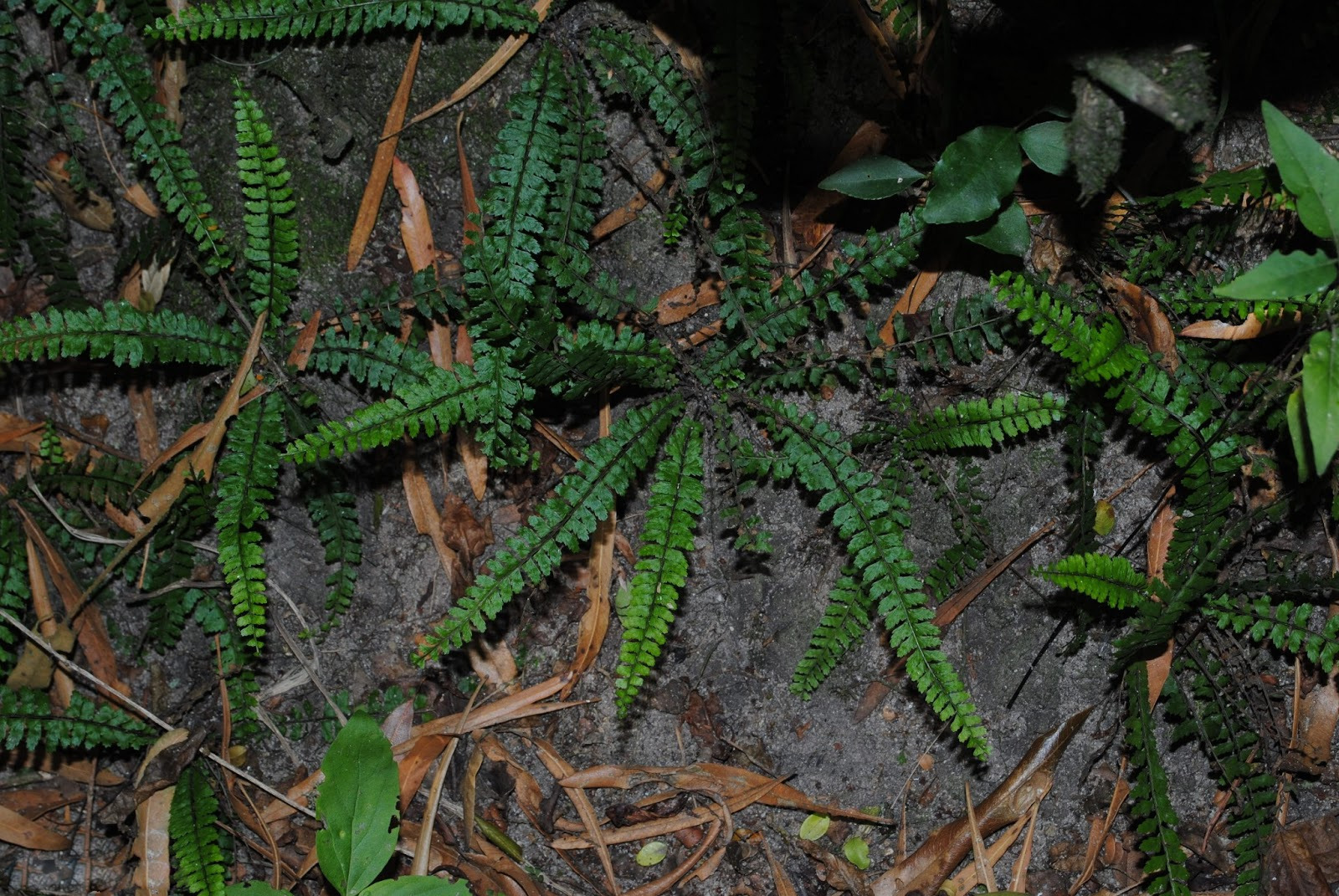
Habitus von Asplenium ulbrichtii im Habitat

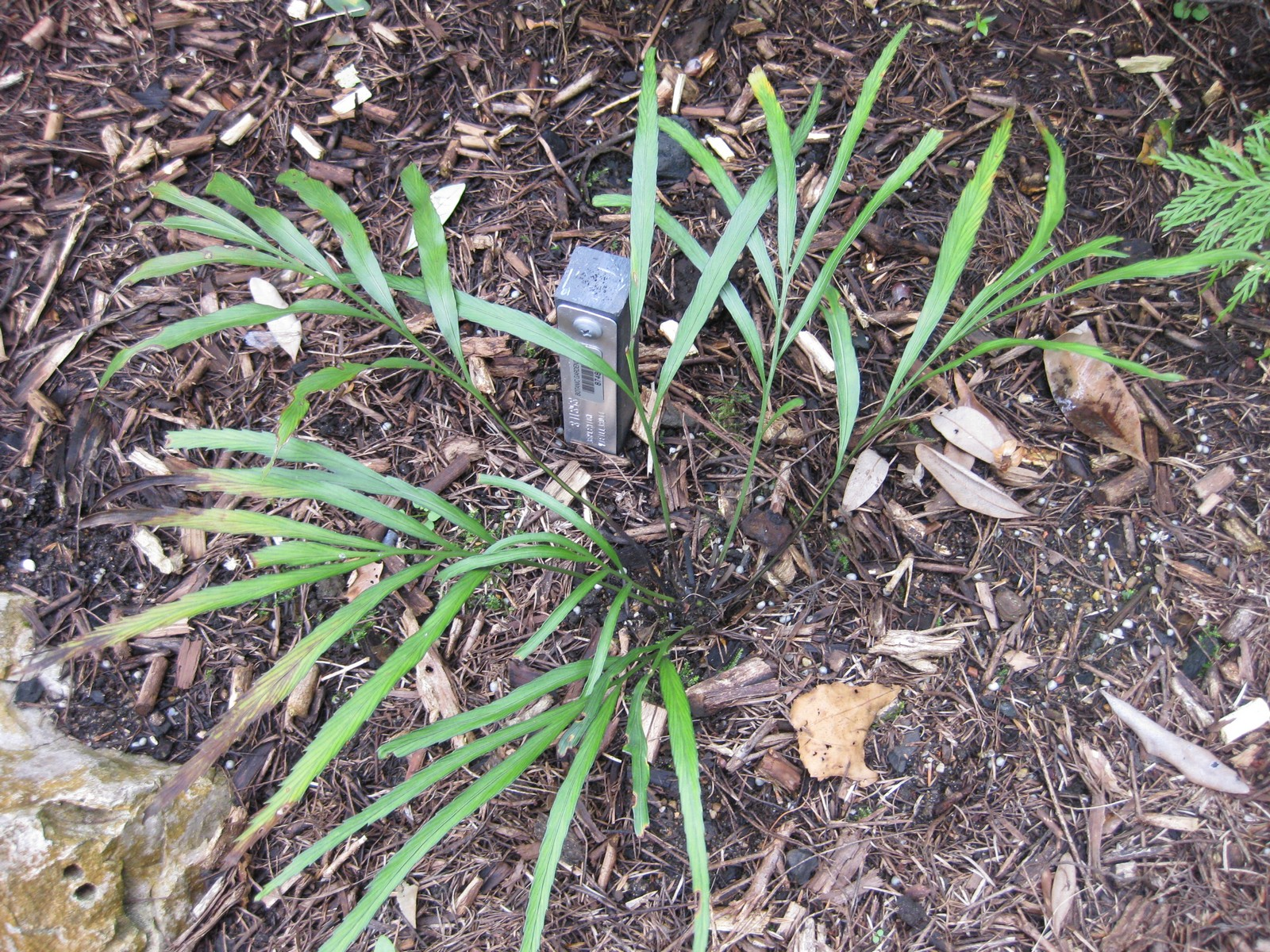
Habitus von Asplenium vieillardii

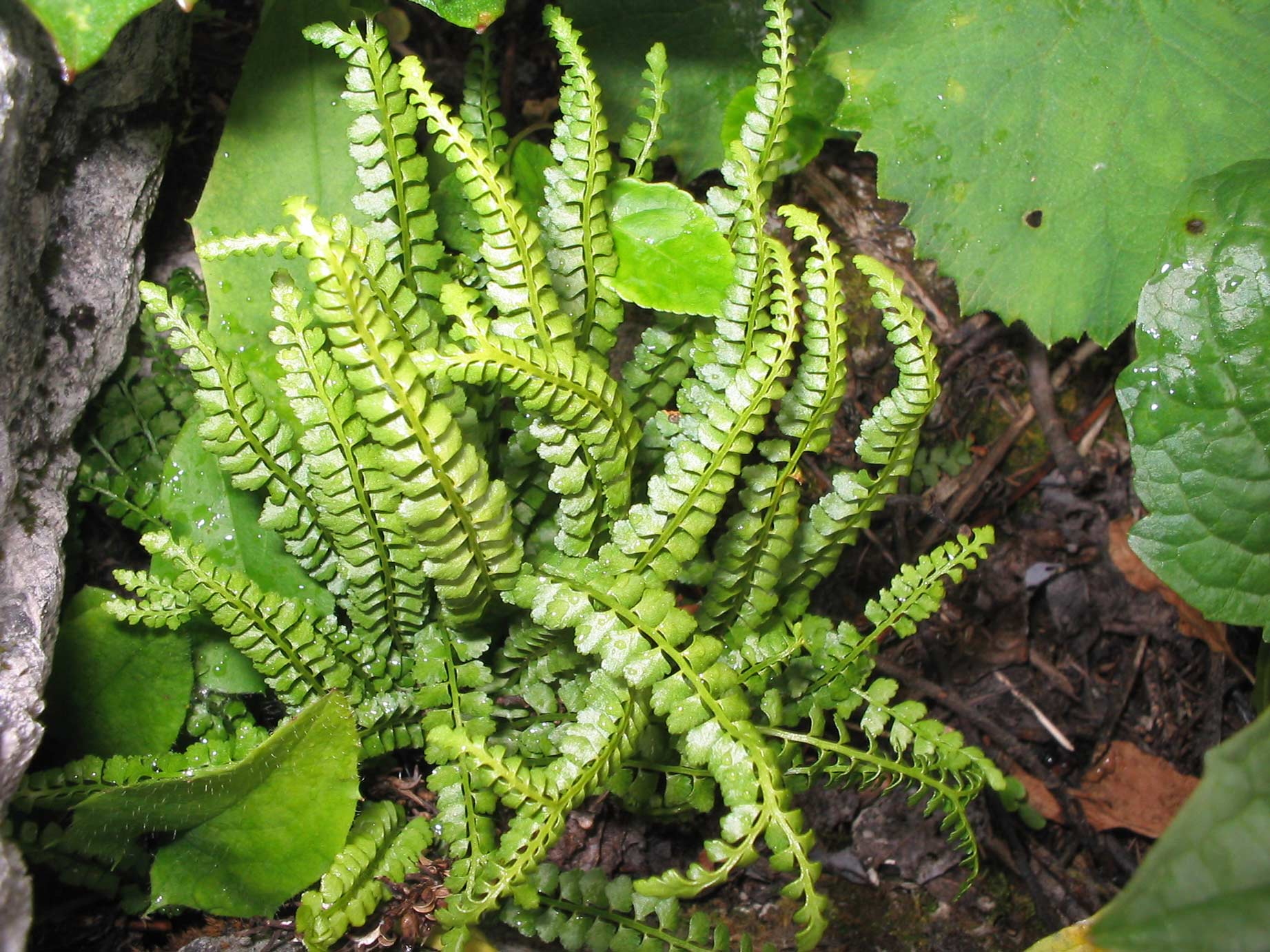
Grüner Streifenfarn (Asplenium viride)

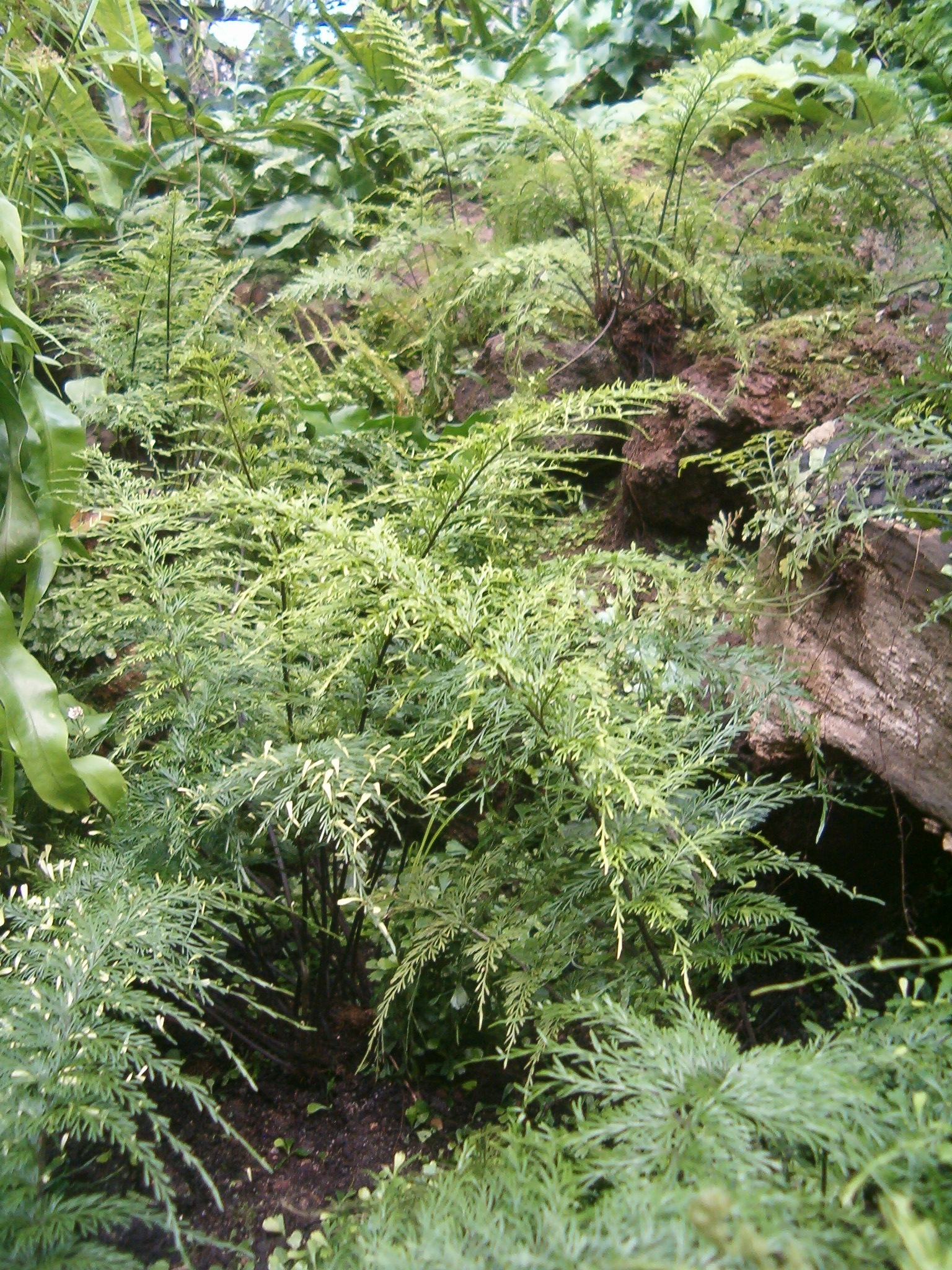
Habitus von Asplenium viviparum var. daucifolium

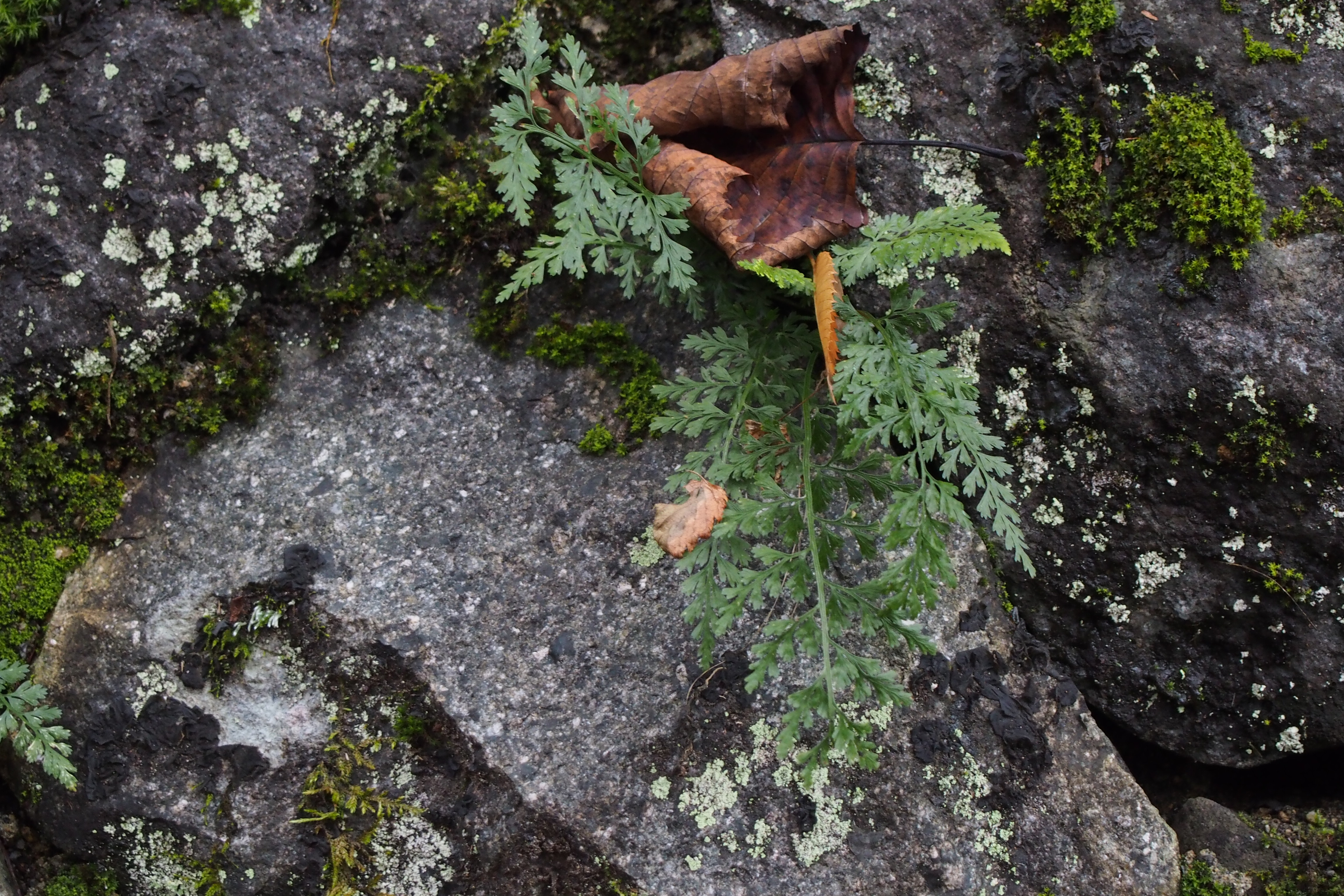
Habitus von Asplenium wilfordii im Habitat

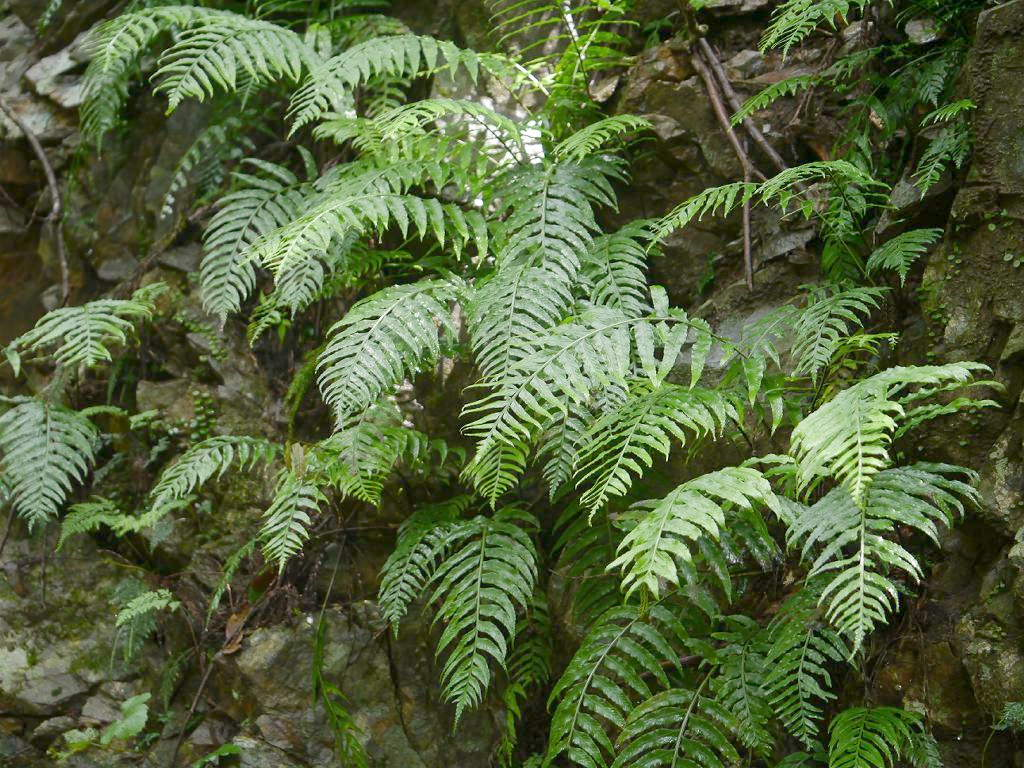
Habitus von Asplenium wrightii

Die Erstveröffentlichung der Gattung Asplenium erfolgte durch Carl von Linné. Der Gattungsname Asplenium wurde vom Milzfarn (Asplenium ceterach) auf die Gattung übertragen und leitet sich vom griechischen Wort splen für Milz ab und beruht auf der früheren Verwendung der Art bei „Milzsucht“.
Die Abgrenzung der Gattung Asplenium innerhalb der Familie Aspleniaceae wird kontrovers diskutiert. Möglicherweise sind alle übrigen Gattungen der Familie in die Gattung Asplenium einzugliedern. Unabhängig davon umfasst die Gattung mit rund 700 Arten den Großteil der Familie. Bei maximalen Umfang der Gattung Asplenium L. gelten als Synonyme: Acropteris Link, Amesium Newman nom. superfl., Antigramma C.Presl, Arcasplenium Moore ms. ex Baker, Asplenidictyum (Hook.) J.Smith, Asplenium nothosubgen. Asplenoceterach (D.E.Mey.) Rosselló, Muss, Salvo & N.Torres, Asplenium subgen. Ceterach (Willd.) Vida ex Bir, Fraser-Jenk. & Lovis, Asplenium subgen. Phyllitis (Hill) Jermy & Viane, Asplenium subgen. Phyllitopsis (Reichst.) Jermy & Viane, Biropteris Kümmerle, Boniniella Hayata, (gilt manchmal als akzeptierte Gattung) Caenopteris Berg, Ceterach Adanson, Ceterach Garsault, Ceterach Lam. & DC., Ceterach Willd. nom. cons., (gilt manchmal als akzeptierte Gattung). Ceterachopsis (J.Smith) Ching, Ceterachopsis J.Smith, Chamaefilix Hill, Cheilosorum J.Smith, Dareastrum Fée, Darea Jussieu, Diplora Baker, Eremopodium Trevisan, Glossopteris Rafinesque nom. superfl., Glossopteris Rafinesque, Hemionites J.Smith, Hemionitidastrum Fée, Homatoneuron Klotzsch, Hymenasplenium Hayata, Lobium Keyserling, Loxoscaphe (Blume) Presl, Loxoscaphe Moore,Macrophyllidium Rosenst., Micrasplenium Keyserling, Micropodium Mettenius non Saporta,Neottopteridastrum Fée, Nephrodium J.Sm., Notolepeum Newman, Onopteris Necker, Parasplenium Keyserling, Phyllitis Hill, Phyllitis J.Smith, Phyllitis Ludwig, Phyllitis Moench, Scolopendrium Adanson, Sinephropteris Mickel, Stormesia Kickx f., Tarachia Presl, Thamnopteris (Presl) Presl nom. superfl., Trichomanes Bubani, Triphlebia Baker.
Daneben gibt es auch zahlreiche inter- und intraspezifische Hybriden, die jedoch wie alle Farn-Hybriden an den oft verklumpten Sporen bzw. unentwickelten Sporangien erkennbar sind.
Die über 700 Arten sind fast weltweit verbreitet. In Mitteleuropa kommen etwa 17 Arten vor. Wenn die Gattung Hymenasplenium (mehr als 30 Arten, 8 davon in China) als eigenständig abgetrennt ist, dann kommen in China 90 Arten vor, 17 davon nur dort. In Australien gibt es etwa 30 Arten.
Es gibt etwa 700 Asplenium-Arten:
- Asplenium abscissum Willd.: Es gibt zwei Varietäten:[5]
  - Asplenium abscissum Willd. var. abscissum: Sie ist in der Neotropis in Florida, auf karibischen Inseln, von Mexiko über Zentralamerika bis Südamerika weitverbreitet.[2][5]
  - Asplenium abscissum var. subaequilaterale Rosenst.: Sie kommt in Peru sowie Bolivien vor.[5]
- Asplenium abyssinicum Fée: Sie ist in Afrika von Äthiopien über den Sudan, Kenia, Kamerun, Uganda, Ruanda, Burundi, Tansania, Sambia, Malawi, die Demokratische Republik Kongo und auf der Insel Bioko weitverbreitet. Vielleicht kommt sie auch in Liberia vor.[5]
- Asplenium achalense Hier.: Sie kommt in Bolivien sowie Argentinien vor.[5]
- Asplenium acostae M.T.Murillo: Dieser Endemit kommt nur im kolumbianischen Departamento del Huila vor.[5]
- Asplenium acrobryum Christ: Sie kommt in Papua-Neuguinea, auf der Insel Seram und auf den Salomonen vor.[5]
- Asplenium actiniopteroides A.Peter: Sie kommt in Äthiopien, Kenia, Tansania, in der Demokratischen Republik Kongo, in Uganda, Ruanda und in Madagaskar vor.[5]
- Asplenium acuminatum Hook. & Arn.: Sie kommt auf den hawaiianischen Inseln Kauaʻi, Oʻahu, Molokaʻi, Lānaʻi, Maui sowie der Hauptinsel Hawaii, auf der Insel Huahine, auf der Insel Nuku Hiva, auf den Salomonen (Bougainville, Guadalcanal, Kolombangara, Makira, Rendova), in der Provinz Madang in Neuguinea, auf der Insel Fergusson und auf New Ireland vor.[5]
- Asplenium adamsii Alston: Sie kommt in Kamerun, Kenia, Tansania und Brazzaville vor.[5]
- Asplenium adiantum-nigrum L.:[5]: Je nach Autor gibt es unterschiedlich viele Unterarten und Varietäten:[5]
  - Schwarzer Streifenfarn oder Schwarzstieliger Streifenfarn[6] (Asplenium adiantum-nigrum L. subsp. adiantum-nigrum, Syn.: Adiantum argutum Kaulf., Asplenium adiantum-lanceolatum Hoffm., Asplenium adiantum-nigrum subsp. nigrum (Lam.) Heufl. nom. inval., Asplenium adiantum-nigrum subsp. obtusum (Kit. ex Willd.) Schidlay, Asplenium adiantum-nigrum subsp. yuanum (Ching) Reichst., Viane, Rasbach & Schneller, Asplenium adiantum-nigrum var. gaudichaudii Hook., Asplenium adiantum-nigrum var. lancifolium (Moench) Heufl., Asplenium adiantum-nigrum var. obtusum (Kit. ex Willd.) Hook. & Baker, Asplenium adiantum-nigrum var. yuanum (Ching) Ching, Asplenium andrewsii Nelson, Asplenium argutum Kaulf., Asplenium chihuahuense Baker, Asplenium davallioides Tausch, Asplenium dubiosum Davenp., Asplenium humile Blume non Spreng., Asplenium lucidum Burm. f., Asplenium marlothii Hieron., Asplenium nigrum Lam., Asplenium obtusum Kit. ex Willd., Asplenium patens Kaulf., Asplenium productum Lowe, Asplenium pumilum Davenp., Asplenium rawsonii Baker, Asplenium serrulatum Cav., Asplenium tabulare Schrad., Asplenium trichomanoides Lumn. non Houtt., Asplenium yuanum Ching): Er ist beispielsweise in Makaronesien, in Europa, im nordwestlichen Afrika, von Zentralafrika bis zum Südlichen Afrika, von Vorder- bis Zentral- und Südasien weitverbreitet.[12][5]
  - Asplenium adiantum-nigrum var. solidum (Kunze) J.P.Roux[5]
  - Asplenium adiantum-nigrum var. silesiacum (Milde) Viane & Reichst.[5]
  - Asplenium adiantum-nigrum subsp. corunnense (Christ) Rivas Mart.[5]
  - Asplenium adiantum-nigrum subsp. woronowii (Christ) Fraser-Jenkins[5]
  - Asplenium adiantum-nigrum subsp. yuanum (Ching) Reichst.[5]
- Asplenium adnatum Copel.[5]: Sie ist nur aus der Typus-Aufsammlung aus Guangdong bekannt.[1]
- Braungrüner Streifenfarn (Asplenium adulterinum Milde:[5][6]: Er kommt in Europa vor.[6] Mit den Unterarten:
  - Braungrüner Streifenfarn (Asplenium adulterinum Milde subsp. adulterinum)[5]
  - Asplenium adulterinum subsp. presolanense Mokry, Rasbach & Reichst.[5]
- Asplenium aegaeum Lovis, Reichstein & Greuter[5]: Sie kommt in Griechenland, Kreta und Kleinasien vor.[12]
- Asplenium aemilii-guineae Alston[5]
- Asplenium aequibasis (C.Chr.) J.P.Roux: Sie kommt nur auf den Inseln Tristan da Cunha sowie Gough vor.[5]
- Asplenium aethiopicum (N.L.Burm.) Becherer[5]: Sie kommt in Marokko, in Madeira und auf den Kanarischen Inseln vor, außerdem im tropischen Afrika, in tropischen Asien und Amerika, in China, Australien und Hawaii.[12][1] Mit den Unterarten:
  - Asplenium aethiopicum (N.L.Burm.) Becherer subsp. aethiopicum[5]
  - Asplenium aethiopicum subsp. braithwaitii Ormonde[5]
  - Asplenium aethiopicum subsp. tripinnatum (Baker) A.F.Braithw.[5]
  - Asplenium aethiopicum subsp. dodecaploideum A.F.Braithw.[5]
- Asplenium affine Sw.[5]: Sie kommt in Hainan, Indonesien, Malaysia, auf den Philippinen, auf Sri Lanka und den Maskarenen vor.[1] Mit den Varietäten:
  - Asplenium affine Sw. var. affine[5]
  - Asplenium affine var. balfourii (Bak.) Tard.[5]
  - Asplenium affine var. gilpinae (Bak.) Tard.[5]
  - Asplenium affine var. pecten Bak.[5]
  - Asplenium affine var. mettenii (Kuhn) Tard.[5]
- Asplenium africanum Desv.[5]
- Asplenium afzelii Rosendahl[5]
- Asplenium aitchisonii Fraser-Jenk. & Reichst.: Sie kommt im nördlichen Indien, in Bhutan, Nepal, Pakistan und in China vor.[1][5]
- Asplenium alatulum Ching in Ching & Wang[5]
- Asplenium alatum Humb. & Bonpl. ex Willd.[5]
- Asplenium albersii Hieron.[5]: Mit den Varietäten:
  - Asplenium albersii var. albersii Hieron.[5]
  - Asplenium albersii var. kirkii Hieron.[5]
- Asplenium altajense (Komarov) Grubov: Sie kommt im Altai, im südlichen Sibirien, in der Mongolei und in China vor.[1]
- Asplenium alvarezense Rudm. Brown[5]
- Asplenium amaurolobum Rosenst.[5]
- Asplenium ambohitantelense Rakotoudr.[5]
- Asplenium amboinense Willd.[5]: Mit den Varietäten:
  - Asplenium amboinense Willd. var. amboinense[5]
  - Asplenium amboinense var. semiadnatum (C.Chr.) C.Chr.[5]
- Asplenium anceps L. v. Buch[5]
- Asplenium andapense Tardieu[5]
- Asplenium aneitense Carr.[5]
- Asplenium angolense Bak.[5]
- Asplenium anguifrons Gilli[5]
- Asplenium anguineum Christ[5]
- Asplenium angustum Sw.[5]
- Asplenium anisophyllum Kze.[5]
- Asplenium annetii (Jeanp.) Alston[5]
- Asplenium anogrammoides Christ: Sie kommt in China, Japan, Korea, Vietnam und vielleicht auch in Indien vor.[1]
- Asplenium antiquum Makino:[5] Sie kommt in Japan, Hongkong, Taiwan, in Fujian[1] und auf Cheju vor.[11]
- Asplenium antrophyoides Christ: Sie kommt in Laos, Thailand, Vietnam und in China vor.[1][5]
- Asplenium apertum C.Chr.[5]
- Asplenium apoense Copel.[5]
- Asplenium apogamum N.Murak. & Hatan.[5]
- Asplenium appendiculatum (Labill.) Presl[5]
- Asplenium araucarietii Sehnem[5]
- Asplenium argentinum Hier.[5]
- Asplenium ascensionis Watson[5]
- Asplenium asterolepis Ching: Sie kommt nur in Guizhou vor.[1][5]
- Asplenium athertonense S.B.Andrews[5]
- Asplenium athyrioides Fée[5]
- Asplenium atrovirens (Hook.) Bak.[5]
- Asplenium atroviride Schelpe[5]
- Asplenium attenuatum R.Br.[5] Mit den Varietäten:
  - Asplenium attenuatum R.Br. var. attenuatum[5]
  - Asplenium attenuatum var. indivisum F.Muell.[5]
- Asplenium aureum Cav.[5] (Syn.: Ceterach aureum (Cav.) Buch): Sie kommt auf den Kanaren und auf Madeira vor.[12]
- Asplenium auriculatum Sw.[5]
- Asplenium auritum Sw.[5]: Sie kommt in Florida, Mexiko, in der Karibik, in Mittel- und Südamerika vor.[2]
- Asplenium australasicum (J.Sm.) Hook.:[5] Sie kommt in Ostafrika, im tropischen Asien, in Australien und in Polynesien vor.
- Asplenium austrobrasiliense (Christ) Maxon[5]
- Asplenium austrochinense Ching: Sie kommt in Japan, Vietnam und China vor.[1][5]
- Asplenium azomanes Rosselló, Cubas & Rebassa (Syn.: Asplenium trichomanes subsp. coriaceifolium Rasbach, K.Rasbach, Reichst. & Bennert): Sie kommt auf den Balearen und im südlichen Spanien vor.[5]
- Asplenium azoricum Lovis, Rasbach, K.Rasbach & Reichst.[5]
- Asplenium baileyanum (Domin) Watts[5]
- Asplenium balearicum Shivas[5]
- Asplenium balliviani Rosenst.[5]
- Asplenium bangii Hier.[5]
- Asplenium barbaense Hieron.[5]
- Asplenium barclayanum C.D.Adams[5]
- Asplenium barkamense Ching[5]
- Asplenium barteri Hook.[5]
- Asplenium batuense Alderw.[5]
- Asplenium beccarianum Cesati[5]
- Asplenium beckeri Brade[5]
- Asplenium belloides Alderw.[5]
- Asplenium benguetense Hier.[5]
- Asplenium biafranum Alston & Ballard ex Ballard[5]
- Asplenium bicarinatum Alderw.[5]
- Asplenium bicentenniale D.L.Jones[5]
- Asplenium bifissum Fée[5]
- Asplenium bifrons Sod.[5]
- Asplenium bipartitum Bory ex Willd.[5]
- Asplenium bipinnatifidum Bak.[5]
- Asplenium blastophorum Hieron.[5]
- Asplenium blepharodes Eat.[5]
- Asplenium blepharophorum Bertol.[5]
- Asplenium boiteaui Tardieu[5]
- Asplenium boltonii Hook. ex Schelpe[5]
- Asplenium boreale (Ohwi ex Sa.Kurata) Nakaike[5]
- Asplenium borealichinense Ching & S.H.Wu[5]
- Asplenium borneense Hook.[5]
- Asplenium bourgaei Boiss. ex Milde[5]: Sie kommt im östlichen Mittelmeerraum vor, beispielsweise auf Karpathos.
- Asplenium brachycarpum (Mett.) Kuhn[5]
- Asplenium bradeanum Handro[5]
- Asplenium bradei Rosenst.[5]
- Asplenium bradleyi D.C.Eaton[5]: Sie kommt in den Vereinigten Staaten vor.[2]
- Asplenium brasiliense Sw.[5]
- Asplenium brassii C.Chr.[5]
- Asplenium brausei Hieron.[5]
- Asplenium breedlovei A.R.Sm.[5]
- Asplenium buettneri Hieron.[5]: Mit den Varietäten:
  - Asplenium buettneri var. buettneri Hieron.[5]
  - Asplenium buettneri var. hildebrandtii Hieron.[5]
- Asplenium bugolense Hieron.[5]
- Lebendgebärender Streifenfarn (Asplenium bulbiferum G.Forst.)[5]: Er kommt in Australien, Neuseeland und in Nordindien vor. Mit den Unterarten:
  - Asplenium bulbiferum Forst. subsp. bulbiferum[5]
  - Asplenium bulbiferum subsp. gracillimum (Colenso) Brownsey[5]
- Asplenium bullatum Wall.[5]: Sie kommt im nördlichen Indien, im nördlichen Myanmar, in Nepal, im nördlichen Vietnam, in Taiwan und in China in Höhenlagen zwischen 900 und 1600 Metern Meereshöhe vor.[1] Mit den Varietäten:
  - Asplenium bullatum Wall. var. bullatum[5]
  - Asplenium bullatum var. shikokianum (Makino) Ching & S.H.Wu[5]
- Asplenium burundense Pichi-Serm.[5]
- Asplenium campos-portoi Brade[5]
- Asplenium cancellatum Alston[5]
- Asplenium canelense Rosenst.[5]
- Asplenium capillipes Mak.[5]: Sie kommt in Bhutan, Indien, Japan, Korea, Nepal, Taiwan und in China in Höhenlagen zwischen 1800 und 300 Metern Meereshöhe vor.[1]
- Asplenium capitisyork D.L.Jones[5]
- Asplenium cardiophyllum (Hance) Baker[5]
- Asplenium carinatum Alderw.[5]
- Asplenium cariocanum Brade[5]
- Asplenium caripense (KI.) Fourn.[5]
- Asplenium carnavonense Brownsey[5]
- Asplenium carruthersii Bak.[5]
- Asplenium castaneo-viride Baker[5]: Sie kommt in China, Japan und Korea vor.[1]
- Asplenium caucasicum (Fraser-Jenkins & Lovis) Viane: Sie kommt in Osteuropa, in Südwestasien, Afghanistan, Indien, Pakistan, Russland und China vor.[1]
- Asplenium ceei Pichi-Serm.[5]
- Asplenium centrafricanum Pichi-Serm.[5]
- Asplenium centrifugale Bak.[5]
- Asplenium cesatianum Bak.[5]
- Milzfarn, (Schuppen-)Schriftfarn (Asplenium ceterach L.[6], Syn.: Ceterach officinarum DC.): Er ist in Europa, Nordafrika, Vorder- und Zentralasien und im Himalaja weitverbreitet.[12]
- Asplenium changputungense Ching[5]
- Asplenium chaseanum Schelpe[5]
- Asplenium chathamense Brownsey[5]
- Asplenium cheilosorum Kunze. ex Mett.[5]
- Asplenium chengkouense Ching ex X.X.Kong[5]
- Asplenium chimantae A.R.Sm.[5]
- Asplenium christii Hier.[5]
- Asplenium cimmeriorum Brownsey & de Lange[5]
- Asplenium claussenii Hieron.[5]
- Asplenium clemensiae Copel.[5]
- Asplenium clutei Gilbert[5]
- Asplenium coenobiale Hance[5]: Sie kommt in China, Japan und Vietnam vor.[1]
- Asplenium colaniae Tardieu-Blot[5]
- Asplenium colubrinum Christ[5]: Mit den Varietäten:
  - Asplenium colubrinum Christ var. colubrinum[5]
  - Asplenium colubrinum Christ var. taeniophyllum Copel.[5]
- Asplenium comosum Christ[5]
- Asplenium complanatum C.Chr.[5]
- Asplenium compressum Sw.[5]
- Asplenium confusum Tardieu & Ching[5]
- Asplenium congestum C.Chr.[5]
- Asplenium consimile Ching ex S.H.Wu[5]
- Asplenium constanzae Brause[5]
- Asplenium contiguum Kaulf.[5]: Mit den Varietäten:
  - Asplenium contiguum Kaulf. var. contiguum[5]
  - Asplenium contiguum var. hirtulum C.Chr.[5]
- Asplenium contusum Tardieu & Ching[5]
- Asplenium cordatum (Thunb.) Sw.[5]
- Asplenium corderoanum Proctor[5]
- Asplenium cornutissimum X.C. Zhang & R.H. Jiang: Sie kommt nur in Guangxi vor.[1]
- Asplenium correardii Tardieu[5]
- Asplenium cowanii A.R.Sm.[5]
- Asplenium creticum Lovis, Reichst. & Zaffran[5]: Dieser Endemit kommt nur auf Kreta vor.[12]
- Asplenium crinicaule Hance[5]: Sie kommt in Indien, Malaysia, Thailand, auf den Philippinen, in Vietnam, China, Myanmar und Australien vor.[1]
- Asplenium cristatum Lam.[5]: Sie kommt in Florida, in Mittel- und Südamerika vor.[2]
- Asplenium cromwellianum Rosenst.[5]
- Asplenium cruegeri Hier.[5]
- Asplenium cuneatiforme Christ[5]: Sie kommt nur in Taiwan vor.[1]
- Asplenium cuneatum Lam.[5]
- Asplenium cuneifolium Viv.: Es gibt zwei Unterarten:[5]
  - Keilblättriger Streifenfarn, Serpentin-Streifenfarn (Asplenium cuneifolium Viv. subsp. cuneifolium[5], Syn.: Asplenium adiantum-nigrum subsp. serpentini (Tausch) Heufler[6] Asplenium adiantum-nigrum subsp. cuneifolium (Viv.) Asch., Asplenium forsteri Sadler, Asplenium incisum Opiz, Asplenium lamotteanum Hérib., Asplenium multicaule H.Scholtz, Asplenium novum Sadler, Asplenium serpentini Tausch, Asplenium silesiacum Milde): Er ist in Europa, in Anatolien und im Iran verbreitet.[12][5]
  - Asplenium cuneifolium subsp. dacicum (Borbás) Soó (Syn.:Asplenium dacicum Borbás): Sie kommt nur in Ungarn vor.[5]
- Asplenium currorii Hook.[5]
- Asplenium cuspidatum Lam.[5]: Mit den Varietäten:
  - Asplenium cuspidatum Lam. var. cuspidatum[5]
  - Asplenium cuspidatum var. foeniculaceum (Kunth) Morton & Lellinger[5]
  - Asplenium cuspidatum var. triculum Lellinger[5]
  - Asplenium cuspidatum var. tripinnatum (Fourn.) Morton & Lellinger[5]
- Asplenium cymbifolium Christ[5]
- Asplenium cyrtopteron Kze.[5]
- Asplenium daghestanicum Christ[5]
- Asplenium dalhousiae Hooker: Sie kommt in Arizona, im nördlichen Mexiko und im Himalaja vor.[2][1]
- Asplenium dareoides Desv.[5]
- Asplenium davisii Stolze[5]
- Asplenium dayi Hier.[5]
- Asplenium decompositum A.Peter[5]
- Asplenium decrescens Kunze[5]
- Asplenium delavayi (Franch.) Copel.[5]: Sie kommt im nördlichen Indien, Bhutan, Nepal, im nördlichen Myanmar und in China vor.[1]
- Asplenium delicatulum C.Presl[5]
- Asplenium delitescens (Maxon) L.D.Gómez[5]
- Asplenium demerkense Hieron.[5]
- Asplenium depauperatum Fée[5]
- Asplenium deqenense Ching[5]
- Asplenium dichotomum Hook.[5]
- Asplenium dicranurum C.Chr.[5]
- Asplenium dielerectum Viane: Sie kommt in Hawaii vor.[11]
- Asplenium dielfalcatum Viane: Sie kommt in Hawaii vor.[11]
- Asplenium dielmannii Viane: Sie kommt in Hawaii vor.[11]
- Asplenium dielpallidum N. Snow: Sie kommt in Hawaii vor.[11]
- Asplenium difforme R.Br.[5]
- Asplenium dimidiatum Sw.[5]: Mit den Varietäten:
  - Asplenium dimidiatum Sw. var. dimidiatum[5]
  - Asplenium dimidiatum var. boliviense Rosenst.[5]
- Asplenium dimorphum Kze.: Dieser Endemit kommt nur auf der Norfolkinsel bei Australien vor.
- Asplenium diplaziosorum Hieron.[5]
- Asplenium diplodon Bak.[5]
- Asplenium diplosceum Hier.[5]
- Asplenium discrepans Rosenst.[5]
- Asplenium disjunctum Sledge[5]
- Asplenium dissectum Sw.[5]
- Asplenium divaricatum Kunze[5]
- Asplenium divergens Mett.[5]
- Asplenium diversifolium Bl.[5]
- Asplenium dognyense Rosenst.[5]
- Asplenium domingense Brause[5]
- Asplenium douglasii Hook. & Grev.[5]
- Asplenium dregeanum Kze.[5]: Mit den Unterarten:
  - Asplenium dregeanum Kze. subsp. dregeanum[5]
  - Asplenium dregeanum subsp. brachypterum (Kunze ex Houlst. & T.Moore) Pichi-Serm.[5]
- Asplenium drepanophyllum Kze.[5]
- Asplenium duplicatoserratum Ching ex S.H.Wu[5]
- Asplenium durum Copel.[5]
- Asplenium ebenoides R. R. Scott: Sie kommt in Alabama vor.[11]
- Asplenium eberhardtii Tardieu-Blot[5]
- Asplenium ecuadorense Stolze[5]
- Asplenium ekmanii C.Chr.[5]
- Asplenium elaphoglossoides C.Chr.[5]
- Asplenium elasticum Fée[5]
- Asplenium elliottii C.H.Wright[5]
- Asplenium elmeri Christ[5]
- Asplenium emarginatum Pal.[5]
- Asplenium enatum Brackenr.[5]
- Asplenium ensiforme Wall.[5]: Sie kommt in Indien, Bhutan, Nepal, Thailand, Myanmar, Sri Lanka, Japan, Vietnam, Taiwan und in China vor.[1] Mit den Varietäten:
  - Asplenium ensiforme Wall.[5]var. ensiforme[5]
  - Asplenium ensiforme var. stenophyllum (Bedd.) Ching[5]
  - Asplenium ensiforme var. bicuspe (Hayata) Ching ex Wu Shiew-Hung[5]
- Asplenium epiphyticum Copel.[5]
- Asplenium erectum Bory ex Willd.[5] Mit den Varietäten:
  - Asplenium erectum Bory ex Willd. var. erectum[5]
  - Asplenium erectum var. usambarense (Hieron.) Schelpe[5]
  - Asplenium erectum var. zeyheri (Pappe & Raws.) Alston & Schelpe[5]
- Asplenium erosum L.[5]: Mit den Varietäten:
  - Asplenium erosum L. var. erosum[5]
  - Asplenium erosum var. duale (Jenman) Proctor[5]
- Asplenium erythraeum Pichi-Serm.[5]
- Asplenium escaleroense Christ[5]
- Asplenium eurysorum Hier.[5]
- Asplenium excelsum Lellinger[5]
- Asplenium excisum Presl[5]
- Asplenium exhaustum Christ[5]
- Asplenium exiguum Beddome[5]: Sie kommt in Arizona, in Mexiko, im Himalaja und auf den Philippinen vor.[2][1]
- Asplenium extensum Fée[5]
- Asplenium feei Kunze ex Fée[5]
- Asplenium fenzlii Ettingsh.[5]
- Asplenium fibrilliferum Alderw.[5]
- Asplenium fibrillosum Pringle & Dav.[5]
- Asplenium filare (Forssk.) Alston[5]: Mit den Unterarten:
  - Asplenium filare (Forssk.) Alston subsp. filare[5]
  - Asplenium filare subsp. canariense (Willd.) Ormonde[5]
- Asplenium filiceps Copel.[5]
- Asplenium filidens Brownlie[5]
- Asplenium filipes Copel.[5]
- Asplenium finlaysonianum Wall.[5]: Sie kommt in Bhutan, Indien, Indonesien, Malaysia, Myanmar, Nepal, Vietnam und in China vor.[1]
- Zerschlitzter Streifenfarn, Zerschlitzter Streifenfarn (Asplenium fissum Willd.)[5][6]: Er gedeiht in den europäischen Gebirgen.
- Asplenium flabellifolium Cav.[5]
- Asplenium flaccidum Forst.[5]
- Asplenium fluminense (Lindm.) Hier.[5]
- Asplenium foersteri Rosenst.[5]
- Asplenium fontanum (L.) Bernh.[5] (Syn.: Asplenium halleri DC. nom. illeg., Asplenium lanceolatum subsp. fontanum (L.) P.Fourn., Asplenium leptophyllum Lag. & al.)[6]  Mit den Unterarten:
  - Jura-Streifenfarn, Quell-Streifenfarn (Asplenium fontanum (L.) Bernh. subsp. fontanum)[5]: Er kommt außerhalb Europas nur in Marokko vor.[12]
  - Asplenium fontanum subsp. pseudofontanum (Kossinsky) Reichst. & Schneller[5]: Sie kommt im nördlichen Afghanistan, im nördlichen Indien, in Kaschmir, im östlichen Kasachstan, im östlichen Kirgisistan, in Nepal, im nördlichen Pakistan, im östlichen Tadschikistan, in Turkmenistan, Usbekistan, im Iran und in Xinjiang vor.[1]
- Französischer Streifenfarn, Foreser-Streifenfarn (Asplenium foreziense Magnier, Syn.: Asplenium foresiacum (Legrand) H.Christ, Asplenium forisiense Legrand des. inval., Asplenium fontanum subsp. foresiacum (Legrand) H.Christ, Asplenium lanceolatum subsp. foresiacum (Legrand) Mattir., Asplenium halleri var. foresiacum Legrand)[5]:[6] Er kommt in Frankreich, in Mitteleuropa, auf der Iberischen Halbinsel, in Italien und auf der westlichen Balkanhalbinsel vor.[12]
- Asplenium formosae Christ: Sie kommt in Japan, Taiwan, Vietnam und in China vor.[1]
- Asplenium formosum Willd.[5]: Mit den Varietäten:
  - Asplenium formosum var. carolinum (Maxon) Morton[5]
  - Asplenium formosum Willd. var. formosum[5]
- Asplenium friesiorum C.Chr.[5]
- Asplenium fugax Christ: Sie kommt in Bhutan, Nepal und in China in Höhenlagen vor.[1]
- Asplenium fujianense Ching[5]
- Asplenium funckii Fée: Sie wurde aus Kolumbien erstbeschrieben.
- Asplenium furfuraceum Ching[5]
- Asplenium fuscipes Bak.[5]
- Asplenium gardneri Bak.
- Asplenium gastonis Fée[5]
- Asplenium gemmascens Alston[5]
- Asplenium gemmiferum Schrad.[5]
- Asplenium gibberosum (Forst.) Mett.[5]
- Asplenium gilbertii Proctor[5]
- Asplenium gilliesii Hook.[5]
- Asplenium gjellerupii Alderw.[5]
- Asplenium glanduliserrulatum Ching ex S.H.Wu[5]: Sie gedeiht in Höhenlagen von 1200 bis 2400 Metern in Guizhou sowie im nordwestlichen Yunnan.[1]
- Asplenium glaucophyllum Alderw.[5]
- Asplenium glaucostipes Alderw.[5]
- Asplenium goldmannii Underw. ex Robinson[5]
- Asplenium gomezianum Lellinger[5]
- Asplenium gracilifolium Copel.[5]
- Asplenium gracillimum Colenso: Sie kommt in Australien vor.[11]
- Asplenium gregoriae Bak.[5]
- Asplenium grevillei Wall.[5]
- Asplenium griffithianum Hook.[5]: Sie kommt in Bhutan, Indien, Japan, Myanmar, Nepal, Vietnam, Taiwan und in China vor.[1]
- Asplenium griseum Copeland[5]
- Asplenium gueinzianum Mett.[5]: Sie kommt in Bhutan, im nördlichen Indien, im nördlichen Myanmar, in Nepal, Vietnam, Taiwan und in China vor.[1]
- Asplenium gulingense Ching & S.H.Wu[5]
- Asplenium haenkeanum (Presl) Hieron.[5]
- Asplenium haenkei Copel.[5]
- Asplenium hagenbeckii Hier.[5]
- Asplenium hagenii Alderw.[5]
- Asplenium hainanense Ching: Sie kommt in Thailand, Vietnam und in Hainan vor.[1]
- Asplenium haleakalense W.H.Wagner[5]
- Asplenium hallbergii Mickel & Beitel[5]
- Asplenium hallei Tard.[5]
- Asplenium hallii Hook.[5]
- Asplenium hangzhouense Ching & C.F.Zhang[5]
- Asplenium hapalophyllum Rosenst.[5]
- Asplenium harleyanum Kunkel[5]
- Asplenium harmanii D.L.Jones[5]
- Asplenium harpeodes Kunze[5] : Mit den Varietäten:
  - Asplenium harpeodes Kunze var. harpeodes[5]
  - Asplenium harpeodes var. incisum (Rosenst.) Hieron.[5]
- Asplenium harrisii Jenman[5]
- Asplenium hastatum Klotzsch ex Kunze[5]
- Asplenium haughtonii (Hook.) Bir[5]
- Asplenium haurakiense (Brownsey) Ogle[5]
- Asplenium hebeiense Ching & S.H.Wu[5]
- Asplenium hemionitis L.[5]: Mit den Varietäten:
  - Efeufarn (Asplenium hemionitis L. var. hemionitis): Er kommt in Portugal, den Azoren, auf Madeira, den Kanarischen und Kapverdischen Inseln, in Marokko und in Algerien vor.[14]
  - Asplenium hemionitis var. longilobatum G.Kunkel: Sie kommt nur auf La Gomera vor.[5]
- Asplenium hemitomum Hieron.[5]
- Asplenium herpetopteris Bak.[5]: Mit den Varietäten:
  - Asplenium herpetopteris var. acutipinnata (Bonap.) Tard.[5]
  - Asplenium herpetopteris Bak. var. herpetopteris[5]
  - Asplenium herpetopteris var. masoulae (Bonap.) Tard.[5]
  - Asplenium herpetopteris var. villosum (Bonap.) Tard.[5]
- Asplenium herzogii Rosenst.[5]
- Asplenium hesperium Mickel & Beitel[5]
- Asplenium heterochroum Kunze[5]: Sie kommt in Florida, Georgia, Mexiko, Belize, Kuba, Puerto Rico und auf den Bermudas vor.[2]
- Asplenium heteromorphum Alderw.[5]
- Asplenium hindusthanensis Bir[5]
- Asplenium hobdyi W.H.Wagner[5]
- Asplenium hoffmannii Hieron.[5]
- Asplenium holmbergii Hicken[5]
- Asplenium holophlebium Baker[5]
- Asplenium holosorum Christ: Sie kommt in Vietnam, Taiwan und in China vor.[1]
- Asplenium holstii Hieron.[5]
- Asplenium hondoense N.Mubak & Hatan.[5]
- Asplenium hookerianum Col.[5]
- Asplenium horizontale Bak.[5]
- Asplenium horridum Kaulf.[5]: Sie kommt in Hawaii vor.[11] Mit den Varietäten:
  - Asplenium horridum var. glabratum (W.J.Rob.) D.D.Palmer[5]
  - Asplenium horridum Kaulf. var. horridum[5]
  - Asplenium horridum var. humile E.Br.[5]
  - Asplenium horridum var. feani E.Br.[5]
  - Asplenium horridum var. marquesensis E.Br.[5]
  - Asplenium horridum var. rapense E.Br.[5]
- Asplenium hostmannii Hieron.[5]
- Asplenium howeanum (Watts) Oliver[5]
- Asplenium humbertii Tardieu-Blot[5]: Sie kommt in Thailand, Laos, Vietnam und in China vor.[1]
- Asplenium humistratum Ching[5]: Sie kommt nur in China vor.[1]
- Bastard-Hirschzunge (Asplenium hybridum (Milde) A.J.Bange, Syn.: Phyllitis hybrida (Milde) C. Chr.)[5] Sie ist ein Endemit von Kroatien. Sie ist entstanden als allotetraploide Sippe durch Chromosomenverdoppelung aus der diploiden Hybride von Asplenium ceterach subsp. bivalens mit Asplenium sagittatum.[15]
- Asplenium hypomelas Kuhn[5]
- Asplenium impressivenium Alderw.[5]
- Asplenium impressum C.Chr.[5]
- Asplenium inaequilaterale Willd.[5]
- Asplenium inciso-dentatum Rosenst.[5]
- Asplenium incisum Thunb.[5]: Sie kommt in Japan, China, Korea, Taiwan und Russland vor.[1]
- Asplenium indicum Sledge: Sie kommt in Bhutan, Indien, Myanmar, Nepal, auf den Philippinen, in Sri Lanka, Thailand, Vietnam, Taiwan und in China vor.[1]
- Asplenium induratum Hook.[5]
- Asplenium indusiatum Copel.[5]
- Asplenium insiticium Brackenr.[5]
- Asplenium insolitum A.R.Sm.[5]
- Asplenium interjectum Christ[5]: Sie kommt im nördlichen Thailand, im nördlichen Vietnam, in Guizhou und in Yunnan vor.[1]
- Asplenium isabelense Brause[5]
- Asplenium jahandiezii (Litard.) Rouy[5]
- Asplenium jaundeense Hieron.[5]
- Asplenium jenmanii Proctor[5]
- Asplenium jensenii C.Chr.[5]
- Asplenium juglandifolium Lam.[5]
- Asplenium kangdingense Ching & H.S.Kung[5]
- Asplenium kansuense Ching[5]: Sie kommt im südlichen Indien und in China vor.[1]
- Asplenium kassneri Hieron.[5]
- Asplenium kaulfussii Schlecht.[5]
- Asplenium kelelense Brause[5]
- Asplenium kenzoi Kurata[5]
- Asplenium khasianum Sledge[5]
- Asplenium khullarii Viane, Rasbach & Reichst.[5]
- Asplenium kiangsuense Ching & Y.X.Jing[5]: Sie kommt in China vor.[1]
- Asplenium kinabaluense Holtt.[5]
- Asplenium kingii Copel.[5]
- Asplenium kjellbergii C.Chr.[5]
- Asplenium klossii C.Chr.[5]
- Asplenium komarovii Akasawa: Sie kommt in Japan, Korea, im südöstlichen Russland, in Nordamerika, in China und in Taiwan vor.[1]
- Asplenium kukkonenii Viane, Rasbach & Reichst.[5]: Sie kommt in Indien, Nepal, Pakistan, Tibet und Yunnan vor.[1]
- Asplenium kunzeanum KI.[5]
- Asplenium labillardieri Kze.[5]
- Asplenium lacerum Schlecht. & Cham.[5]
- Asplenium laciniatum D.Don[5]: Mit den Varietäten:
  - Asplenium laciniatum var. acutipinna Bir[5]
  - Asplenium laciniatum D.Don var. laciniatum[5]
  - Asplenium laciniatum var. subintegrifolium Mehra & Bir[5]
- Asplenium lacinulatum Schrad.[5]
- Asplenium laetum Sw.[5]
- Asplenium lakshmananii M.N.Viswan.[5]
- Asplenium lambinonii Pichi-Serm.[5]
- Asplenium lamprocaulon Fée[5]
- Asplenium lamprophyllum Carse[5]
- Asplenium lancifolium C.Chr.[5]
- Asplenium langii Ching[5]
- Asplenium langsdorffii (C.Martius) Sehnem[5]
- Asplenium laserpitiifolium Lam.[5]
- Asplenium lastii C.Chr.[5]
- Asplenium latidens Ching[5]
- Asplenium lauii Ching[5]
- Asplenium laurentii Bomm.[5]
- Asplenium lauterbachii Christ[5]
- Asplenium laxifolium Alderw.[5]
- Asplenium leandrianum Tardieu[5]
- Asplenium ledermanni Hier.[5]
- Asplenium leiboense Ching[5]
- Zarter Streifenfarn (Asplenium lepidum C.Presl[5]:[6] Er kommt in Europa und in der Türkei vor.[12] Mit den Unterarten:
  - Asplenium lepidum subsp. haussknechtii (Godet & Reuter) Brownsey[5] (Syn.: Asplenium haussknechtii Godet & Reut., Asplenium hermanni-christii Fomin)[12]
  - Asplenium lepidum C.Presl subsp. lepidum[5] (Syn.: Asplenium lepidum subsp. pulverulentum H.Christ & Chatenier, Asplenium lepidum var. fissoides Ritter-Studn. & A.Schumach.)[12]
- Asplenium lepturus J.Sm.[5]: Sie kommt in Laos, Vietnam, auf den Philippinen und in Hainan vor.[1]
- Asplenium leucostegioides Baker: Sie kam früher in Hawaii vor und ist ausgestorben.[11]
- Asplenium lilloanum Sota[5]
- Asplenium linckii Kuhn[5]
- Asplenium linnaei Soó[5]
- Asplenium listeri C.Chr.[5]
- Asplenium lividum Mett. ex Kuhn[5]
- Asplenium lobangense C.Chr.[5]
- Asplenium lobatum Pappe & Raws.[5]: Mit den Varietäten:
  - Asplenium lobatum Pappe & Raws. var. lobatum[5]
  - Asplenium lobatum var. pseudoabyssinicum Schelpe & N.C.Anthony[5]
- Asplenium lobulatum Mett.[5]: Sie kommt in Hawaii und in Papua-Neuguinea vor.[11]
- Asplenium lokohoense Tardieu[5]
- Asplenium lolegnamense (Gibby & Lovis) Viane (Syn.: Ceterach lolegnamense Gibby & Lovis): Dieser Endemit kommt nur auf Madeira vor.[12][16]
- Asplenium longicauda Hook.[5]
- Asplenium longipes Fée[5]
- Asplenium longissimum Bl.[5]: Sie kommt im Malayischen Archipel vor.
- Asplenium longjinense Ching & S.H.Wu[5]
- Asplenium longum Alderw.[5]
- Asplenium lorentzii Hier.[5]
- Asplenium loriceum Christ[5]
- Asplenium loxocarpum Copel.[5]
- Asplenium loxogrammoides Christ[5]
- Asplenium loxoscaphoides Bak.[5]
- Asplenium ludens Bak.[5]
- Asplenium lunulatum Sw.[5]: Mit den Varietäten:
  - Asplenium lunulatum Sw. var. lunulatum[5]
  - Asplenium lunulatum var. serrato-dentatum Rosenst.[5]
- Asplenium lushanense C. Christensen: Sie kommt in Nepal, Vietnam, Sichuan und Yunnan vor.[1]
- Asplenium lyallii (Hook. f.) T.Moore: Sie kommt in Südafrika, Madagaskar und in Neuseeland vor.
- Asplenium macarenianum C.Morton & Lellinger[5]
- Asplenium macedonicum Kümmerle[5]
- Asplenium macilentum Kunze ex Klotzsch[5]
- Asplenium macraei Hook. & Grev.[5]
- Asplenium macrolepis Domin[5]
- Asplenium macrophlebium Bak.[5]
- Asplenium macrophyllum Sw.[5]
- Asplenium macrosorum Bertero[5]
- Asplenium macrurum Mickel & Stolze[5]
- Asplenium mae Viane & Reichstein: Sie wurde 2013 erstbeschrieben. Sie gedeiht an Felsen in Höhenlagen von 400 bis 1800 Metern in der Inneren Mongolei (nur in Da Xingan Ling) und in den chinesischen Provinzen Liaoning sowie Shanxi.[1]
- Asplenium magnificum (Ching) Bir, Fraser-Jenk. & Lovis[5]: Sie kommt im nordöstlichen Indien, in Nepal und im westlichen Yunnan vor.[1]
- Mallorca-Strichfarn[17] (Asplenium majoricum Litard.)[5]
- Asplenium majus (Hieron.) Pichi-Serm.[5]
- Asplenium malcolm-smithii Proctor[5]
- Asplenium mangindranense Tardieu[5]
- Asplenium mannii Hook.[5]
- Asplenium mantalingahanum P.M.Zamora & Co[5]
- Asplenium marattioides (Brackenr.) C.Chr.[5]
- Meeres-Streifenfarn, Küsten-Streifenfarn (Asplenium marinum L.)[5] : Mit den Varietäten:
  - Asplenium marinum var. depauperatum R.C.Moran & Salvo[5]: Sie kommt auf der Iberischen Halbinsel und auf den Azoren vor.
  - Asplenium marinum L. var. marinum: Sie kommt von Westeuropa bis Süditalien vor.
  - Asplenium marinum var. praealtum T.E.Díaz & Salvo[5]
- Asplenium marojejyense Tardieu[5]
- Asplenium martianum C.Chr.[5] : Mit den Varietäten:
  - Asplenium martianum C.Chr. var. martianum[5]
  - Asplenium martianum var. muellerii Rosenst.[5]
- Asplenium matsumurae Christ: Sie gedeiht in Höhenlagen von 400 bis 700 Metern in Taiwan.[1]
- Asplenium mauritiensis Lorence[5]
- Asplenium maxonii Lellinger[5]
- Asplenium megalura Hieron.[5] : Mit den Varietäten:
  - Asplenium megalura Hieron. var. megalura[5]
  - Asplenium megalura var. moelleri (Hieron.) Tardieu[5]
- Asplenium mexiae Copel.[5]
- Asplenium micantifrons (Tuy.) Tuy. ex H.Ohba[5]
- Asplenium microtum Maxon[5]: Sie kommt in Yunnan vor.[1]
- Asplenium microxiphion Bak.[5]
- Asplenium mildbraedii Hieron.[5]
- Asplenium militare Copel.[5]
- Asplenium milnei Carr.[5]
- Asplenium minimum M.Martens & Galeotti[5]
- Asplenium minus Bl.[5]
- Asplenium miradorense Liebm.[5]
- Asplenium miyunense Ching & Z.R.Wang[5]
- Asplenium modestum Maxon[5]
- Asplenium monanthes L.[5]: Sie kommt vom tropischen bis südlichen Afrika, in Madagaskar, auf Réunion, in Hawaii und vom südlichen Nordamerika und Karibischen Inseln bis Zentral- bis Südamerika vor.[11] Mit den Varietäten:
  - Asplenium monanthes var. castaneum (Schlecht. & Cham.) Stolze[5]
  - Asplenium monanthes L. var. monanthes[5]
  - Asplenium monanthes var. wagneri (Mett. ex Kuhn) Stolze[5]
  - Asplenium monanthes var. yungense Rosenst.[5]
- Asplenium monodon Liebm.[5]
- Asplenium monotis Christ[5]
- Asplenium montanum Willd.[5]: Sie ist in den Vereinigten Staaten weitverbreitet.[2]
- Asplenium morobense Copel.[5]
- Asplenium morrisonense Hayata[5]
- Asplenium mossambicense Schelpe[5]
- Asplenium moupinense Franch.[5]
- Asplenium mourai Hier.[5]
- Asplenium mucronatum Presl[5]
- Asplenium munchii A.R.Sm.[5]
- Asplenium musifolium Mett.[5]
- Asplenium myapteron Fée[5]
- Asplenium myriophyllum (Sw.) C.Presl[5]: Mit den Varietäten:
  - Asplenium myriophyllum var. brevisorum Proctor[5]
  - Asplenium myriophyllum (Sw.) C.Presl var. myriophyllum[5]
- Asplenium neobrackenridgei W.H.Wagner[5]
- Asplenium neolaserpitifolium Tard.-Blot et Ching[5]
- Asplenium neomultijugum Ching ex S.H.Wu[5]
- Asplenium neovarians Ching[5]: Sie gedeiht in Höhenlagen von 3300 bis 3600 Metern  in den chinesischen Provinzen südliches Gansu sowie nordwestliches Sichuan.[1]
- Asplenium nephrolepioides Christ[5]
- Asplenium nesii Christ[5]: Sie kommt vor in Afghanistan, im nördlichen Indien, in Nepal, im nördlichen Pakistan und in China vor.[1]
- Asplenium nesioticum Maxon[5]
- Asplenium nidiforme Alderw.[5]
- Nestfarn oder Vogel-Nestfarn (Asplenium nidus L.)[18]:[5] Er gedeiht als Epiphyt im tropischen Regenwald in Asien, Ostafrika, Madagaskar, Japan, Taiwan, Australien[11] und Polynesien. Er wird als Zierpflanze verwendet. Er kommt vor mit den Varietäten:
  - Asplenium nidus var. curtisorum (C.Chr.) Holtt.[5]
  - Asplenium nidus L. var. nidus[5]
- Asplenium nigrescens Bl.[5]
- Asplenium nitens Sw.[5]
- Asplenium nitidum Sw.[5]
- Asplenium normale D.Don[5]: Sie kommt vor in Bhutan, Indien, Japan, Malaysia, Myanmar, Nepal, auf den Philippinen, in Sri Lanka, Thailand, Vietnam, in China, Taiwan, im tropischen Afrika, in Australien und auf Pazifischen Inseln.[1] Mit den Varietäten:
  - Asplenium normale var. angustum C.Chr.[5]
  - Asplenium normale var. boreale Ohwi ex Sa. Kurata[5]
  - Asplenium normale D.Don var. normale[5]
  - Asplenium normale var. shimurae H.Itô[5]
- Asplenium novae-caledoniae Hook.[5]
- Asplenium novoguineense Rosenst.[5]
- Asplenium nutans Rosenst.[5]
- Asplenium obesum Baker[5]
- Asplenium oblanceolatum Copel.[5]: Sie kommt vor in Indien, Malaysia, Myanmar, Thailand, Vietnam, in Hainan und im südöstlichen Yunnan.[1]
- Asplenium oblongatum Mett. ex Kuhn[5]
- Asplenium oblongifolium Col.[5]
- Asplenium obovatum Viv.[5] : Mit den Unterarten und Varietäten:
  - Asplenium obovatum Viv. subsp. obovatum[5]: Sie kommt im Mittelmeerraum, in der Türkei, in Portugal, auf den Kanaren und im nordwestlichen Frankreich vor.
  - Asplenium obovatum nothovar. ibericum Rasbach, K.Rasbach, Reichst., Viane & Bennert = Asplenium obovatum subsp. lanceolatum x Asplenium obovatum var. protobillotii[5]
  - Asplenium obovatum var. deltoideum Demiriz, Viane & Reichst.[5]
  - Asplenium obovatum var. protobillotii Demiriz, Viane & Reichst.[5]
  - Billots Streifenfarn (Asplenium obovatum subsp. billotii (F.W.Schultz) O.Bolos, Vigo, Masalles & J.M.Ninot)[5][6], Syn.: Asplenium obovatum subsp. lanceolatum (Fiori) P.Silva): Er kommt in Europa und in der Türkei vor.[12]
  - Asplenium obovatum subsp. numidicum (Trab.) Salvo & Cabezudo[5]
- Asplenium obscurum Bl.[5] : Mit den Varietäten:
  - Asplenium obscurum var. angustum Tagawa[5]
  - Asplenium obscurum Bl. var. obscurum[5]
- Asplenium obtusatum Forst.[5] : Mit den Unterarten und Varietäten:
  - Asplenium obtusatum Forst. subsp. obtusatum[5]
  - Asplenium obtusatum var. obliquum (Forst. f.) Hook.: Dieser Endemit kommt nur auf den Aucklandinseln vor.[5]
  - Asplenium obtusatum var. sphenoides (Kunze) C.Chr. ex Skottsb.[5]
  - Asplenium obtusatum var. squamulosum (C.Chr.) R.A.Rodr.[5]
  - Asplenium obtusatum subsp. northlandicum Brownsey[5]
- Asplenium obtusifolium L.[5]
- Asplenium ocoense C.Chr.[5]
- Asplenium oellgaardii Stolze[5]
- Asplenium oldhamii Hance[5]: Sie kommt in China vor.[1]
- Asplenium oligolepidum C.Chr.[5]
- Asplenium oligophlebium Bak.[5] : Mit den Varietäten:
  - Asplenium oligophlebium var. iezimaense (Tagawa) Tagawa[5]
  - Asplenium oligophlebium Bak. var. oligophlebium[5]
- Asplenium oligophyllum Kaulf.[5]
- Asplenium oligosorum Mickel & Beitel[5]
- Asplenium olivaceum A.R.Sm.[5]
- Spitziger Streifenfarn (Asplenium onopteris L., Syn.: Asplenium acutum Bory ex Willd.,  Asplenium adiantum-nigrum subsp. onopteris (L.) Heufl., Asplenium onopteris var. triangularis Kunkel, Asplenium virgilii Bory): Er ist in Irland, Polen, auf der Iberischen Halbinsel (Portugal, Spanien, Gibraltar), auf den Balearen, in Frankreich, auf Korsika, Sardinien, Sizilien, in Italien, auf der Balkanhalbinsel (Albanien, Kroatien, Montenegro, Bosnien und Herzegowina, Bulgarien), in Griechenland, auf Kreta, auf Inseln der östlichen Ägäis, auf Zypern, im europäischen und asiatischen Teil der Türkei, in Israel, Palästina, im Libanon, in Syrien, im Iran, in Libyen, Tunesien, Algerien, Marokko, auf den Azoren (Santa Maria, Sao Miguel, Terceira, Graciosa, São Jorge, Pico, Faial, Flores, Corvo), auf der Hauptinsel Madeira und auf den Kanaren (Lanzarote, Fuerteventura, Gran Canaria, Teneriffa, La Gomera, El Hierro, La Palma) verbreitet.[10]
- Asplenium oroupouchense Preston[5]
- Asplenium ortegae N.Murak. & R.C.Moran[5]
- Asplenium otites Link[5]
- Asplenium pachychlamys C.Chr.[5]
- Asplenium pachyphyllum Kze.[5]
- Asplenium pacificum Holtt.[5]
- Asplenium paedigens Copel.[5]
- Asplenium paleaceum R.Br.[5]
- Asplenium palmeri Maxon[5]: Sie kommt in Arizona, New Mexico, Texas, Mexiko, Guatemala und Belize vor.[2]
- Asplenium papuanum Copel.[5]
- Asplenium parablastophorum Braithwaite[5]
- Asplenium paradoxum Bl.[5]
- Asplenium paraguariense Hier.[5]
- Asplenium parksii Copel.[5]
- Asplenium parvisorum Bonap.[5]
- Asplenium parviusculum Ching[5]
- Asplenium parvum Watts[5]
- Asplenium paucidens Alderw.[5]
- Asplenium paucifolium Bonap.[5]
- Asplenium paucijugum Ballard:[5] Mit den Varietäten:
  - Asplenium paucijugum Ballard var. paucijugum[5]
  - Asplenium paucijugum var. simplex Kunkel[5]
- Asplenium paucivenosum (Ching) Bir[5]: Sie kommt in Bhutan, im nördlichen Indien, in Nepal, Tibet und Yunnan vor.[1]
- Asplenium pauperequitum Brownsey & P.J.Jacks.[5]
- Asplenium pearcei Baker; Hook. & Baker[5]
- Asplenium pedicularifolium St. Hil.[5]
- Asplenium pekinense Hance[5]: Sie kommt in Indien, Japan, Korea, Pakistan, im östlichen Sibirien, in China und Taiwan vor.[1]
- Asplenium pellucidum Lam.[5]: Mit den Varietäten und Unterarten:
  - Asplenium pellucidum Lam. subsp. pellucidum[5]
  - Asplenium pellucidum var. dareaefolium (Bory) Tard.[5]
  - Asplenium pellucidum var. ponapense (Hosok.) Hosok.[5]
  - Asplenium pellucidum subsp. pseudohorridum (Hieron.) Schelpe[5]
- Asplenium perakense Mathew et Christ[5]
- Asplenium perlongum Alderw.[5]
- Asplenium persicifolium J.Sm.[5]
- Asplenium peruvianum Desv.[5]: Sie kommt in zwei Varietäten in Peru und Hawaii vor.[11]
- Asplenium petiolulatum Mett.[5]
- Strichfarn[19] (Asplenium petrarchae (Guérin) DC.)[5] : Mit den Unterarten:
  - Asplenium petrarchae (Guérin) DC. subsp. petrarchae[5]
  - Asplenium petrarchae nsubsp. diazii Fern.Areces & Pérez Carro
  - Asplenium petrarchae subsp. bivalens (D.E.Meyer) Lovis & Reichst.
- Asplenium phyllitidis D.Don[5]: Sie kommt in Bangladesch, Bhutan, Indien, Indonesien, Malaysia, Myanmar, Nepal, Neuguinea, Thailand und China vor.[1] Mit den Unterarten:
  - Asplenium phyllitidis D.Don subsp. phyllitidis[5]
  - Asplenium phyllitidis subsp. malesicum Holtt.[5]
- Asplenium picardae Hieron.[5]
- Asplenium pinnatifidum Nuttall[5]: Sie ist in den Vereinigten Staaten weitverbreitet.[2]
- Asplenium platybasis Kze.[5] : Mit den Varietäten:
  - Asplenium platybasis Kze. var. platybasis[5]
  - Asplenium platybasis var. subnudum C.Chr.[5]
- Breitnerviger Streifenfarn (Asplenium platyneuron (L.) Britton, Sterns & Pogg.): Er ist in Höhenlagen von 0 bis 1300 Metern von Kanada über die USA weitverbreitet und kommt vielleicht auf Karibischen Inseln sowie dem nördlichen Südamerika vor. Es gibt sogar Vorkommen im südlichen Afrika.[11]
- Asplenium plenum E.St. John ex Small[5]: Sie kommt nur in Florida vor.[2]
- Asplenium pocsii Pichi-Serm.[5]
- Asplenium polyodon Forst.[5]: Sie kommt in Indien, Indochina, Thailand, Malaysia, China, Japan, Taiwan, Australien, Neuseeland, Fidschi, Madagaskar, Mauritius und in den Komoren vor.[11] Mit den Varietäten:
  - Asplenium polyodon Forst. var. polyodon[5]
  - Asplenium polyodon var. squamulosum (C.Chr.) R.Rodr.[5]
- Asplenium polyphyllum Bertol.[5]
- Asplenium ponapeanum T.Nakam. & Miyam.[5]
- Asplenium poolii Bak.[5] : Mit den Varietäten:
  - Asplenium poolii var. linearipinnatum (Bonap.) C.Chr.[5]
  - Asplenium poolii Bak. var. poolii[5]
- Asplenium potosinum Hieron.[5]
- Asplenium powellii Bak.[5]
- Asplenium praegracile Rosenst.[5]
- Asplenium preussii Hieron.[5]
- Asplenium pringlei Cav.[5]
- Asplenium prionitis Kze.[5]
- Asplenium prionurus J.Sm.[5]
- Asplenium projectum Kze.[5]
- Asplenium prolongatum Hook.[5]: Sie kommt vor in Indien, Japan, im südlichen Korea, Malaysia, in Myanmar, Sri Lanka, Vietnam, Fidschi, China und Taiwan.[1]
- Asplenium propinquum Ching[5]
- Asplenium protensum Schrad.[5]
- Asplenium protractum Tardieu & C.Chr.[5]
- Asplenium pseudoangustum Stolze[5]
- Asplenium pseudoauriculatum Schelpe[5]
- Asplenium pseudobulbiferum Brownlie[5]
- Asplenium pseudocaudatum Alderw.[5]
- Asplenium pseudoerectum Hieron.[5]
- Asplenium pseudofalcatum Hillebr.: Sie kommt in Hawaii vor.[11]
- Asplenium pseudolaserpitiifolium Ching ex Tardieu & Ching[5]: Sie kommt vor in Indien, Indonesien, Japan, Malaysia, Myanmar, auf den Philippinen, in Thailand, Vietnam, Taiwan und China.[1]
- Asplenium pseudonitidum Raddi[5] : Mit den Varietäten:
  - Asplenium pseudonitidum var. ovalescens Fée[5]
  - Asplenium pseudonitidum Raddi var. pseudonitidum[5]
- Asplenium pseudopraemorsum Ching in Ching & Wang[5]: Sie kommt nur in Hainan vor.[1]
- Asplenium pseudotenerum Brownlie[5]
- Asplenium pseudovarians Ching[5]
- Asplenium pseudovulcanicum Alderw.[5]
- Asplenium pseudowilfordii Tagawa[5]
- Asplenium pseudowrightii Ching[5]
- Asplenium psychropolitanum H.J.Lam & Verhey ex H.J.Lam[5]
- Asplenium pteridoides Bak.[5]
- Asplenium pteropus Kaulf.[5]
- Asplenium pulchellum Raddi[5]
- Asplenium pulcherrimum (Baker) Ching ex Tardieu: Sie kommt vor in China, Taiwan, Sarawak und Vietnam.[1]
- Asplenium pululahuae Sodiro[5]
- Asplenium pumilum Sw.[5] : Sie kommt in Florida, Mexiko, in der Karibik, in Mittel- und in Südamerika vor.[2] Mit den Unterarten:
  - Asplenium pumilum subsp. hymenophylloides (Fée) Schelpe[5]
  - Asplenium pumilum Sw. subsp. pumilum[5]
- Asplenium punjabense Bir, Fraser-Jenk. & Lovis[5]
- Asplenium purdieanum Hook.[5]
- Asplenium purpurascens Mett.[5]
- Asplenium pycnophyllum Moore[10]
- Asplenium qiujiangense (Ching & Fu) Nakaike (Syn.: Ceterachopsis qiujiangensis Ching & Fu, Asplenium dulongjiangense Viane; Asplenium latibasis (Ching & K.H. Shing) Nakaike; Asplenium latilobum Viane; Ceterachopsis latibasis Ching & K.H. Shing): Dieser Endemit gedeiht in Höhenlagen von 1800 bis 2500 Metern nur im nordwestlichen Yunnan.[1]
- Asplenium quaylei E.Br.[10]: Mit den Varietäten:
  - Asplenium quaylei var. nukuhivense E.Br.[10]
  - Asplenium quaylei E.Br. var. Asplenium quaylei[10]
  - Asplenium quaylei var. rapense E.Br.[10]
- Asplenium quercicola Ching[10]
- Asplenium quezelii Tardieu[10]
- Asplenium quitense Hook.[10]
- Asplenium raddianum Gaud.[10]
- Asplenium radicans L.[10]: Sie kommt auf Karibischen Inseln und von Mexiko über Zentral- bis Südamerika vor.[11] Mit den Varietäten:
  - Asplenium radicans var. alloeopteron (Kunze ex Klotzsch) Vareschi[10]
  - Asplenium radicans var. cirrhatum (Rich. ex Willd.) Rosenst.[10]
  - Asplenium radicans var. galipanense (Hier.) Vareschi[10]
  - Asplenium radicans var. karstenianum (Kl.) Vareschi[10]
  - Asplenium radicans var. partitum (Kl.) Hieron.[10]
  - Asplenium radicans L. var. radicans: Sie kommt in Venezuela vor.[10]
  - Asplenium radicans var. uniseriale (Raddi) Lellinger[10]
  - Asplenium radicans var. tripinnatum (Hieron.) Proctor[10]
- Asplenium ramlowii Hieron.[10]
- Asplenium rapense (E.Brown) Copel.[10]
- Asplenium rawsonii Bak.[10]
- Asplenium rectangulare Maxon[10]
- Asplenium reekmansii Pichi-Serm.[10]
- Asplenium regis Copel.[10]
- Asplenium regulare Sw.[10]
- Asplenium repandulum Kze.[10]
- Asplenium repens Hook.[10]
- Asplenium resiliens Kunze[10]: Sie kommt in Nord-, Zentral- und Südamerika und auf Karibischen Inseln vor.[2]
- Asplenium retusulum Ching[10]
- Asplenium reuteri Milde[10]
- Kriechender Streifenfarn (Asplenium rhizophyllum L.): Er ist in Höhenlagen von 0 bis 1000 Metern in Nordamerika im östlichen Kanada sowie in den zentralen und östlichen USA weitverbreitet.[11]
- Asplenium rhomboidale Desv.[10]
- Asplenium rhomboideum Brack.: Sie kommt in Hawaii vor.[11]
- Asplenium richardii (Hook. f.) Hook. f.[10]
- Asplenium riparium Liebm.[10]
- Asplenium ritoense Hayata[10]: Sie kommt in China, Taiwan, Japan und Korea vor.[1]
- Asplenium rockii C.Chr.[10]: Sie kommt in Yunnan, in Bhutan, im nordöstlichen und südlichen Indien, im nördlichen Myanmar und im nördlichen Thailand vor.[1]
- Asplenium rosenstockianum Brade[10]
- Asplenium ruprechtii Sa. Kurata: Sie kommt in China, Sachalin, Japan und Korea vor.[11]
- Asplenium russelii osenst.[10]
- Asplenium rutaceum (Willd.) Mett.[10]
- Mauer-Streifenfarn oder Mauerraute (Asplenium ruta-muraria L.):[10][18]: Er ist auf der Nordhalbkugel in Eurasien, Nordafrika und Nordamerika weitverbreitet. Mit den Unterarten und Varietäten:
  - Asplenium ruta-muraria nothosubsp. baldense (Sleep, Vida & Reichst.) Munoz Garm.[10]
  - Dolomiten-Mauer-Streifenfarn oder Diploider Mauer-Streifenfarn (Asplenium ruta-muraria subsp. dolomiticum Lovis & Reichst., Syn.: Asplenium dolomiticum (Lovis & Reichst.) Á.Löve & D.Löve, Asplenium eberlei D.E.Mey., Asplenium ruta-muraria var. eberlei (D.E.Mey.) Rasbach, K.Rasbach, Reichst. & Viane)[10][12]
  - Gewöhnlicher Mauer-Streifenfarn (Asplenium ruta-muraria L. subsp. ruta-muraria)[10][12]
- Asplenium rutifolium Kunze[10]: Mit den Varietäten:
  - Asplenium rutifolium var. bipinnatum (Forssk.) Schelpe[10]
  - Asplenium rutifolium Kunze var. rutifolium: Sie ist in Indien, China, Taiwan, Südkorea sowie Japan verbreitet.
- Asplenium rutshuruense Taton ex Pichi-Serm.[10]
- Asplenium ruwenzoriense Bak.[10]
- Pfeilblättrige Hirschzunge (Asplenium sagittatum (DC.) A.J.Bange, Syn.: Phyllitis sagittata (DC.) Guinea & Heywood, Phyllitis hemionitis (Lag., Garcia & Clem.) Kuntze)[10]: Sie kommt vom Mittelmeergebiet bis zum Irak vor.[14]
- Asplenium salicifolium L.[10] : Mit den Varietäten:
  - Asplenium salicifolium var. aequilaterale (H.Christ) C.D.Adams[10]
  - Asplenium salicifolium L. var. salicifolium[10]
- Asplenium salignum Bl.[5]
- Asplenium sampsonii Hance[5]: Sie kommt in China und in Vietnam vor.[1]
- Asplenium sancti-christofori Christ[5]
- Asplenium sandersonii Hook.:[5]
  - Asplenium sandersonii var. hanningtoni Baker[5]
  - Asplenium sandersonii Hook. var. sandersonii}[5]
- Asplenium sarelii Hook. ex Blakiston[5]: Sie kommt nur in China vor.[1]
- Asplenium saxicola Rosenst.[5]: Sie kommt in China und in Vietnam vor.[1]
- Asplenium scalare Rosenst.[5]
- Asplenium scandens J.Sm.[5]
- Asplenium scandicinum Kaulf.[5]
- Asplenium schelpei Braithwaite[5]
- Asplenium schizocarpum (Copel.) Copel.[5]
- Asplenium schizophyllum C.Chr.[5]
- Asplenium schizotrichum Copel.[5]
- Asplenium schlechtendalianum Hier.[5]
- Asplenium schnellii Tardieu[5]
- Asplenium schultzei Brause[5]
- Asplenium schwackei Christ[5]
- Asplenium schweinfurthii Bak.[5]
- Asplenium sciadophilum Proctor[5]
- Asplenium scleroprium Homb. & Jacq.[5]
- Asplenium scolopendrioides J.Sm.[5]
- Hirschzunge, Hirschzungenfarn (Asplenium scolopendrium L., Syn.: Phyllitis scolopendrium (L.) Newman):[5]:[6] Er ist in Europa, Nordafrika, auf den Kanaren, in Vorder- und Ostasien sowie in Nordamerika und Mexiko weitverbreitet.[12] Mit den Unterarten und Varietäten:
  - Asplenium scolopendrium L. subsp. scolopendrium[5]
  - Asplenium scolopendrium var. americanum (Fernald) Kartesz & Gandhi[10]
  - Asplenium scolopendrium var. lindenii (Hook.) Viane, Rasbach & Reichstein[10]
  - Asplenium scolopendrium subsp. antri-jovis (Kümmerle) Brownsey & Jermy[10]
- Asplenium scolopendropsis F.Muell.[5]
- Asplenium scortechinii Bedd.[5]: Sie kommt in Indien, Malaysia, Myanmar, Thailand, Vietnam und in China vor.[1]
- Asplenium sebungweense J.E.Burrows[5]
- Dolomit-Streifenfarn, Dolomiten-Streifenfarn (Asplenium seelosii Leybold):[5][6] Er kommt in Mittel-, West- und Südeuropa sowie in Marokko vor.[12] Mit den Unterarten:
  - Asplenium seelosii Leybold subsp. seelosii[5][12]
  - Asplenium seelosii subsp. glabrum (Litard. & Maire) Rothm. (Syn.: Asplenium celtibericum Rivas Mart., Asplenium seelosii subsp. catalaunicum (Bol. & Vigo) P.Monts.)[5]: Sie kommt in Frankreich, Spanien und Marokko vor.[12]
- Asplenium seileri C.D.Adams[5]
- Asplenium sellowianum (Hieron.) C.Presl ex Hieron.[10]
- Asplenium semivarians Viane & Reichstein: Die 2003 erstbeschriebene Art kommt in Indien, auf den Philippinen, in Sri Lanka, in den Gebirgen des tropischen Afrika und in Yunnan in Höhenlagen zwischen 1200 und 2500 Metern Meereshöhe vor.[1]
- Nordischer Streifenfarn, Nord-Streifenfarn, Gabeliger Streifenfarn oder Deutscher Streifenfarn (Asplenium septentrionale (L.) Hoffm.):[6][12] Er ist auf der Nordhalbkugel in Eurasien, Nordafrika und Nordamerika weitverbreitet. Mit den Unterarten:
  - Asplenium septentrionale (L.) Hoffm. subsp. septentrionale[10][12]
  - Asplenium septentrionale subsp. caucasicum Fraser-Jenkins & Lovis[10]: Sie kommt im asiatischen Teil der Türkei vor.[12]
- Asplenium serra Langsd. & Fischer[10] Sie ist in der Neotropis und im tropischen Afrika weitverbreitet. Mit den Varietäten:
  - Asplenium serra var. imrayanum Hook.[10]
- Asplenium serra Langsd. & Fisch. var. serra[10]
  - Asplenium serratissimum Ching ex S.H.Wu[10]
- Asplenium serratum L.[10]: Sie kommt nur in Florida vor.[2] Mit den Varietäten:
  - Asplenium serratum var. caudatum Rosenst.[10]
  - Asplenium serratum L. var. serratum[10]
- Asplenium serricula Fée[10]
- Asplenium sessilifolium Desv.[10]
- Asplenium setisectum Bl.[10]
- Asplenium setularioides Bak.[10]
- Asplenium shawii Copel.[10]
- Asplenium shuttleworthianum Kze.[10]
- Asplenium siamense Tag. & Iwatsuki[10]
- Asplenium simii Braithwaite & Schelpe in Schelpe[10]
- Asplenium simonsianum Hook.[10]
- Asplenium simplicifolium Brade[10]
- Asplenium simplicifrons F.Muell.[10]
- Asplenium smedsii Pichi-Serm.[10]
- Asplenium soleirolioides A.R.Sm.[10]
- Asplenium solmsii Baker ex Hemsl.[10]
- Asplenium spannagelii Sehnem[10]
- Asplenium spathulatum Bak.[10]
- Asplenium speluncae Christ[10]: Sie gedeiht in Höhenlagen von 1100 bis 1400 Metern in den chinesischen Provinzen Guangdong, Guangxi, Guizhou, Hunan sowie Jiangxi.[1]
- Asplenium sphaerosporum A.R.Sm.[10]
- Asplenium sphenotomum Hillebr.[10]
- Asplenium spinescens Mett. ex Kuhn[10]
- Asplenium spirale Holtt.[10]
- Asplenium splendens Kze.[10]
- Asplenium spruceanum Hier.[10]
- Asplenium squamosum L.[10]
- Asplenium squamulatum Bl.[10]
- Asplenium squamuliferum Alderw.[10]
- Asplenium stantonii Copel.[10]
- Asplenium staudtii Hier.[10]
- Asplenium steerei Harr.[10]
- Asplenium stellatum Colla[10]
- Asplenium stenochlaenoides Alderw.[10]
- Asplenium stenolobum C.Chr.[10]
- Asplenium stereophyllum Kze.[10]
- Asplenium stipicellatum Pichi-Serm.[10]
- Asplenium stipitiforme Gepp[10]
- Asplenium stoloniferum Bory[10]
- Asplenium stolonipes Mickel & Beitel[10]
- Asplenium strangeanum Pichi-Serm.[10]
- Asplenium stuebelianum Hieron.[10]
- Asplenium stuhlmannii Hier.[10]
- Asplenium subaequilaterale (Bak.) Hieron.[10]
- Asplenium subaquatile Ces.[10]
- Asplenium subcrenatum Ching ex S.H.Wu[10]
- Asplenium subflexuosum Rosenst.[10]
- Asplenium subintegrum C.Chr.[10]
- Asplenium sublaserpitiifolium Ching ex Tardieu & Ching[10]: Sie kommt in China, Taiwan und Vietnam vor.[1]
- Asplenium sublongum Ching ex S.H.Wu[10]
- Asplenium submarginatum Rosenst.[10]
- Asplenium subnormale Copel.[10]
- Asplenium suborbiculare Ching[10]
- Asplenium subresectum Copel.[10]
- Asplenium subscalare Alderw.[10]
- Asplenium subspathulinum X.C. Zhang: Sie wurde 2012 aus dem nordwestlichen Yunnan erstbeschrieben.[1]
- Asplenium subtenuifolium (Christ) Ching & S.H.Wu[10]
- Asplenium subtoramanum Ching ex S.H.Wu[10]
- Asplenium subtrapezoideum Ching ex S.H.Wu[10]
- Asplenium subvarians Ching[10]
- Asplenium subvestitum Copel.[10]
- Asplenium sumatranum Hook.[10]
- Asplenium surrogatum P.S.Green[10]
- Asplenium szechuanense Ching[10]
- Asplenium tabinense Hier.[10]
- Asplenium tadei Fraser-Jenk. & Schneller[10]
- Asplenium tafanum C.Chr.[10]
- Asplenium taiwanense Ching ex S.H.Wu[10]
- Asplenium tamandarei Rosenst.[10]
- Asplenium tenerrimum Mett. ex Kuhn[10]
- Asplenium tenerum Forst.[10]: Sie kommt in Indien, Indonesien, Japan, Korea, Malaysia, Myanmar, den Philippinen, in Sri Lanka, Vietnam, auf Inseln im Pazifik, in Taiwan und Hainan vor.[1] Mit den Varietäten:
  - Asplenium tenerum Forst. var. terminum Mett.[10]: Sie ist in Polynesien und im tropischen Asien verbreitet.
  - Asplenium tenerum var. terminum Mett.[10]
- Asplenium tenuicaudatum Pichi-Serm.[10]
- Asplenium tenuicaule Hayata[10]: Sie kommt in drei Varietäten in China, Taiwan, Bhutan, Indien, Japan, Korea, Nepal, Pakistan, den Philippinen, im südlichen Sibirien, in Thailand im östlichen Afrika und auf Hawaii vor.[1]
- Asplenium tenuifolium D.Don[10]: Sie kommt in Bhutan, Indien, Indonesien, Malaysia, Myanmar, Nepal, auf den Philippinen, in Sri Lanka, Thailand, Vietnam, in Taiwan und China in Höhenlagen zwischen 800 und 2900 Metern Meereshöhe vor.[1] Mit den Varietäten:
  - Asplenium tenuifolium var. minor Ching ex S.H.Wu[10]
  - Asplenium tenuifolium D.Don var. minor[10]
- Asplenium tenuisectifolia Gepp[10]
- Asplenium teratophylloides Alderw.[10]
- Asplenium terorense Kunkel[10]
- Asplenium theciferum (Kunth) Mett.[10] : Mit den Varietäten:
  - Asplenium theciferum var. concinnum (Schrad.) Schelpe[10]
  - Asplenium theciferum var. cornutum (Alston) Benl[10]
  - Asplenium theciferum (Kunth) Mett. var. theciferum[10]
- Asplenium thunbergii Kze.[10] (Syn.: Asplenium thunbergii var. belangeri (Bory) Kze., Asplenium decorum Kze., Asplenium belangeri Bory, Asplenium belangeri (Bory) Kze., Asplenium auriculatum (Thunb.) Kuhn): Sie kommt in Indochina, Sri Lanka, in Malaysia, auf den Philippinen, auf Sumatra sowie in Neuguinea vor.
- Asplenium tianmushanense Ching[10]
- Asplenium tocoraniense Rosenst.[10]
- Asplenium torrei Schelpe[10]
- Asplenium trapezoideum Ching[10]: Sie kommt in China, Vietnam und Myanmar vor.[1]
- Asplenium tricholepis Rosenst.[10]
- Braunstieliger Streifenfarn (Asplenium trichomanes L.):[10]: Er ist kosmopolitisch verbreitet.[12] Mit den Unterarten und Varietäten:
  - Asplenium trichomanes var. australiense (Bailey) Domin: Sie kommt nur in Queensland vor.[10]
  - Asplenium trichomanes subsp. coriaceifolium Rasbach, K.Rasbach, Reichst. & Bennert[10]: Sie kommt nur auf Mallorca und in Spanien vor.[12]
  - Asplenium trichomanes subsp. densum (Brack.) W.H.Wagner(Syn.: Asplenium densum Brack.): Sie kommt auf Hawaii vor.[10]
  - Spießförmiger Braunschwarz-Streifenfarn (Asplenium trichomanes subsp. hastatum (Christ) S.Jess.)[10][12]
  - Unerwarteter Braunschwarz-Streifenfarn (Asplenium trichomanes subsp. inexpectatum Lovis, Syn.: Asplenium melanocaulon subsp. inexpectans (Lovis) Á.Löve & D.Löve, Asplenium microphyllum Tineo)[10]
  - Asplenium trichomanes subsp. kulumyssiense Stepanov[10]
  - Asplenium trichomanes subsp. maderense Gibby & Lovis:[10] Sie kommt nur auf La Palma sowie Madeira vor.[12]
  - Seestern-Braunschwarz-Streifenfarn (Asplenium trichomanes subsp. pachyrachis (Christ) Lovis & Reichst., Syn.: Asplenium csikii Kümmerle & András)[10][12]
  - Tetraploider Braunschwarz-Streifenfarn (Asplenium trichomanes subsp. quadrivalens D.E.Meyer)[10][12]: Er wird von manchen Autoren auch als Art angesehen: Asplenium quadrivalens (D. E. Meyer) Landolt.[1]
  - Gewöhnlicher Braunschwarz-Streifenfarn (Asplenium trichomanes L. subsp. trichomanes, Syn.: Asplenium melanocaulon Willd.)[10][12]
- Asplenium trichomanes-dentatum L. (Syn.: Asplenium dentatum L.)[10]: Sie kommt in Florida, im südlichen Mexiko, in der Karibik, in Mittelamerika, in Kolumbien und in Venezuela vor.[2] Mit den Varietäten:
  - Asplenium trichomanes-dentatum var. jamaicense (Jenman) Proctor: Sie kommt nur in Jamaika vor.[10]
  - Asplenium trichomanes-dentatum L. var. trichomanes-dentatum[10]
- Asplenium trifoliatum Copel.[10]
- Asplenium trigonopterum Kunze[10]: Sie kommt in Taiwan und in Japan vor.[1]
- Asplenium trilobatum C.Chr.[10]
- Asplenium trilobum Cav.[10]
- Asplenium triphyllum Presl[10] : Mit den Varietäten:
  - Asplenium triphyllum var. herbaceum (Fée) Sod.[10]
  - Asplenium triphyllum var. compactum Hook.[10]
  - Asplenium triphyllum Presl var. triphyllum[10]
- Asplenium tripinnatifidum Copel.[10]
- Asplenium tripteropus Nakai[10]: Sie kommt in China, Taiwan, Japan, Korea und Myanmar vor.[1]
- Asplenium triquetrum N.Murak. & R.C.Moran[10]
- Asplenium truncatilobum (Presl) Fée[10]
- Asplenium tryonii Correll[10]
- Asplenium tsaratananense Tardieu[10]
- Asplenium tucumanense Hier.[10]
- Asplenium tuerckheimii Maxon[10]
- Asplenium uhligii Hieron.[10]
- Asplenium ulbrichtii Rosenst.[10] : Mit den Varietäten:
  - Asplenium ulbrichtii var. serrato-dentatum Rosenst.[10]
  - Asplenium ulbrichtii Rosenst. var. ulbrichtii[10]
- Asplenium underwoodii Maxon[10]
- Asplenium unilaterale Lam.[10] : Sie kommt im tropischen und südlichen Afrika, in Madagaskar, auf den Seychellen, Komoren, Mauritius und Réunion, Indien, Sri Lanka, Thailand, Malaysia, China, Taiwan, Hawaii, Guam, Französisch-Polynesien, Fidschi und auf den nördlichen Marianen vor.[11]  Mit den Varietäten:
  - Asplenium unilaterale Lam. var. unilaterale[10]
  - Asplenium unilaterale var. birii B.K.Nayar & Geev.[10]
  - Asplenium unilaterale var. bivalvatum B.K.Nayar & Geev.[10]
  - Asplenium unilaterale var. nudum Atkinson ex Clarke[10]
  - Asplenium unilaterale var. saxicola M.Kato & K.lwats.[10]
- Asplenium unisorum (W.H. Wagner) Viane: Sie kommt in Hawaii vor.[11]
- Asplenium variabile Hook.[10]
- Asplenium varians Wall. ex Hook. & Grev.[10]: Sie kommt in Bhutan, Indien, Nepal, Vietnam, in China und im südlichen Afrika vor.[1]
- Asplenium venustum Underw. & Maxon[10]
- Asplenium verecundum Chapm. ex Underw.[10]: Sie kommt nur in Florida vor.[2]
- Asplenium vespertinum Maxon[10]: Sie kommt in Kalifornien und in Baja California vor.[2]
- Asplenium vieillardii Mett.[10]
- Asplenium virchowii Kuhn[10]
- Asplenium virens Presl[10]
- Grüner Streifenfarn, Grünstieliger Streifenfarn oder Grün-Streifenfarn[12] (Asplenium viride Huds.)[10], Syn.: Asplenium ramosum L. nom. rej.[12]; Asplenium trichomanes-ramosum L.)[18][6]: Er ist auf der Nordhalbkugel in Eurasien, Nordafrika, Nordamerika und Grönland weitverbreitet.[12][2]
- Asplenium virillae H.Christ[10]
- Asplenium vittaeforme Cav.[10]
- Asplenium viviparioides Kuhn[10]
- Asplenium viviparum Bl.[10]: Mit den Varietäten:
  - Asplenium viviparum var. daucifolium (Lam.) Tard.[10] (Syn.: Asplenium daucifolium Lam.): Dieser Endemit kommt nur auf den Maskarenen (Mauritius und Reunion[11]) vor. Sie wird von manchen Autoren auch als eigenständige Art Asplenium daucifolium Lam. angesehen.[11]
  - Asplenium viviparum var. inaequale (Willd.) Tard.[10]
  - Asplenium viviparum var. lineatum (Sw.) Tard.[10]
- Asplenium volkensii Hier.[10]
- Asplenium volubile N.Murak. & R.C.Moran[10]
- Asplenium vomeriforme Hook.[10]
- Asplenium vulcanicum Bl.[10]
- Asplenium wacketii Rosenst.[10]
- Asplenium warburgkianum Christ[10]
- Asplenium warneckii Hieron.[10]
- Asplenium werneri Rosenst.[10]
- Asplenium wildii Ball.[10]
- Asplenium wilfordii Mett. ex Kuhn[10]: Sie kommt in Japan, Korea und in den chinesischen Provinzen Fujian, Jiangxi, Zhejiang und in Taiwan vor.[1]
- Asplenium woodwardioides Roxb.[10]
- Asplenium wrightii Eaton ex Hook.[10]: Sie kommt in Japan, China, Taiwan und auf den Philippinen vor.[11]
- Asplenium wrightioides Christ[10]
- Asplenium wuliangshanense Ching[10]
- Asplenium yoshinagae Makino: Sie kommt in Indien, Japan, Vietnam und in China vor.[1]

### Hybride
Es gibt zahlreiche Hybriden; eine der häufigsten ist:
- Deutscher Streifenfarn (Asplenium ×alternifolium Wulfen):[6] Er kommt in Europa und in der Türkei vor.

Weitere Hybriden der mitteleuropäischen Arten werden bei Reichstein aufgeführt:
- Asplenium ×adulteriniforme Lovis, Melzer & Reichst. (= Asplenium trichomanes subsp. inexpectans × Asplenium viride)
- Asplenium ×aprutianum Lovis, Melzer & Reichstein (= Asplenium lepidum × Asplenium trichomanes subsp. quadrivalens)
- Asplenium ×bavaricum D.E.Meyer (= Asplenium trichomanes subsp. quadrivalens × Asplenium viride)
- Asplenium ×bechereri D.E.Meyer (= Asplenium adiantum-nigrum × Asplenium adulterinum)
- Asplenium ×brissaginense D.E.Meyer (= Asplenium adiantum-nigrum × Asplenium foreziense)
- Asplenium ×centovallense D.E.Meyer (= Asplenium adiantum-nigrum × Asplenium cuneifolium)
- Asplenium ×claphamii (T.Moore ex E.J.Lowe) Viane (= Asplenium scolopendrium × Asplenium trichomanes, Syn.: × Asplenophyllitis claphamii (T.Moore ex E.J.Lowe) Alston)
- Asplenium ×clermontae Syme (= Asplenium ruta-muraria × Asplenium trichomanes subsp. quadrivalens, Syn.: Asplenium ×preissmannii Ascherson & Luerssen, Asplenium ×reicheliae Ascherson & Dörfler, Asplenium ×hauchecornei Ascherson)
- Asplenium ×contrei Callé, Lovis & Reichstein (= Asplenium adiantum-nigrum × Asplenium septentrionale)
- Asplenium ×costei Litard. (= Asplenium foreziense × Asplenium septentrionale)
- Asplenium ×dolosum Milde (= Asplenium adiantum-nigrum × Asplenium trichomanes subsp. trichomanes)
- Asplenium ×eglii Lovis & Reichstein (= Asplenium lepidum × Asplenium ruta-muraria subsp. dolomiticum)
- Asplenium ×gaston-gautieri Litard. (= Asplenium fontanum × Asplenium viride, Syn.: Asplenium gautieri Christ)
- Asplenium ×heufleri Reichardt (= Asplenium septentrionale × Asplenium trichomanes subsp. quadrivalens)
- Asplenium ×hungaricum Fraser-Jenkins & Vida (= Asplenium ×murbeckii × Asplenium septentrionale)
- Asplenium ×javorkae Kümmerle (= Asplenium lepidum × Asplenium ruta-muraria subsp. ruta-muraria)
- Asplenium ×joncheerei D.E.Meyer (= Asplenium obovatum subsp. billotii × Asplenium adiantum-nigrum subsp. onopteris)
- Asplenium ×lessinense Vida & Reichstein (= Asplenium fissum × Asplenium viride)
- Asplenium ×lobmingense Melzer, Lovis & Reichstein (= Asplenium adulterinum × Asplenium ruta-muraria subsp. ruta-muraria)
- Asplenium ×murbeckii Dörfler (= Asplenium ruta-muraria subsp. ruta-muraria × Asplenium septentrionale)
- Asplenium ×pagesii Litard. (= Asplenium foreziense × Asplenium trichomanes subsp. quadrivalens, Syn.: Asplenium ×guichardii Litard., Asplenium ×verbanense von Tavel)
- Asplenium ×perardi Litard. (= Asplenium adiantum-nigrum × Asplenium ruta-muraria subsp. ruta-muraria)
- Asplenium ×poscharskyanum (Hofm.) Preissmann (= Asplenium adulterinum × Asplenium viride)
- Asplenium ×praetermissum Lovis, Melzer & Reichst. (= Asplenium adulterinum × Asplenium trichomanes subsp. quadrivalens)
- Asplenium ×protoadulterinum Lovis & Reichst. (= Asplenium trichomanes subsp. trichomanes × Asplenium viride, Syn.: Asplenium mendelianum D.E.Meyer)
- Asplenium ×ruscinonense Nieschalk, Lovis & Reichstein (= Asplenium foreziense × Asplenium adiantum-nigrum subsp. onopteris)
- Asplenium ×sarniense A.Sleep (= Asplenium adiantum-nigrum × Asplenium obovatum subsp. billotii)
- Asplenium ×sleepiae Badré & Boudrie (= Asplenium obovatum subsp. billotii × Asplenium foreziense)
- Asplenium ×souchei Litard. (= Asplenium obovatum subsp. billotii × Asplenium septentrionale)
- Asplenium ×stiriacum D.E.Meyer (= Asplenium lepidum × Asplenium trichomanes subsp. inexpectans)
- Asplenium ×ticinense D.E.Meyer (= Asplenium adiantum-nigrum × Asplenium adiantum-nigrum subsp. onopteris)
- Asplenium ×trichomaniforme Woynar (= Asplenium adulterinum × Asplenium trichomanes subsp. trichomanes)
- Asplenium ×valgannense E.Attinger (= Asplenium seelosii × Asplenium trichomanes subsp. quadrivalens)
- Asplenium ×wachaviense Ascherson & P.Graebner (= Asplenium cuneifolium × Asplenium trichomanes)
- Asplenium ×woynarianum Ascherson & P.Graebner (= Asplenium cuneifolium × Asplenium viride)

- Die Hybride xAsplenoceterach badense D.E.Meyer 1957 erwies sich nach Untersuchung des Typusexemplars von einer Mauer bei Niederrotweil im Kaiserstuhl als ein verkrüppeltes Exemplar des Milzfarns (Asplenium ceterach).[20]